# Kalendarium historii Wrocławia (od 1989)
Kalendarium historii Wrocławia od 1989 – chronologiczne zestawienie wydarzeń z historii miasta w okresie III Rzeczypospolitej, m.in. politycznych, gospodarczych, społecznych, administracyjnych, urbanistycznych, kulturalnych i sportowych, ukazujących przemiany, które dokonały się we Wrocławiu od roku 1989, w którym przypadł początek transformacji ustrojowej i gospodarczej Polski, do współczesności.

## Wrocław w III Rzeczypospolitej (od roku 1989)
Kalendarium obejmuje wydarzenia od 4 czerwca 1989 roku – dnia, w którym odbyła się I tura pierwszych w Polsce po II wojnie światowej częściowo wolnych wyborów do Sejmu i całkowicie wolnych do Senatu.
| 1989 • 1990 • 1991 • 1992 • 1993 • 1994 • 1995 • 1996 • 1997 • 1998 • 1999 • 2000 • 2001 • 2002 • 2003 • 2004 • 2005 • 2006 • 2007 • 2008 • 2009 • 2010 • 2011 • 2012 • 2013 • 2014 • 2015 • 2016 • 2017 • 2018 • 2019 • 2020 • 2021 • 2022 • 2023 • 2024 |

## Legenda
Kategorie wydarzeń: (więcej)

 (A)  administracyjne

 (B)  pogoda, klimat, środowisko

 (C)  międzynarodowe 

 (D)  dramatyczne (m.in. katastrofy, kataklizmy, zbrodnie, zgony)

 (E)  związane z edukacją i oświatą

 (F)  związane ze środkami masowego przekazu

 (G)  gospodarcze

 (H)  związane z handlem i gastronomią

 (I)  związane z infrastrukturą miejską

 (K)  kulturalne

 (L)  związane ze społecznością lokalną (np. spisy ludności, zloty, uroczystości, manifestacje)

 (M)  związane z medycyną i higieną

 (N)  związane z nauką

 (O)  organizacje we Wrocławiu (fundacje, stowarzyszenia, towarzystwa itp.)

 (P)  polityczne

 (R)  religijne

 (S)  sportowe

 (T)  transportowe

 (U)  urbanistyczne

 (V)  wizyty światowych osobistości (oficjalne i nieoficjalne)

 (W)  wyróżnienia, nagrody (Honorowi Obywatele itp.)

 (Y)  nazewnictwo 

 (Z)  związane z zielenią miejską (parki, lasy, ogrody, cmentarze)

## Lata 1989–2000

### 1989

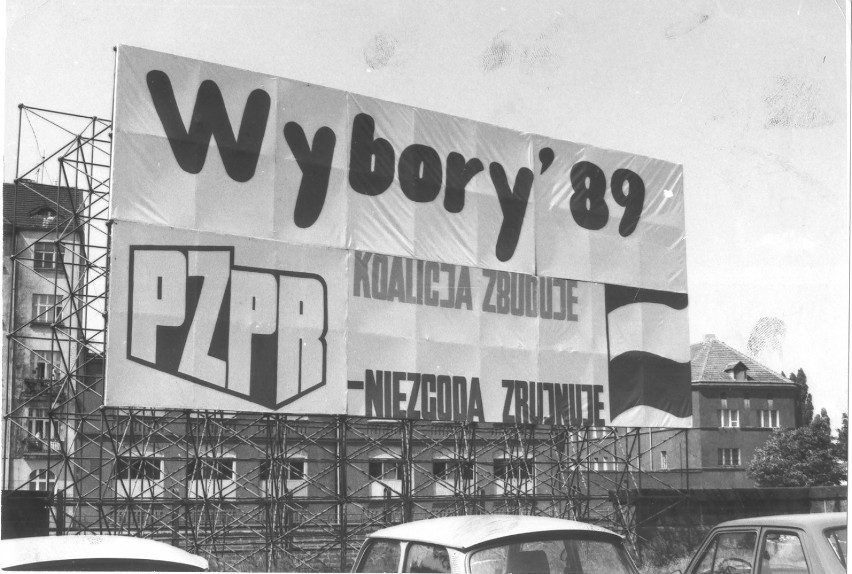
Billboard koalicji rządowej we Wrocławiu w wyborach parlamentarnych 1989

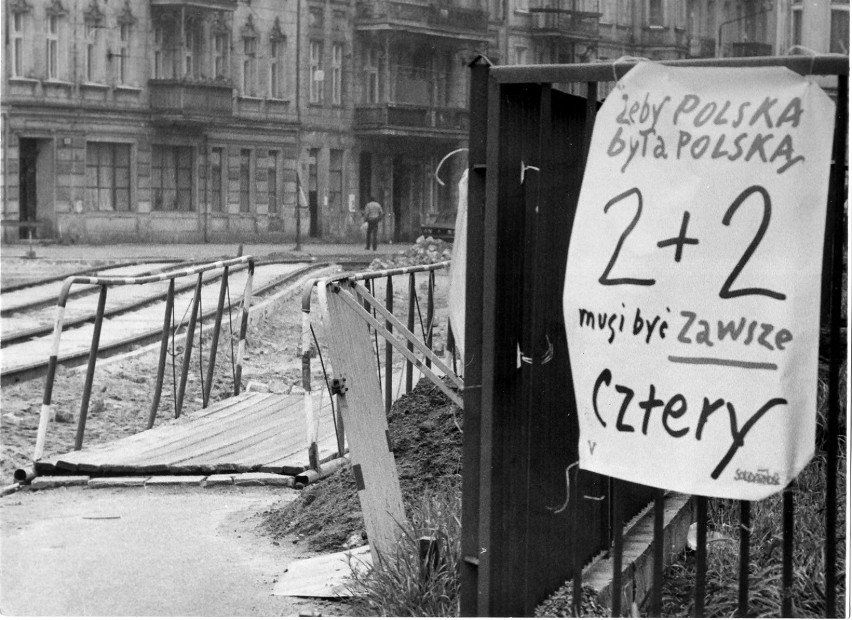
Kampania wyborcza Solidarności 1989 Wrocław

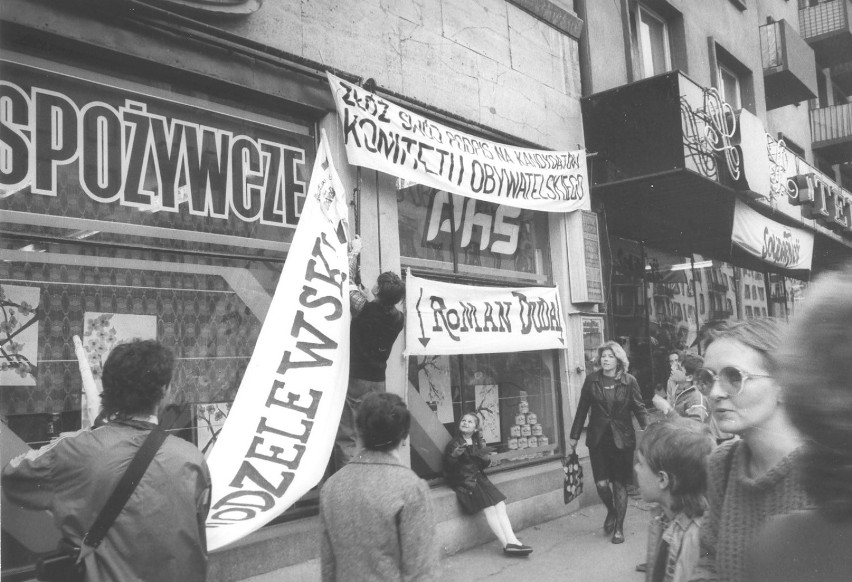
Przed wyborami 4 czerwca 1989 Wrocław

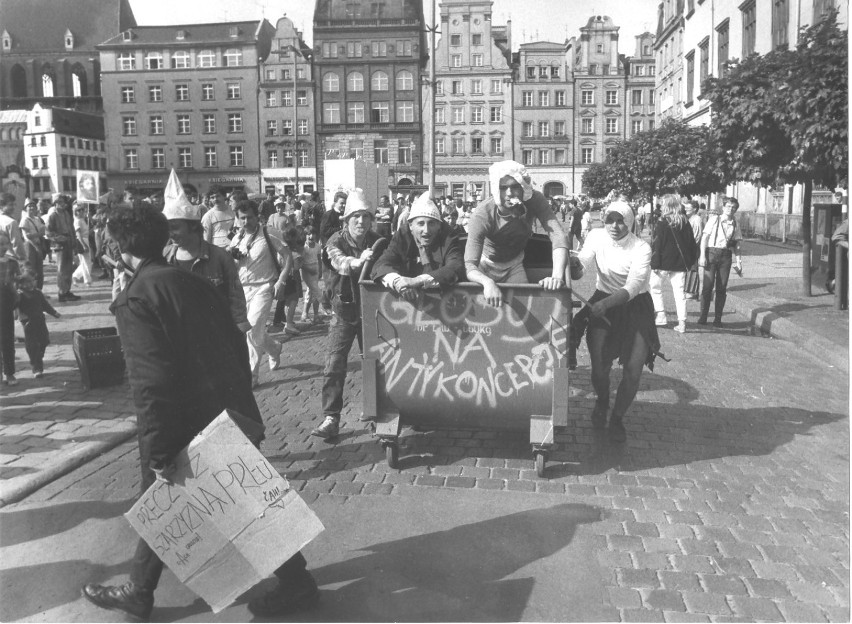
Pomarańczowa Alternatywa przed wyborami

- (K)  W rozluźnionej atmosferze politycznej przed czerwcowymi wyborami odbyło się wiele happeningów: w lutym „Karnawał, czyli śledzik na Świdnickiej” (Pomarańczowa Alternatywa), w marcu „Marsz Wielkanocny” (Wolność i Pokój), w kwietniu „Pogrzeb Bieruta” (Niezależne Zrzeszenie Studentów), w czerwcu Obóz Żywego Protestu[1].
- (P)  1 maja odbyła się nielegalna demonstracja Solidarności Walczącej na ulicy Świdnickiej; na ul. Nowotki (ob. ul. Krupnicza) doszło do ataku ZOMO na manifestujących[2].
- (N)   (Y)  29 maja Uniwersytet Wrocławski zmienił nazwę, rezygnując z członu „im. Bolesława Bieruta”[3].
- (P)  4 czerwca odbyły się pierwsze częściowo wolne wybory do Sejmu i całkowicie wolne do Senatu. Z listy Komitetu obywatelskiego na Dolnym Śląsku wybrani zostali Barbara Labuda, Andrzej Piszel, Radosław Gawlik i Zbigniew Lech, zaś do Senatu – Karol Modzelewski i Roman Duda[4].
- (L)  4 czerwca na ówczesnym placu Dzierżyńskiego (ob. pl. Dominikański) doszło do manifestacji przeciwko masakrze na pekińskim placu Niebiańskiego Spokoju. Powstało miasteczko namiotowe nazwane Obozem Żywego Protestu. Manifestację zakończono 16 czerwca[5].
- (B)  16 sierpnia zanotowano najwyższą temperaturę we Wrocławiu w ciągu roku – +34,6 °C[6].
- (K)   (C)  3 listopada, na 2 tygodnie przed aksamitną rewolucją we Wrocławiu miał miejsce trzydniowy festiwal niezależnej kultury czechosłowackiej, z występami artystów-dysydentów[7].
- (B)  30 listopada zanotowano najniższą temperaturę we Wrocławiu w roku 1989 – −11,7 °C[6].
- (R)  28 grudnia rozpoczęło się trwające 5 dni XI Europejskie Spotkanie Młodych Wspólnota Taizé, zorganizowane przez archidiecezję wrocławską. Udział w spotkaniach wzięło ok. 50 tys. wiernych[8].

### 1990
- (B)  9 stycznia zanotowano najniższą temperaturę we Wrocławiu w 1990 roku −12,6 °C[9].
- (F)  6 lutego rozpoczęła nadawanie pierwsza w krajach postkomunistycznych prywatna telewizja PTV Echo. Program nadawano początkowo 4 godziny dziennie; stację zlikwidowano w roku 1995[10].
- (A)  Ukonstytuowała się 70-osobowa rada miejska, zdolna wybrać prezydenta Wrocławia[11].
- (L)  Liczba ludności miasta wynosiła 643 tys.[12]
- (A)  6 kwietnia 1990 roku uchwałą Sejmu zostaje rozwiązana Milicja Obywatelska i zostaje przekształcona w Policję Państwową. Na wrocławskie ulice wyjechały pierwsze radiowozy odznaczone "Policja"[13].
- (K)  2 maja miała miejsce premiera filmu Marcowe migdały w reżyserii Radosława Piwowarskiego. Zdjęcia w większości powstały na pl. Piłsudskiego na Karłowicach, gdzie wmurowano tablicę upamiętniającą[14].
- (A)  4 czerwca Bogdan Zdrojewski został wybrany prezydentem Wrocławia, wygrywając głosowanie w Radzie Miejskiej Wrocławia z Zenonem Wysłouchem 38:23. Funkcję prezydenta miasta pełnił do roku 2002[15][16].
- (L)  19 czerwca rada miejska przywróciła historyczny herb Wrocławia. Decyzję tłumaczono jako symboliczne pogodzenie się polskich mieszkańców miasta z jego dawną, również niemiecką przeszłością[17].
- (T)  W lipcu miasto Wrocław podjęło decyzję o powołaniu spółki Port Lotniczy Wrocław S.A.[18]
- (B)  5 sierpnia zanotowano najwyższą temperaturę we Wrocławiu w ciągu roku +33,8 °C[9].
- (H)   (L)  19 sierpnia kilkuset handlowców wrocławskich protestowało przed urzędem miejskim przeciw prywatyzacji handlu metodą swobodnych przetargów. Osiągnięto czasowy kompromis[19].
- (L)  27 listopada na Cmentarzu Osobowickim miał miejsce symboliczny pogrzeb ofiar terroru komunistycznego[20].

### 1991

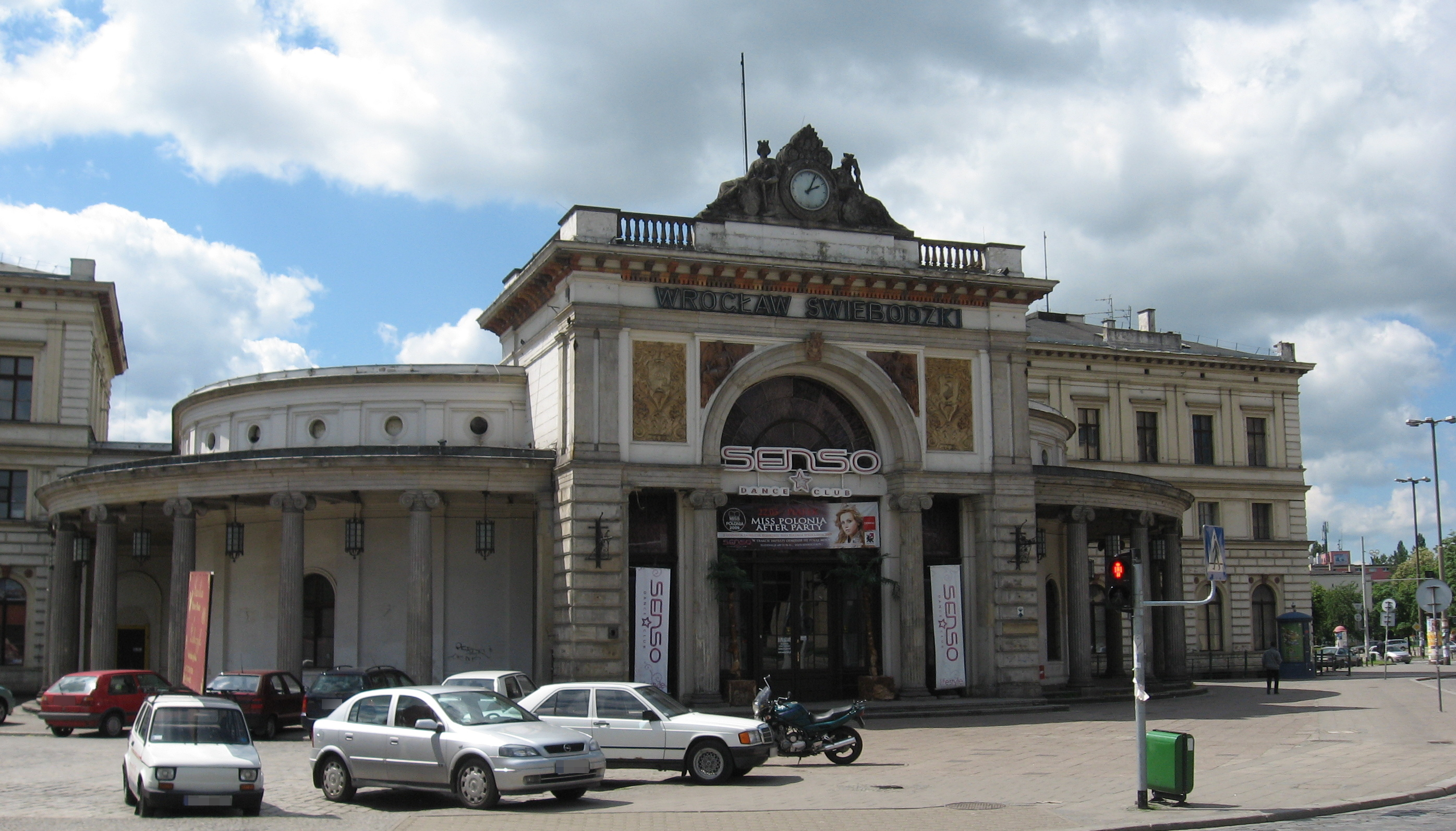
Wrocław Świebodzki

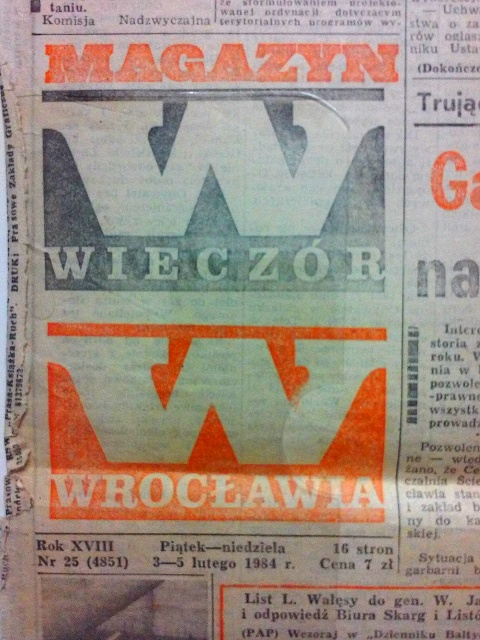
Wieczór Wrocławia

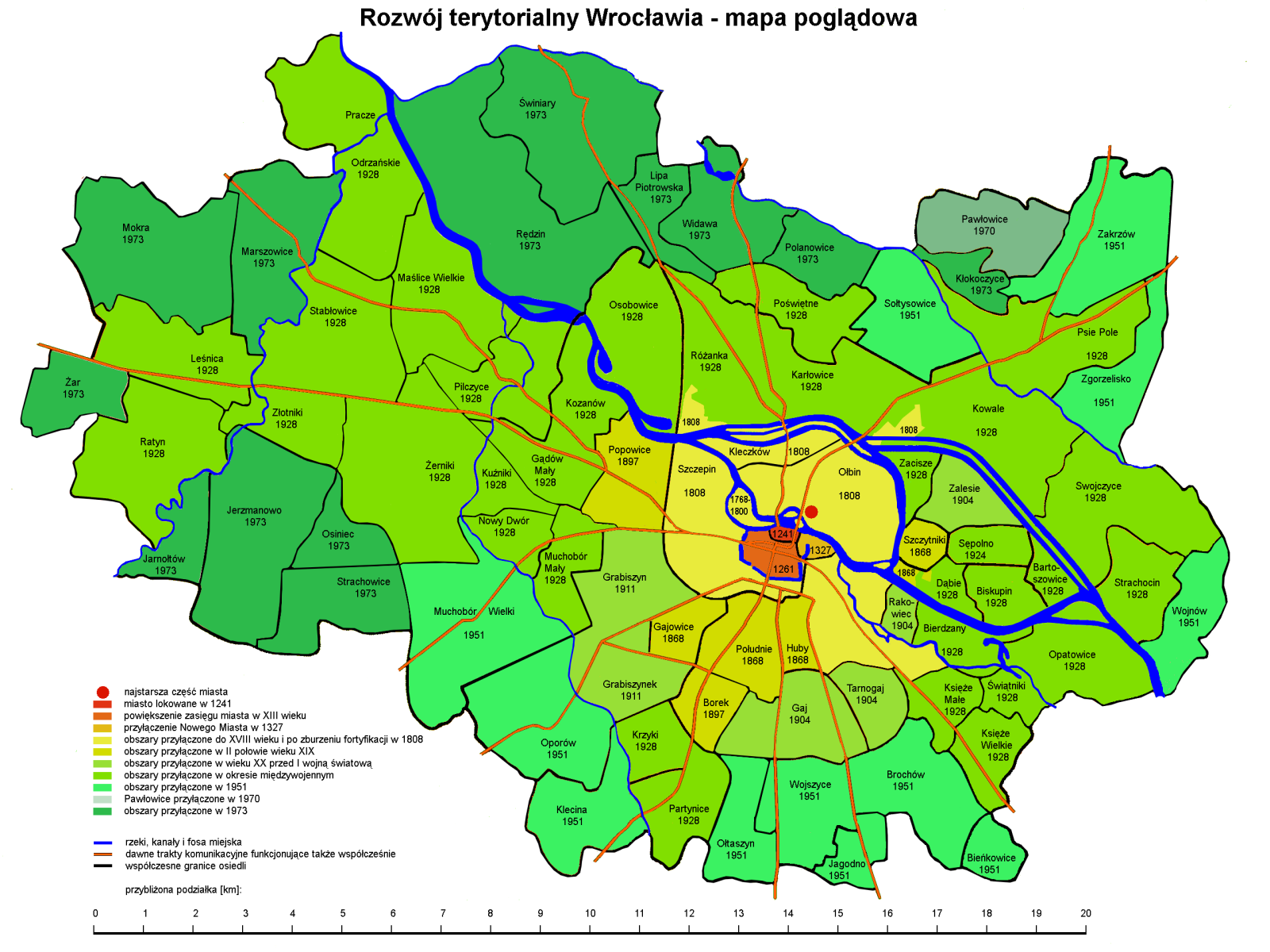
Nowy podział Wrocławia na osiedla

- (T)  Z dworca Świebodzkiego, po 148 latach działalności, odjechał ostatni pociąg; po pewnym czasie zaczął tu funkcjonować bazar – największy w I dekadzie XXI w. mieście[21].
- (C)  Renegocjowano umowę partnerską z niemieckim miastem Drezno[22].
- (C)  Podpisano umowę partnerską z holenderskim miastem Breda[23].
- (K)   (Y)  Połączono dwa człony nazwy „Operetka Wrocławska” i „Teatr Muzyczny” i przyjęto nazwę „Teatr Muzyczny – Operetka Wrocławska”[24].
- (S)  Śląsk Wrocław po raz ósmy został mistrzem Polski w koszykówce pod wodzą trenera Mieczysława Łopatki[25].
- (F)  Popołudniówka Wieczór Wrocławia został przejęty przez norweski koncern prasowy Orkla. Była to jedna z pierwszych gazet codziennych drukowanych w kolorze. Do końca swego istnienia (19 grudnia 2003) Wieczór Wrocławia był gazetą poranną mimo zachowania tytułu[26].
- (B)  1 lutego zanotowano najniższą temperaturę we Wrocławiu w roku 1991 – −17 °C[27].
- (A)  20 marca uchwałą Rady Miejskiej Wrocławia wprowadzono podział na 47 osiedli, które funkcjonują jako jednostki pomocnicze gminy[28].
- (Y)  8 maja Rada Miasta Wrocławia podjęła pierwszą uchwałę o zmianie nazw ulic i placów w mieście[29].
- (O)  16 maja w Sekcji Rejestrowej Sądu Wojewódzkiego zarejestrowano Klub Sympatyków Kolei we Wrocławiu[30].
- (K)  19 lipca wrocławianka Agnieszka Kotlarska zdobyła tytuł Miss Polski[31][32].
- (B)  8 sierpnia zanotowano najwyższą temperaturę we Wrocławiu w ciągu roku – +33,6 °C[27].
- (F)  19 sierpnia, wbrew opinii publicznej, nie ukazała się prasa z uwagi na strajk KPP Solidarność. Gazeta Robotnicza ukazała się techniką powielaczową[33].
- (A)  22 września prezydent miasta powołał straż miejską; w momencie utworzenia liczyła 23 etaty mundurowe[34].
- (A)  5 października odstąpiono od dotychczasowego podziału Wrocławia na 5 dzielnic i zlikwidowano urzędy dzielnicowe. Miasto podzielono na osiedla, zarządzane przez rady osiedlowe. Podział na dzielnice utrzymał się w niektórych agendach administracji centralnej, np. w sądownictwie[35][36].
- (L)  31 grudnia na wrocławskim rynku odbył się pierwszy plenerowy sylwester zorganizowany przez urząd miejski, po raz pierwszy też na rynku stanęła choinka. Udział wzięło ok. 50 tys. osób[37].

### 1992

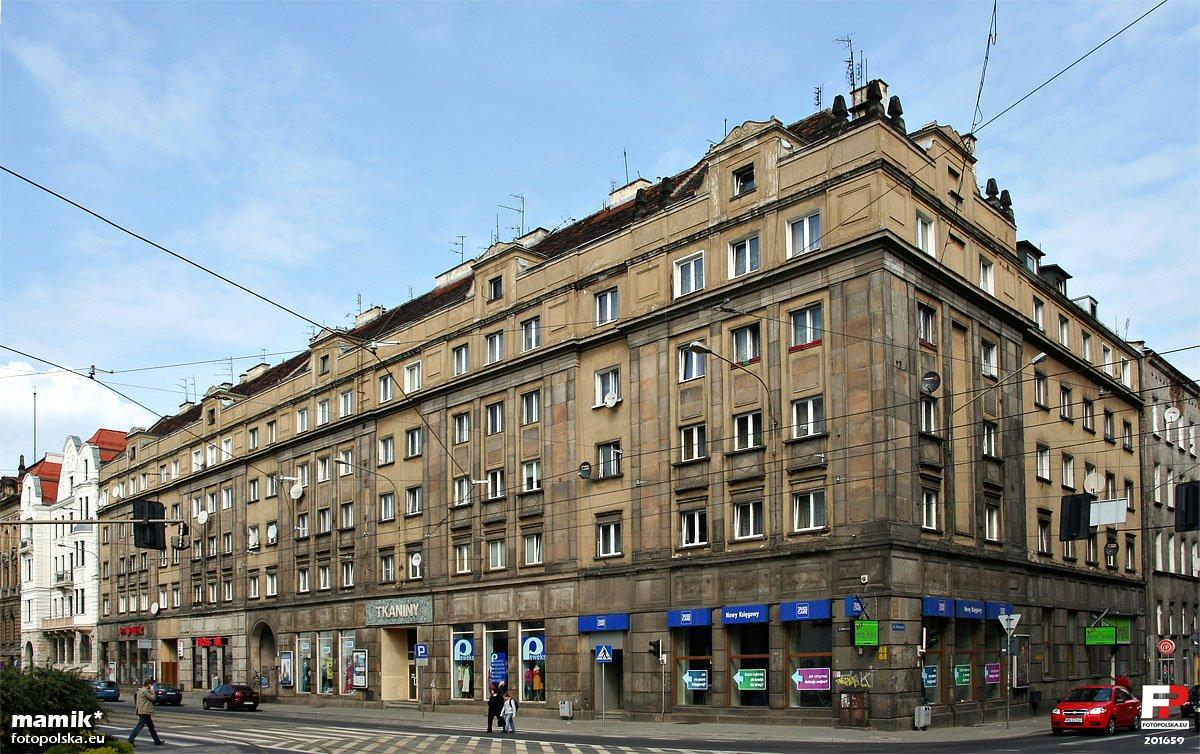
Ul. Piłsudskiego, dawniej Świerczewskiego

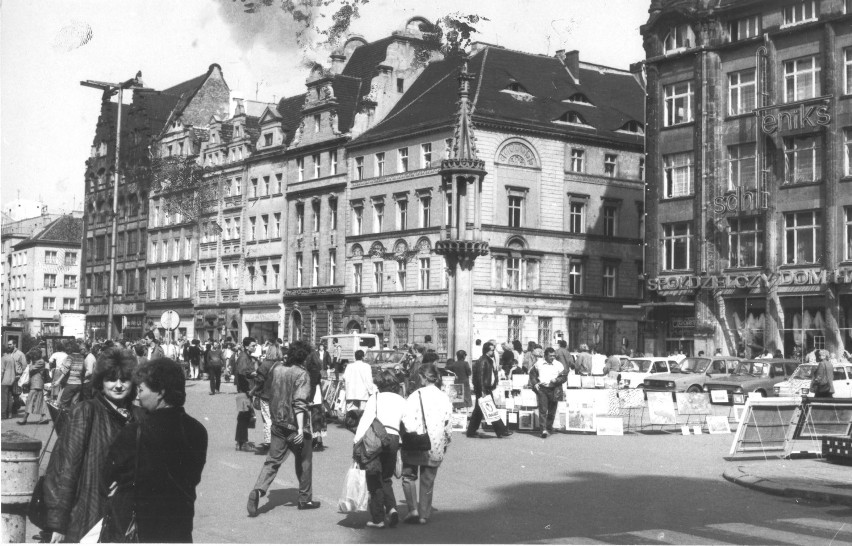
Centrum Wrocławia w początku lat 90.

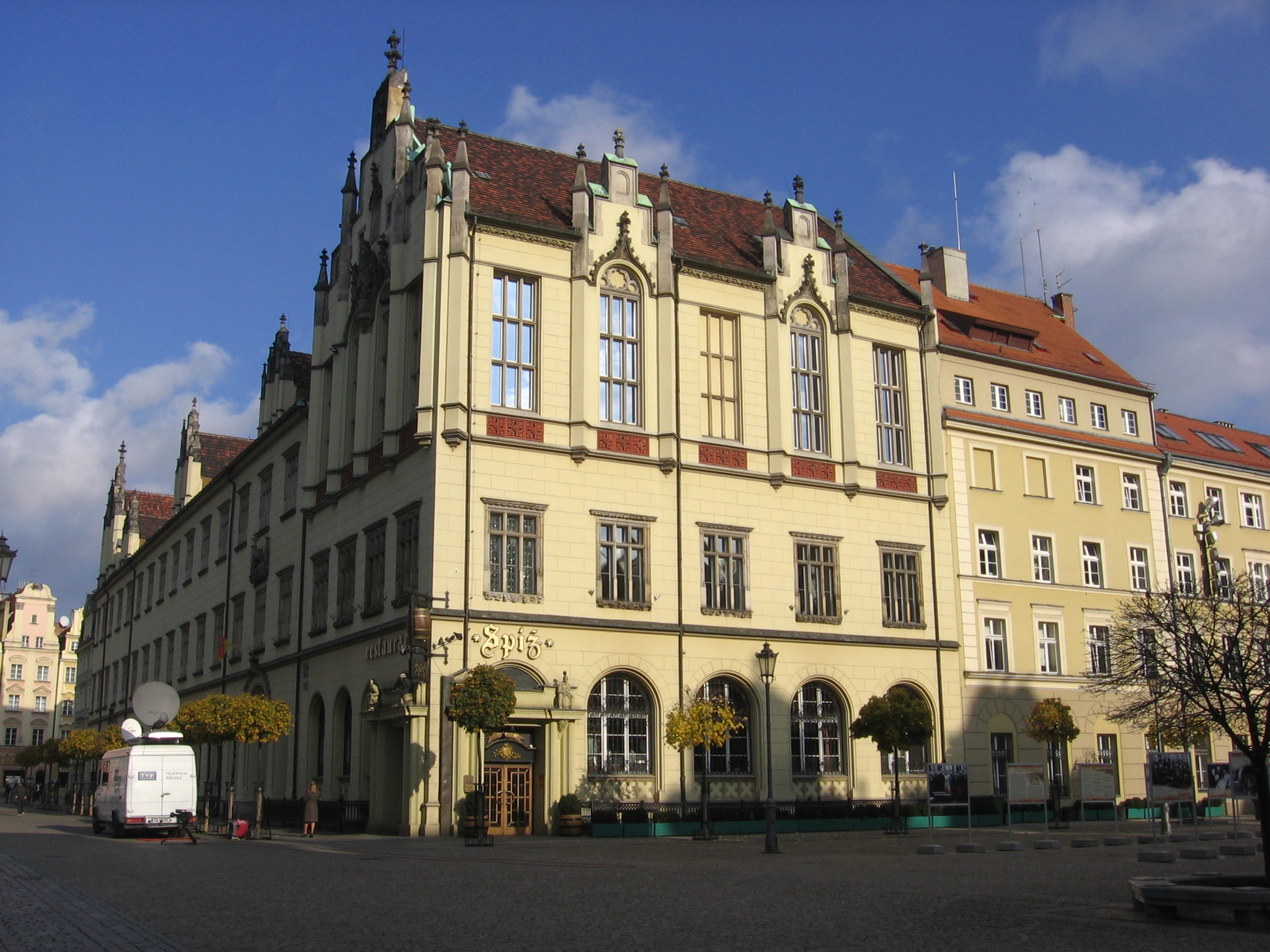
Browar i restauracja Spiż

- (Y)  Zmieniono nazwy kilkudziesięciu ulic nawiązujących do poprzedniego systemu, m.in. Karola Świerczewskiego na Marszałka Józefa Piłsudskiego, Armii Radzieckiej na Karkonoską, Przodowników Pracy na gen. Józefa Hallera, czy Tadeusza Ślężaka na Anioła Ślązaka[38].
- (T)  W styczniu uruchomiono pierwsze międzynarodowe połączenie z wrocławskiego lotniska do Frankfurtu nad Menem[18].
- (S)  Śląsk Wrocław po raz dziewiąty został mistrzem Polski w koszykówce pod wodzą trenera Mieczysława Łopatki[39].
- (A)  1 stycznia powołano Państwową Straż Pożarną i rozwiązano dotychczasowe jednostki terenowe, w tym wszystkie Zawodowej Straży Pożarnej w pięciu wrocławskich dzielnicach[40].
- (Y)  25 kwietnia Rada Miejska Wrocławia nadała nazwę „Skwer Ludzi ze znakiem P” skwerowi na Ołbinie. Nazwa oddaje cześć cywilnym ofiarom drugiej wojny światowej[41].
- (D)  10 maja 1992 zmarł Andrzej Waligórski, poeta, satyryk, radiowiec, twórca Kabaretu Elita i Studia 202, związany z Radiem Wrocław[42].
- (D)  13 maja zaginęła na stokach Kanczendzongi Wanda Rutkiewicz, wrocławianka, pierwsza Europejka, która zdobyła Mount Everest[43].
- (R)  23 maja ulicami Wrocławia przeszedł „Marsz dla Jezusa”, ekumeniczne wydarzenie różnych odłamów chrześcijaństwa, mające miejsce we wszystkich stolicach i ważnych miastach Europy. W Polsce odbył się w Warszawie, Gdańsku i Wrocławiu[44].
- (K)  4 czerwca Zakład Narodowy im. Ossolińskich obchodził 175-lecie powstania. Otwarto w ratuszu okolicznościową wystawę[45].
- (F)  24 czerwca wrocławski Oddział Telewizji Polskiej zaczął nadawać program całodobowy[46].
- (K)  6 czerwca Teatr Polski wystawił po raz pierwszy sztukę Raya Cooneya Mayday. Sztukę we wrocławskim teatrze wystawiano 25 lat[47].
- (H)  27 czerwca otwarto na wrocławskim rynku browar i pijalnię piwa Spiż, gdzie sale konsumpcyjne urządzono w pomieszczeniu browaru[48].
- (B)  10 sierpnia zanotowano najwyższą temperaturę we Wrocławiu w ciągu roku – +37,3 °C[49].
- (S)  29 sierpnia na Stadionie Olimpijskim rozegrano indywidualne mistrzostwa świata na żużlu. Zwyciężył Gary Havelock. Jedyny Polak, Sławomir Drabik był dziewiąty. Były to drugie i ostatnie IMŚ zorganizowane we Wrocławiu[50].
- (F)  2 listopada rozpoczął działanie Program Miejski Radia Wrocław, początkowo nadający na 100,2 MHz, a następnie na 89,8 MHz. Radio koncentrowało się na tematyce miejskiej[51].
- (B)  27 grudnia zanotowano najniższą temperaturę we Wrocławiu w roku 1992 – −14,1 °C[49].

### 1993

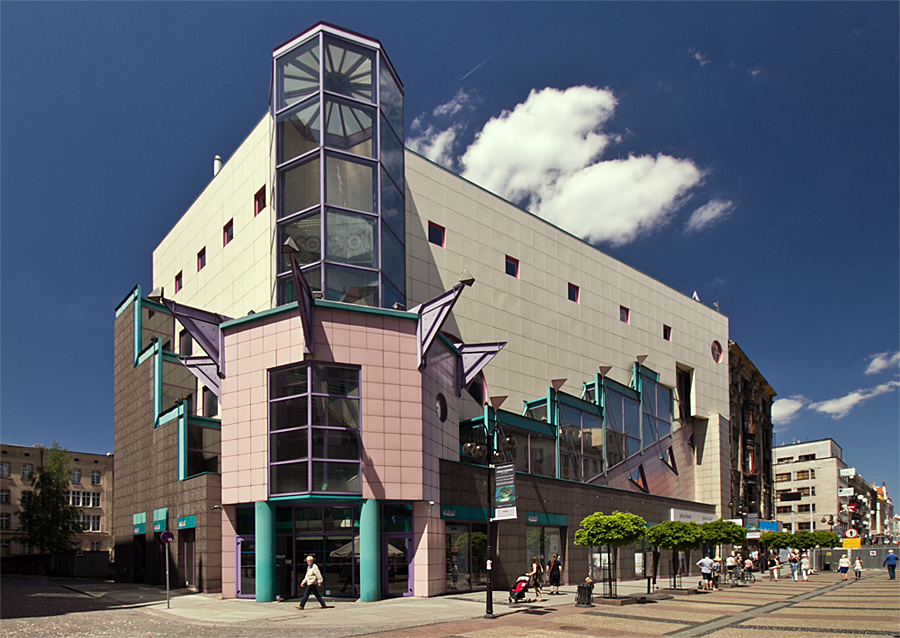
Dom towarowy Solpol

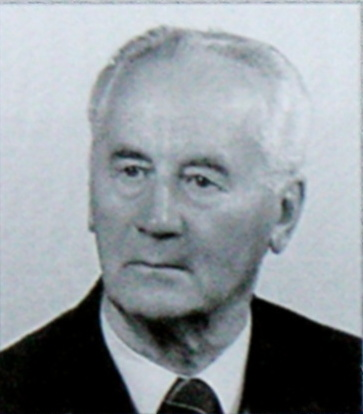
Alfred Jahn, pierwszy honorowy obywatel Wrocławia

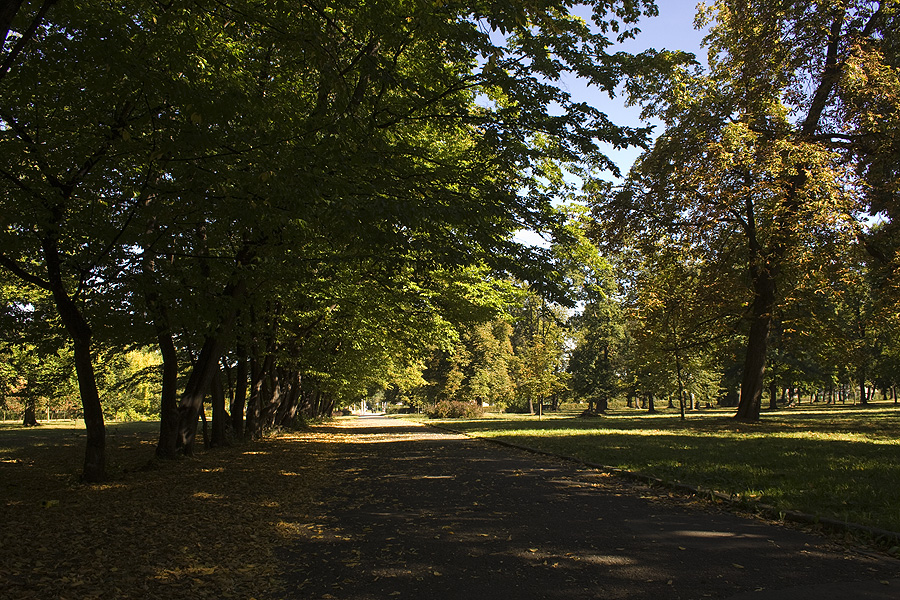
Park Skowroni

- (B)  W roku 1993 we Wrocławiu były 153 dni deszczowe, najmniej w przedziale 1986–2023[52].
- (W)  W 1993 roku Rada Miejska Wrocławia ustanowiła tytuł „Civitate Wratislaviensi Donatus”, czyli honorowego obywatela Wrocławia. Jako pierwszego uhonorowano tym tytułem prof. Alfreda Jahna, rektora Uniwersytetu Wrocławskiego w latach 1962–1968[53][54].
- (L)  Wrocław liczył 642 tys. mieszkańców, czyli w przybliżeniu tyle, ile w momencie wybuchu drugiej wojny światowej[55].
- (G)  Zakłady Elwro zostały sprywatyzowane i sprzedane niemieckiemu koncernowi Siemens. Niemiecki koncern uznał produkcję za nieopłacalną i zlikwidował fabrykę, wyburzając większość hal produkcyjnych[56].
- (S)  Sparta Wrocław zdobyła tytuł drużynowego mistrza Polski w sporcie żużlowym[57].
- (S)  Śląsk Wrocław został po raz dziesiąty mistrzem Polski w koszykówce pod wodzą trenera Mieczysława Łopatki[58].
- (S)  Po 20 sezonach w pierwszej lidze, Śląsk Wrocław został zdegradowany do II ligi piłki nożnej, gdzie grał następne dwa sezony[59].
- (T)  18 stycznia wrocławskie lotnisko przekształcone zostało w Międzynarodowy Port Lotniczy[17].
- (L)   (K)  3 stycznia po raz pierwszy miała miejsce akcja Wielka Orkiestra Świątecznej Pomocy. Kwestowano również we Wrocławiu[60].
- (B)  4 stycznia zanotowano najniższą temperaturę we Wrocławiu w roku 1993 – −19,3 °C[61].
- (G)  W styczniu Port Lotniczy Wrocław S.A przejął majątek i pracowników PP „Porty Lotnicze”. Spółka została jedynym podmiotem zarządzającym cywilną częścią lotniska[18].
- (F)  21 marca rozpoczęło nadawanie Radio Eska Wrocław. Pierwszą audycję poprowadził Tomasz Zuterek[62].
- (M)  1 lipca wojewoda wrocławski powołał Wojewódzką Stację Pogotowia Ratunkowego, która posiadała 5 podstacji[63].
- (B)  15 sierpnia zanotowano najwyższą temperaturę we Wrocławiu w ciągu roku – +33,1 °C[61].
- (H)  27 sierpnia w Domu Handlowym Centrum w miejsku dawnej restauracji Czardasz powstał pierwszy we Wrocławiu bar szybkiej obsługi amerykańskiej sieci McDonald’s[64][65].
- (Z)  9 października rada miejska podjęła decyzję zmieniającą nazwę parku między ulicami Armii Krajowej i Spiską z Parku XXX-lecia PRL na Park Skowroni; poszerzono również jego funkcje spacerowe[66].
- (F)   (R)  16 października pierwszą audycję nadało Katolickie Radio Rodzina. Na dzień transmisji wybrano rocznicę wybrania Karola Wojtyły na papieża[67].
- (H)  6 grudnia przy ulicy Świdnickiej otwarto dom towarowy „Solpol” o kontrowersyjnej architekturze[68].

### 1994

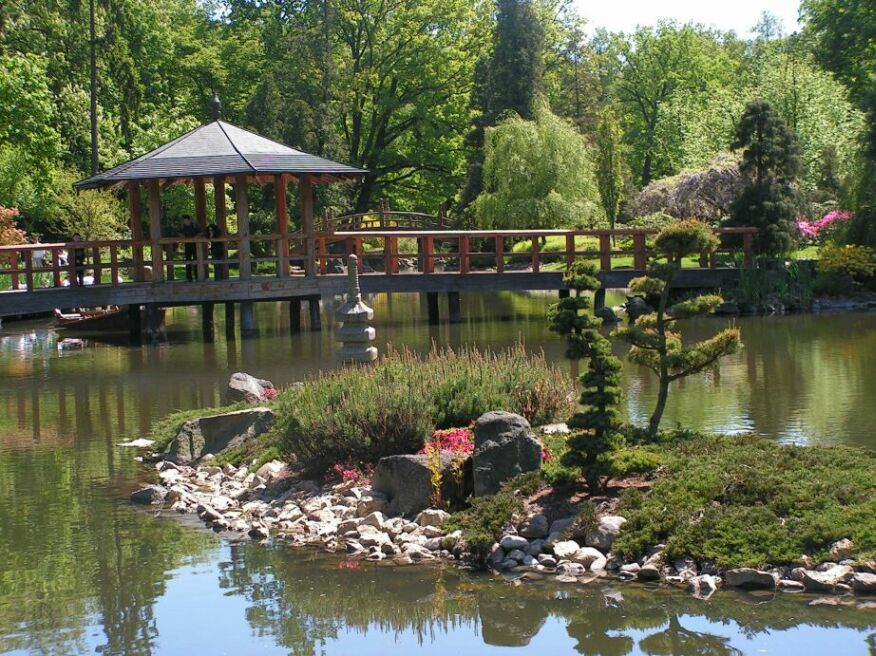
Zrekonstruowany Ogród Japoński

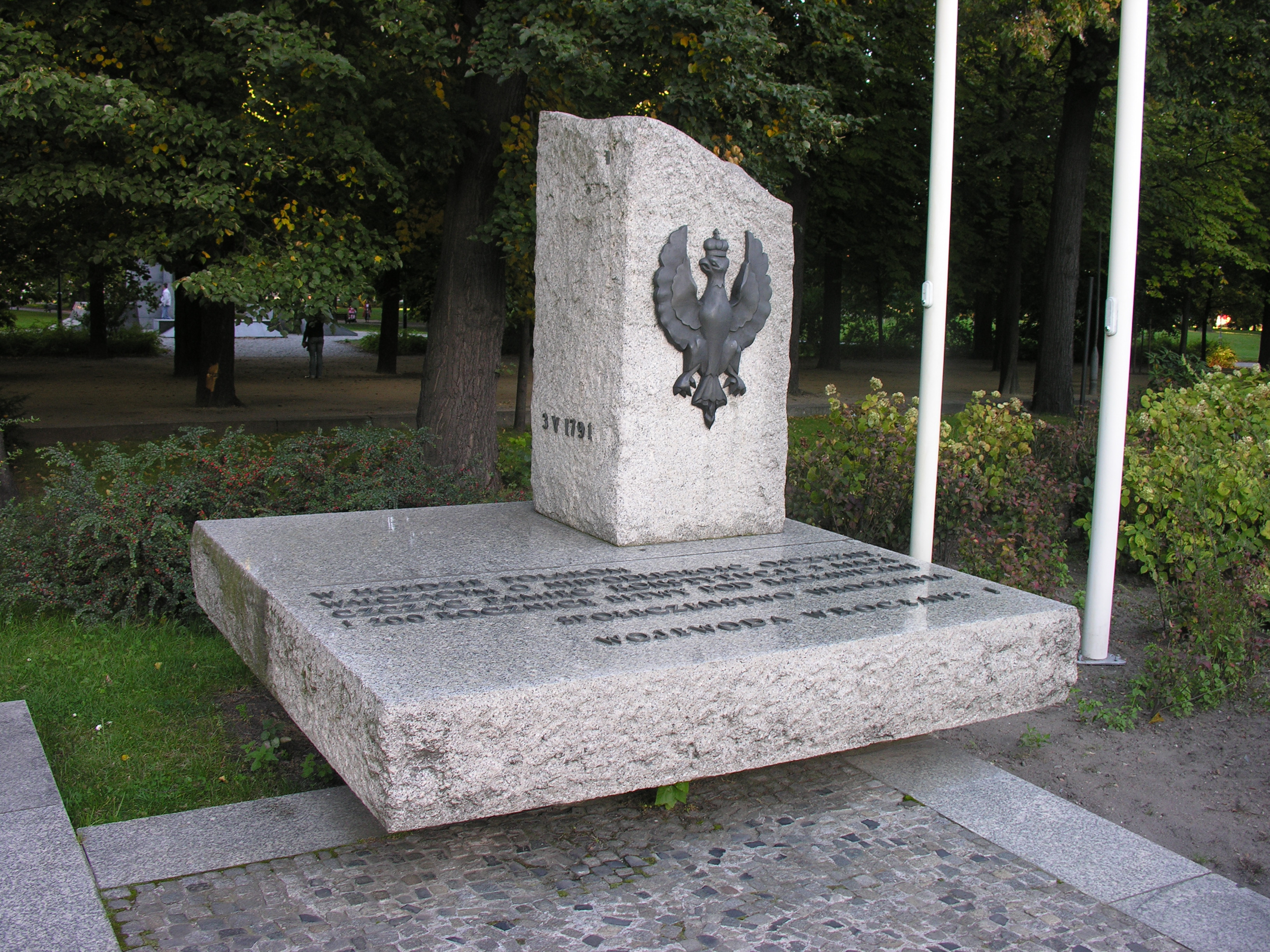
Pomnik Konstytucji 3 Maja

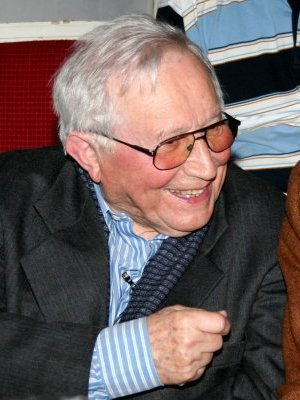
Tadeusz Różewicz

- (T)  Po dwudziestoletniej budowie oddano do użytku nowy dworzec autobusowy we Wrocławiu[69].
- (Z)  Odtworzono Ogród Japoński w Parku Szczytnickim[70].
- (S)  Sparta Wrocław obroniła tytuł drużynowego mistrza Polski w sporcie żużlowym[57].
- (S)  Odbył się po raz pierwszy międzynarodowy rajd samochodowy Drezno – Wrocław (Rallye Breslau), zwany Rajdem Przyjaźni Polsko-Niemieckiej[71].
- (K)  Odsłonięto pomnik Konstytucji 3 Maja przy wejściu do Panoramy Racławickiej. Pomnik zaprojektował Alojzy Gryt, w formie obelisku z metalowym godłem orła i datą uchwalenia Konstytucji 3 maja „3 V 1791”[72].
- (S)  PCS Śląsk Wrocław został po raz jedenasty mistrzem Polski w koszykówce pod wodzą trenera Arkadiusza Konieckiego[73].
- (D)  18 stycznia miał miejsce wielki pożar wrocławskiego Teatru Polskiego, w wyniku którego całkowicie zniszczona została widownia teatru. Teatr był odbudowywany i modernizowany przez ponad 2 lata[74][75].
- (B)  14 lutego zanotowano najniższą temperaturę we Wrocławiu w roku 1994 – −13,9 °C[76].
- (W)  24 czerwca nagrodę Civitate Wratislaviensis Donatus otrzymał pisarz i dramaturg Tadeusz Różewicz[54].
- (A)  30 czerwca w głosowaniu Rady Miejskiej Wrocławia przy 45 głosach „za”, 16 „przeciw” i 6 wstrzymujących Bogdan Zdrojewski został wybrany prezydentem Wrocławia na drugą kadencję[15].
- (B)  1 sierpnia zanotowano najwyższą temperaturę we Wrocławiu w ciągu roku – +37,4 °C[76].
- (K)  30 listopada przedstawieniem Próba ognia Heinricha von Kleista w reżyserii Jerzego Jarockiego zadebiutowała Scena na Świebodzkim Teatru Polskiego[77].
- (F)  15 grudnia ukazał się ostatni numer czasopisma „Sprawy i Ludzie”, powstałego w stanie wojennym jako następca „Wiadomości”. Ukazało się 445 numerów, ostatnie 44 tygodnie pismo ukazywało się jako miesięcznik[78].

### 1995

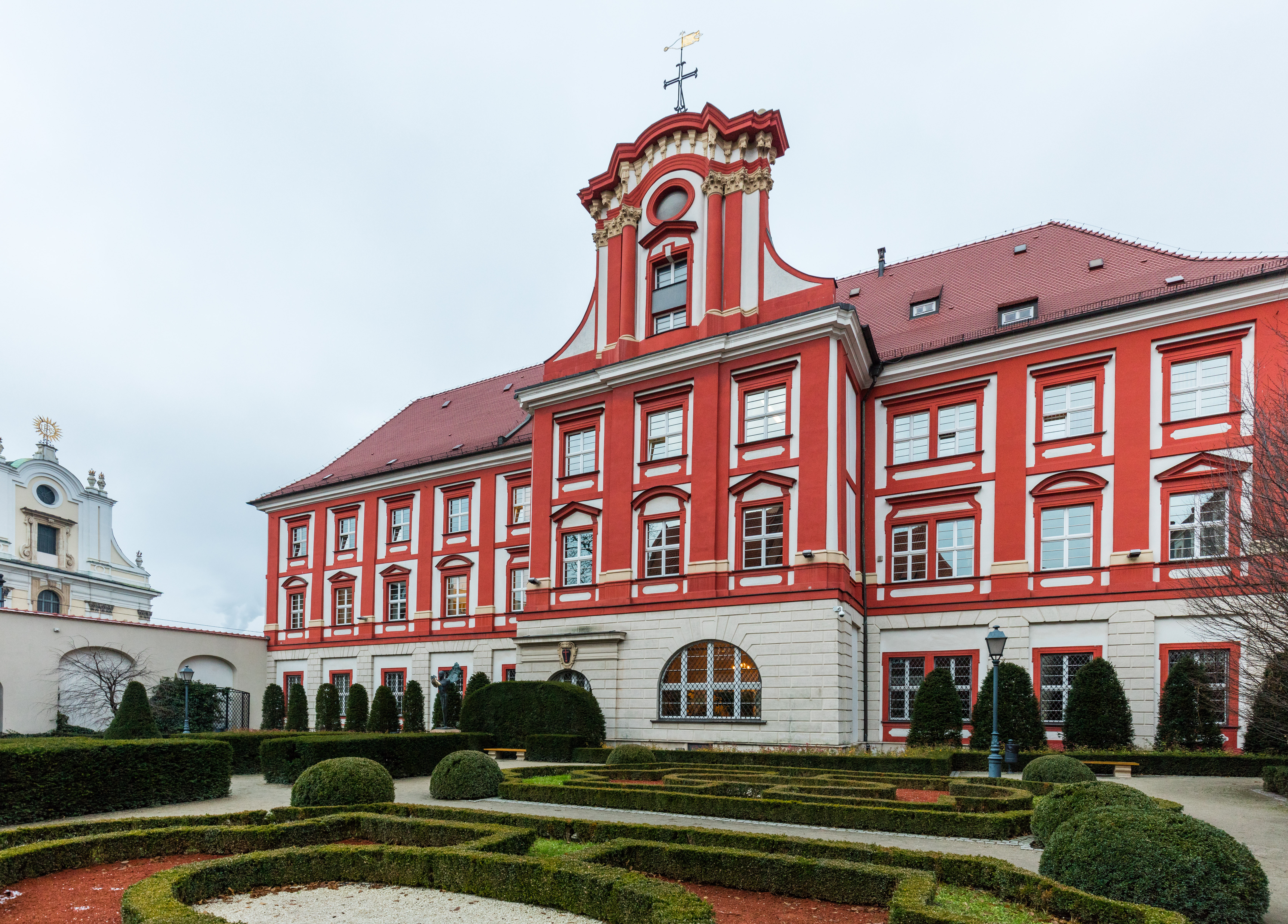
Zakład Narodowy im. Ossolińskich

- (L)  Liczba ludności miasta wynosiła 642 tys. i była największa w porównaniu z dziesięcioma następnymi latami[79].
- (C)  Podpisano umowę partnerską z meksykańskim miastem Guadalajara[22].
- (F)  Zakończyła nadawanie pierwsza telewizja prywatna PTV Echo[10].
- (S)  Sparta Wrocław obroniła tytuł drużynowego mistrza Polski w sporcie żużlowym[57].
- (F)  W styczniu rozpoczął nadawanie nadajnik Polskiego Radia Wrocław przy ulicy Karkonoskiej, kiedy częstotliwość 100,2 MHz oddano Programowi Trzeciemu Polskiego Radia, a Program Miejski otrzymał częstotliwość 89,8 MHz. 17 maja nadajnik przeniesiono na Farną Górę w Trzebnicy[80].
- (P)   (K)  5 stycznia. Sejm RP uchwalił Ustawę o Zakładzie Narodowym im. Ossolińskich. Poparło ją 383 posłów, 3 było przeciw i 3 wstrzymało się od głosu,m Patronat nad Ossolineum objął Prezydent RP[45].
- (I)  28 lutego roku powołano Zakład karny Nr 2 we Wrocławiu przy ul. Fiołkowej, w kompleksie budynków powstałych podczas drugiej wojny światowej. Pierwszym dyrektorem jednostki był podpułkownik Wojciech Bojanowski[81].
- (K)  27 kwietnia miała miejsce premiera filmu Polska śmierć w reżyserii Waldemara Krzystka, opartego wyłącznie o wrocławskie lokalizacje[82].
- (S)  19 maja na Stadionie Olimpijskim rozegrano pierwsze Grand Prix Polski na Żużlu – cykl mający zastąpić Indywidualne Mistrzostwa Świata. Zwyciężył Tomasz Gollob przed Hansem Nielsenem[83].
- (F)  1 czerwca rozpoczęła nadawanie Telewizja Dolnośląska[84].
- (W)  24 czerwca nagrodę Civitate Wratislaviensis Donatus otrzymał reżyser, twórca pantomimy Henryk Tomaszewski[54].
- (K)  12 czerwca podczas w Auli Leopoldina uroczyście zainaugurowano działalność Zakładu Narodowego im. Ossolińskich jako fundację prawa publicznego[45].
- (B)  22 lipca zanotowano najwyższą temperaturę we Wrocławiu w ciągu roku – +35 °C[85].
- (D)  14 września zmarł we Wrocławiu aktor Bogusz Bilewski[86].
- (R)  Od 28 grudnia do 2 stycznia odbyły się Europejskie Spotkania Młodych Chrześcijan z Taize[87]
- (R)  30 grudnia zanotowano najniższą temperaturę we Wrocławiu w roku 1995 – −18,3 °C[85].

### 1996

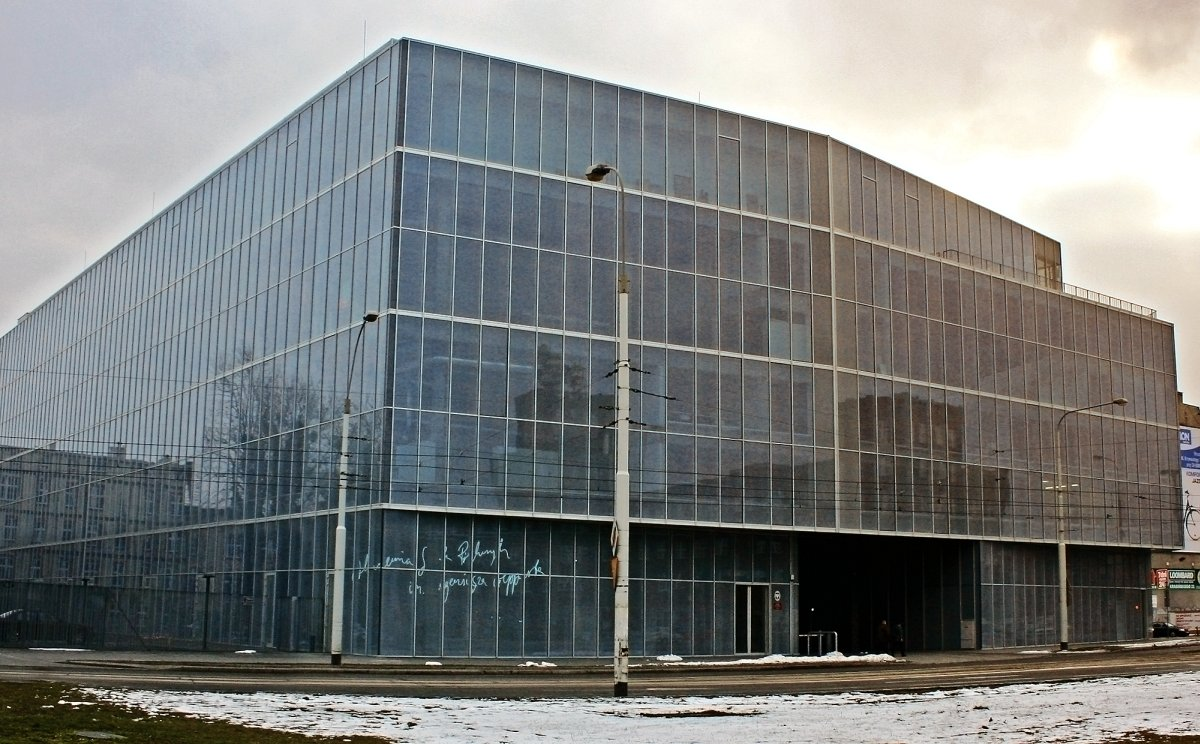
Akademia Sztuk Pięknych

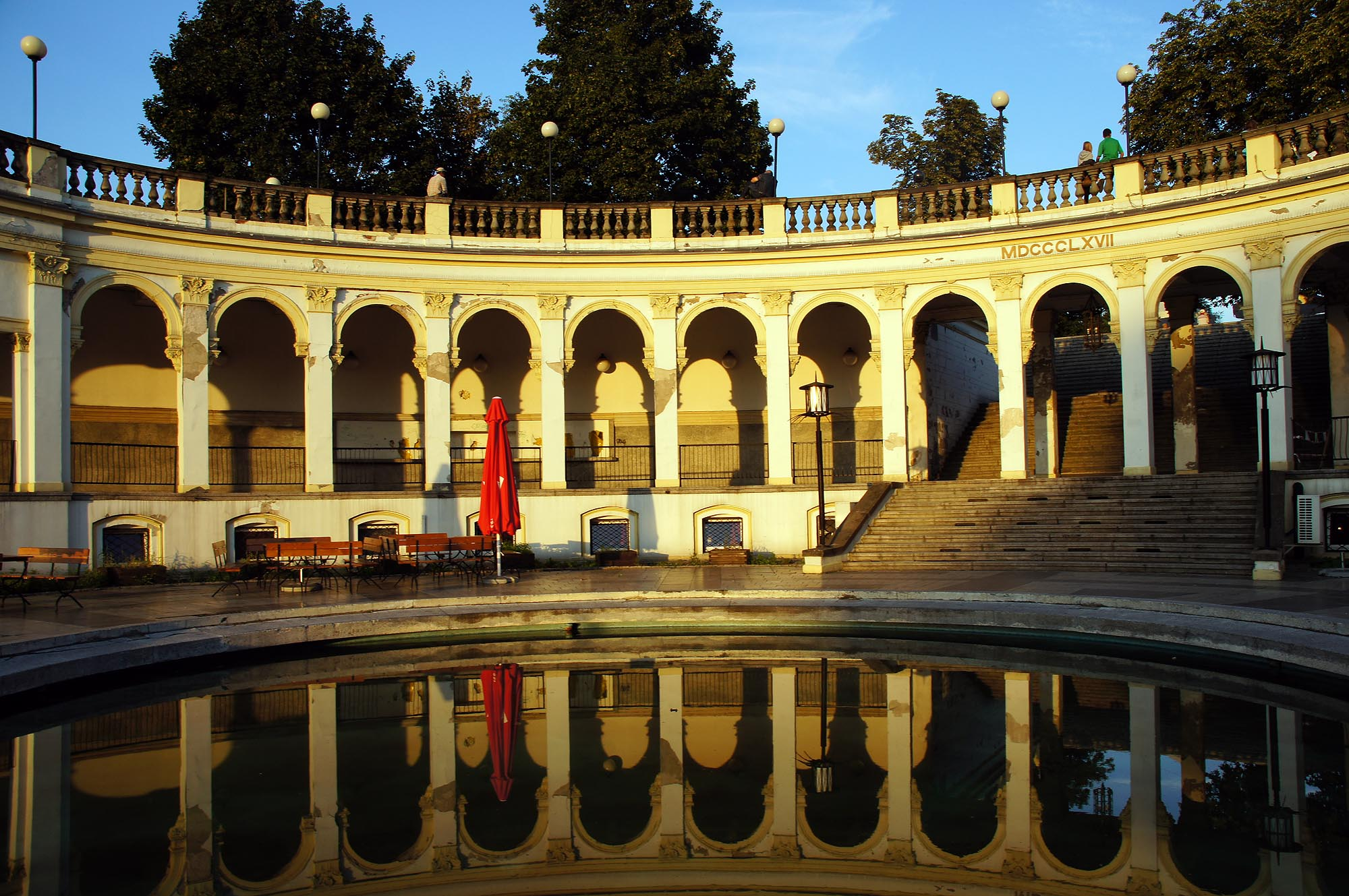
Wzgórze Partyzantów

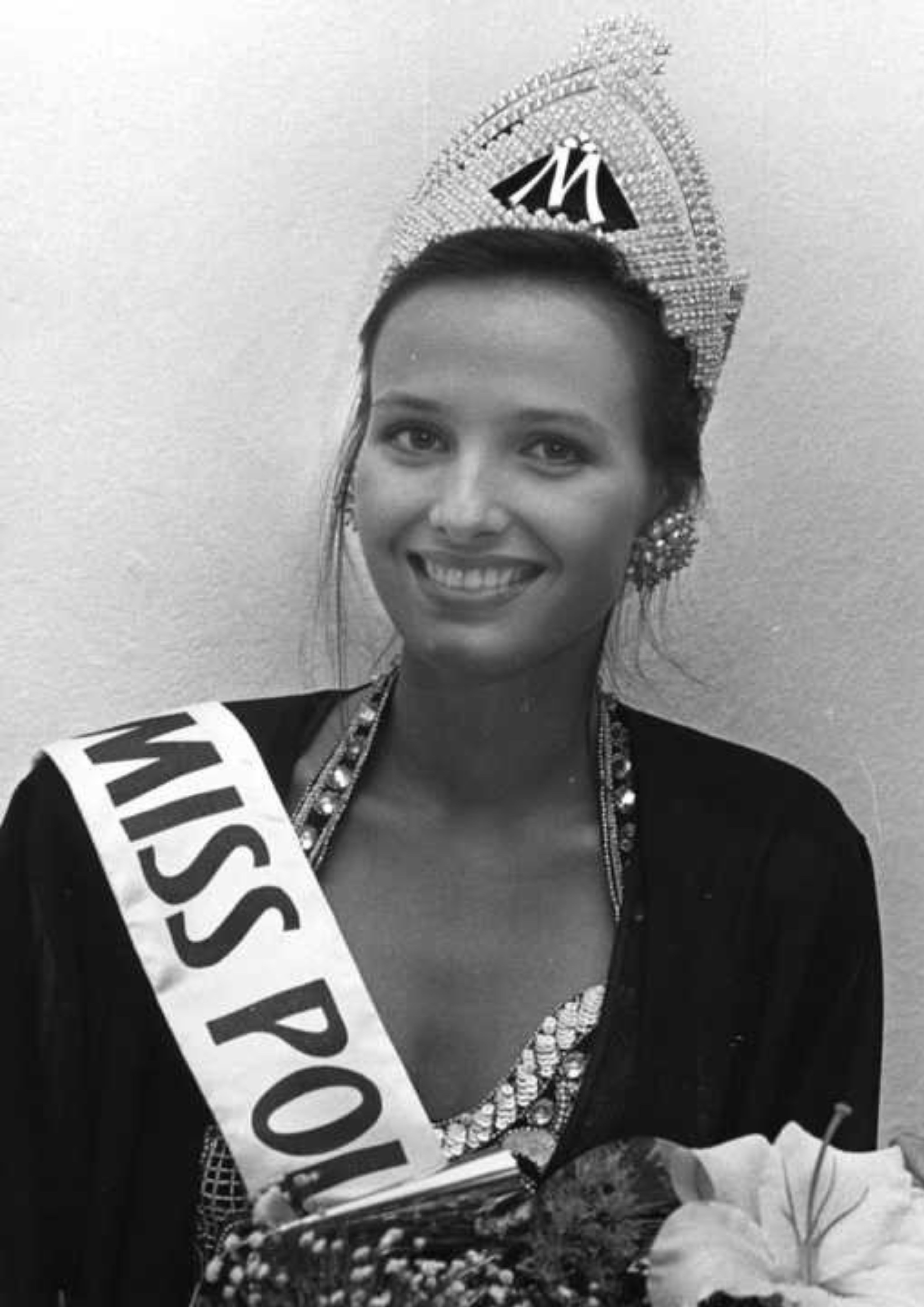
Agnieszka Kotlarska

- (S)  W styczniu na mocy wchodzącej w życie ustawy nakazującej przekształcenie klubów sportowych w stowarzyszenia kultury fizycznej WKS Śląsk Wrocław opuścił struktury wojskowe[88].
- (S)  Śląsk ESKA Wrocław został po raz dwunasty mistrzem Polski w koszykówce pod wodzą trenera Arkadiusza Konieckiego[89].
- (G)  Otwarta została fabryka firmy Volvo – produkowano autobusy dalekobieżne i luksusowe. Firma zatrudniała 1500 pracowników, zamknięto ją w roku 2024[90].
- (R)  W 1996 rozpoczęły się trwające cztery lata na terenie duszpasterstwa akademickiego prowadzonego przez dominikanów praktyki sekciarskie – manipulacja i gwałty. O fakcie poinformowano mieszkańców miasta i wystosowano przeprosiny dopiero w roku 2021[91][92].
- (B)  9 lutego zanotowano najniższą temperaturę we Wrocławiu w roku 1996 – −21,6 °C[93].
- (D)  16 marca w lokalu Reduta na Wzgórzu Partyzantów doszło do ataku i zdemolowania lokalu. Śledztwo wykazało, że ataku dopuściła się z nieustalonych do końca przyczyn policyjna grupa antyterrorystyczna[94][95].
- (B)  4 kwietnia spadł po raz ostatni tej zimy śnieg[96].
- (A)  17 maja ustalono Statut Miasta, w której określono administracyjne podstawy funkcjonowania miasta[97][98].
- (L)  25 maja na terenie na Cmentarzu Osobowickim odsłonięto pomnik „Ofiarom terroru komunistycznego 1945–1956”[20].
- (B)  9 czerwca zanotowano najwyższą temperaturę we Wrocławiu w ciągu roku – +31,7 °C[93].
- (W)  24 czerwca nagrodę Civitate Wratislaviensis Donatus otrzymał arcybiskup metropolita wrocławski Henryk Gulbinowicz (odebrano mu ją w roku 2019)[54].
- (D)  27 sierpnia zamordowana została Miss Polski Agnieszka Kotlarska. Zabójcą był jeden z fanów[31][32].
- (E)  W październiku Państwowa Wyższa Szkoła Sztuk Plastycznych zmieniła nazwę na Akademię Sztuk Pięknych[99].
- (F)  W grudniu, na skutek przemian własnościowych „Gazeta Robotnicza” zmieniła tytuł na „Robotniczą Gazetę Wrocławską” a następnie na „Gazetę Wrocławską”[100][101].

### 1997

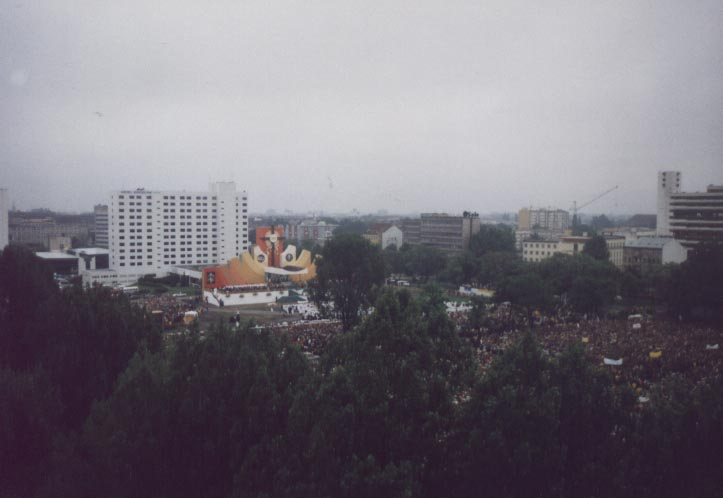
Wizyta papieska 1997 – ołtarz ustawiony za Hotelem Wrocław

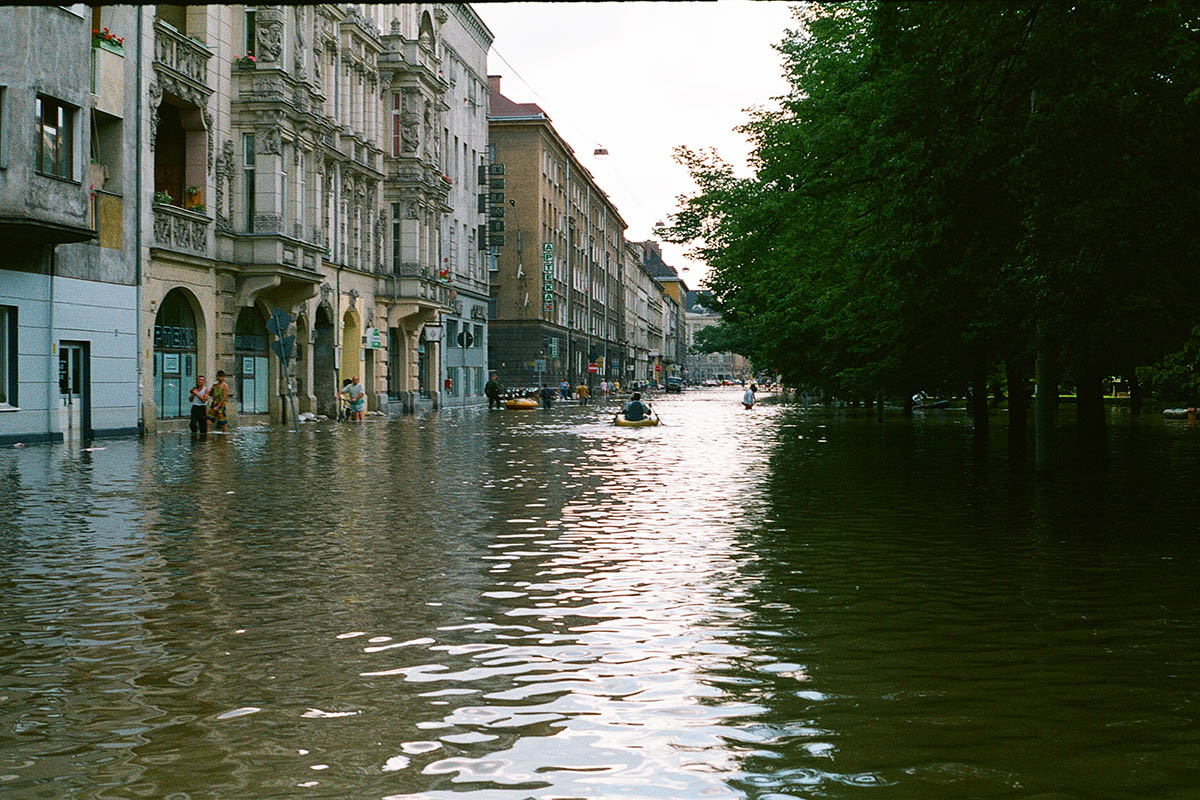
Powódź na ul. Kościuszki

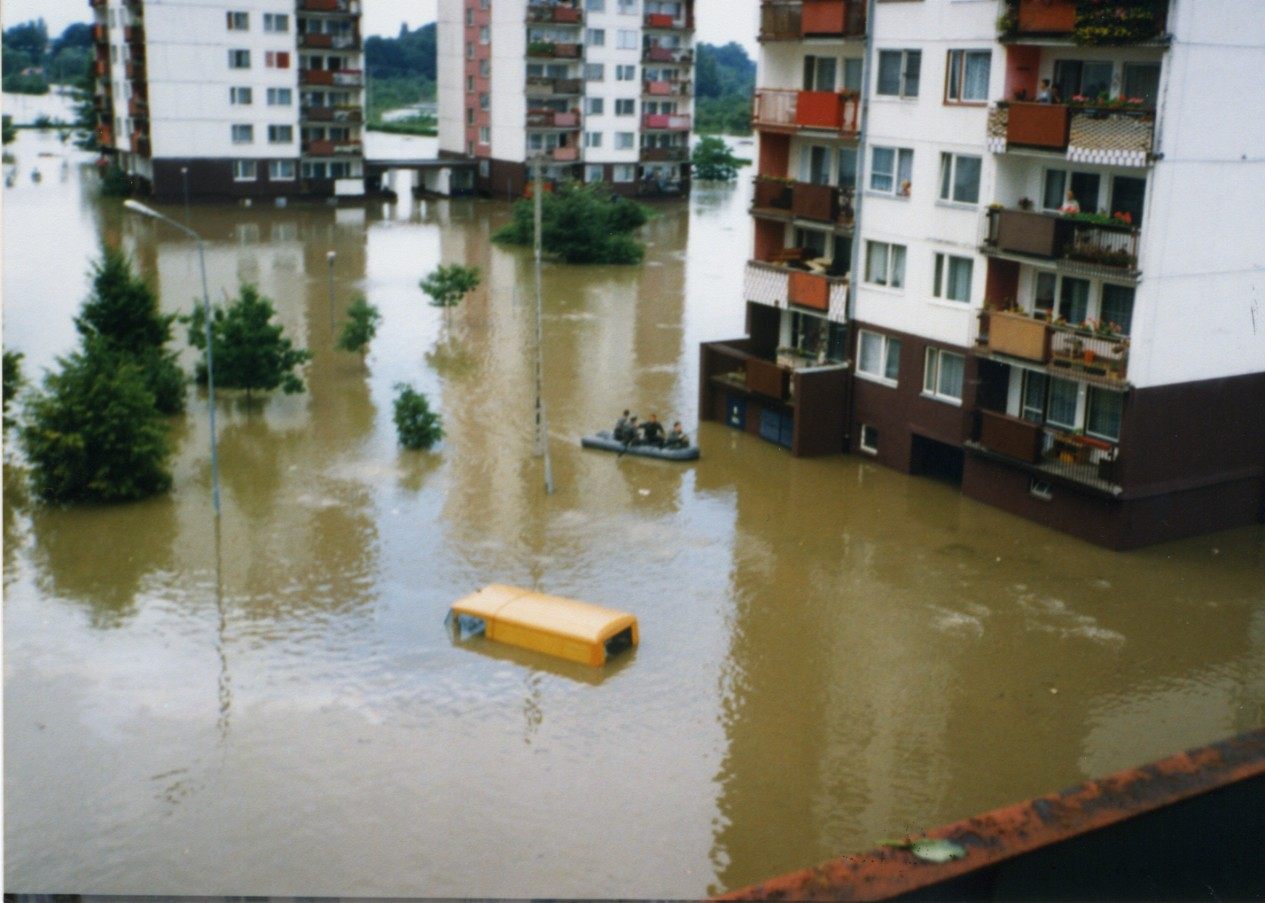
Powódź na wrocławskim Kozanowie

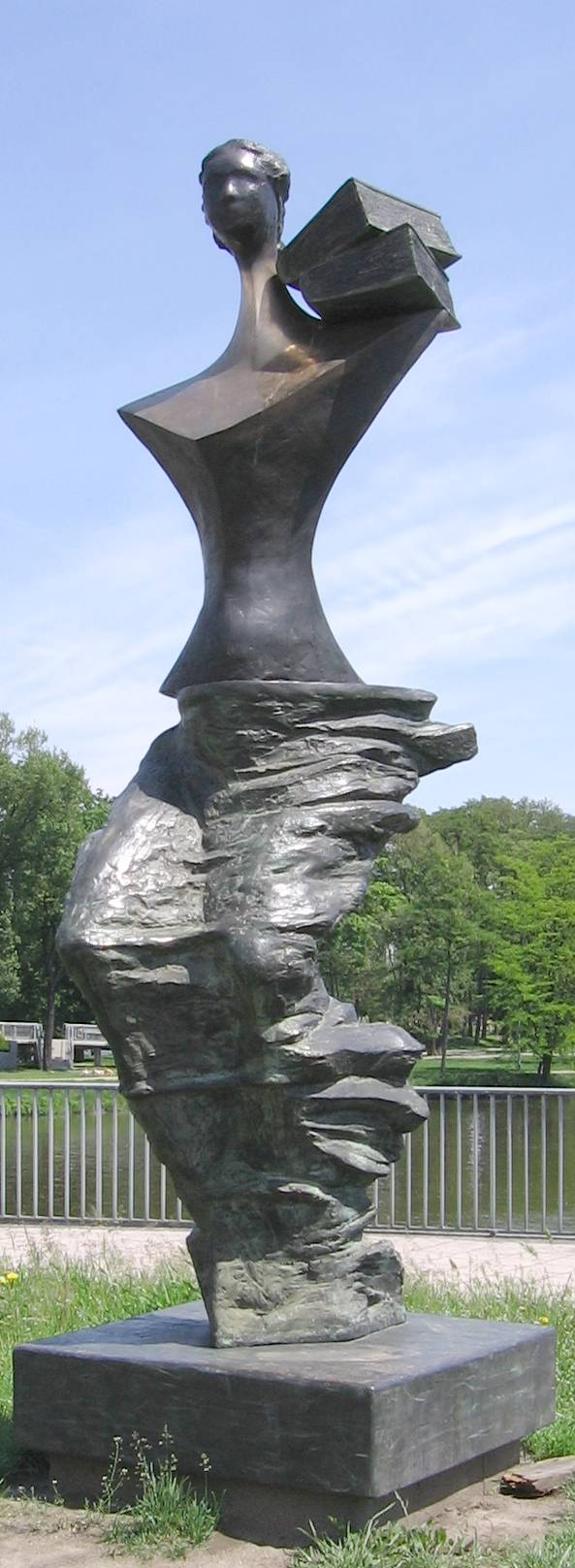
Pomnik Powodzianka

- (C)  Podpisano umowę partnerską z izraelskim miastem Ramat Gan[22].
- (B)  1 stycznia zanotowano najniższą temperaturę we Wrocławiu w roku 1997 – −19,4 °C[102].
- (Z)  Na Nowym Dworze rozpoczęto tworzenie Parku Tysiąclecia, położonego na obu brzegach Ślęzy, największego parku w mieście o powierzchni 75 ha[103].
- (S)  Po dwóch sezonach w pierwszej lidze Śląsk Wrocław został ponownie zdegradowany do II ligi piłki nożnej, gdzie grał następne trzy sezony[104].
- (D)  3 stycznia dwie czternastoletnie dziewczyny, Ewa i Renata, wywabiły z domu ich koleżankę Agnieszkę, poszły z nią nad rzekę Ślęzę i tam ją zabiły ciosami noża; zostały skazane na pobyt w zakładzie poprawczym[105].
- (I)   (T)  W maju na wrocławskim lotnisku otwarto halę odlotów międzynarodowych[18].
- (U)  24 maja uroczyście otwarto wrocławski rynek po trwającej ponad dwa lata generalnej odbudowie. Świętowano przy 600-metrowym stole[106][17].
- (R)  Kongres Eucharystyczny na przełomie maja i czerwca był okazją do kolejnej wizyty papieża Jana Pawła II[107]. Tym razem główne obchody kongresu odbyły się blisko ścisłego centrum miasta – na niezabudowanym wówczas placu między ulicami Powstańców Śląskich a Gwiaździstą.
- (W)  24 czerwca nagrodę Civitate Wratislaviensis Donatus otrzymał papież Jan Paweł II[54].
- (B)  29 czerwca zanotowano najwyższą temperaturę we Wrocławiu w ciągu roku, 33,0 °C[102].
- (D)   (B)  12 lipca rozpoczęła się powódź tysiąclecia we Wrocławiu. Woda zalała około 40% miasta[108].
- (D)  13 lipca woda zalała centrum Wrocławia. Przez całą noc trwała walka o najcenniejsze zabytki na Starym Mieście[109].
- (D)  14 lipca fala powodziowa minęła Wrocław; do miasta zaczęły przyjeżdżać konwoje z pomocą humanitarną[109].
- (D)   (B)  25 lipca do Wrocławia dotarła druga fala powodzi, ponownie zalewając podwrocławskie wsie i osiedla położone na wschodzie miasta[109].
- (S)   (A)  W grudniu sekcja piłki nożnej WKS Śląsk Wrocław została wyodrębniona ze struktur klubu i przeszła na własność miasta, a nazwa brzmiała odtąd Wrocławski Klub Sportowy Śląsk[110].

### 1998

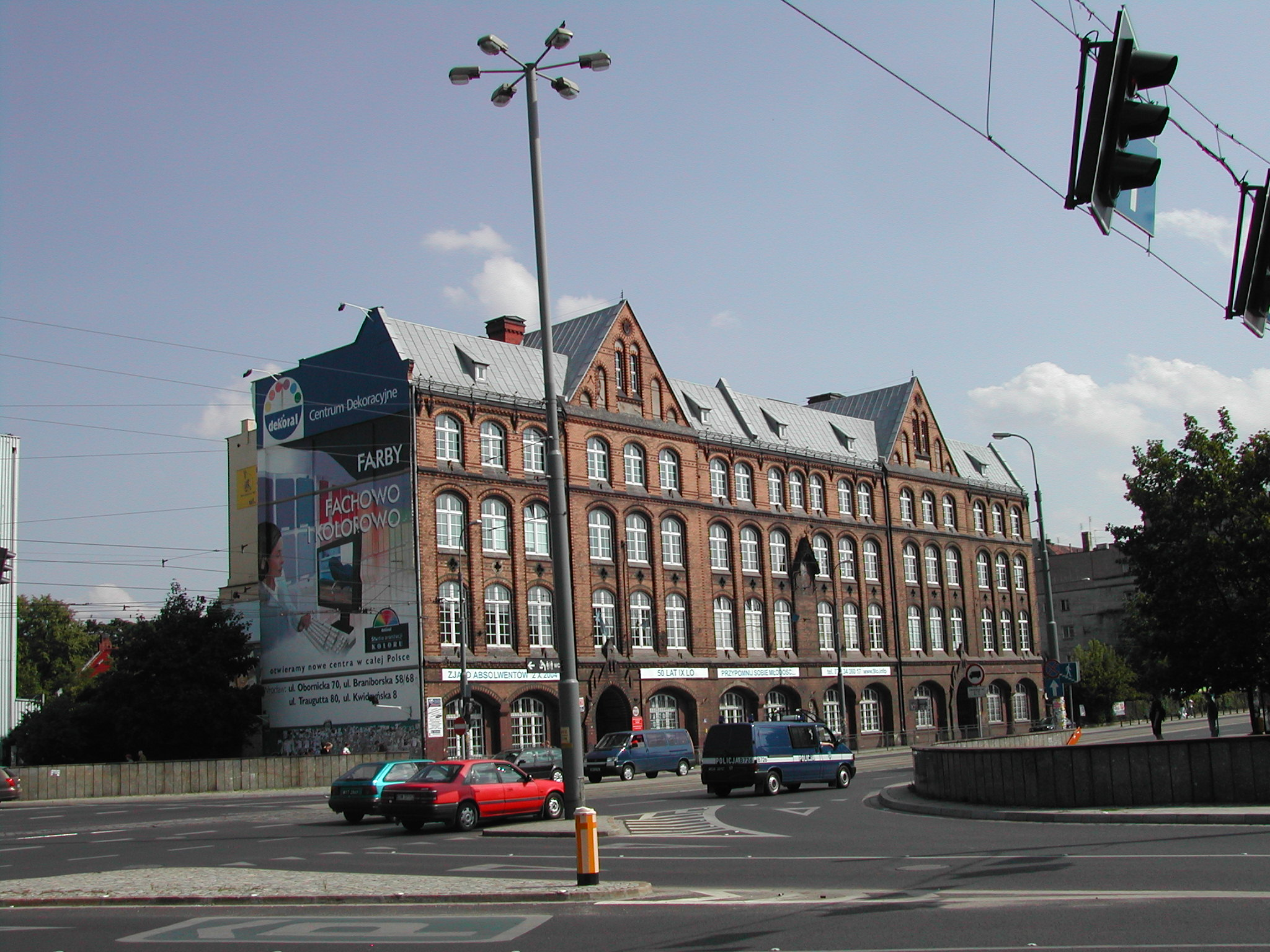
IX Liceum Ogólnokształcące

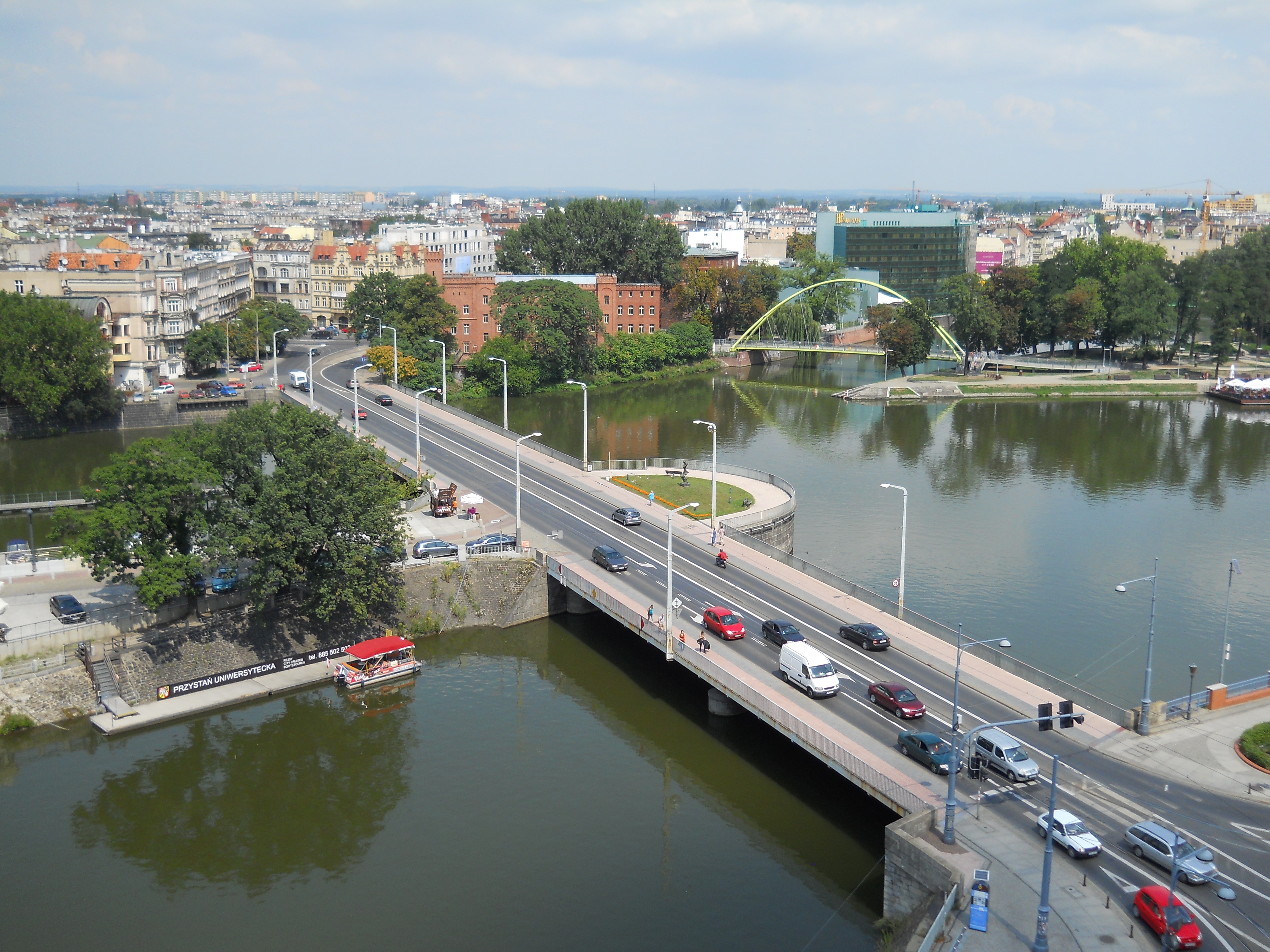
Mosty Uniwersyteckie

- (S)  Zepter Śląsk Wrocław po raz trzynasty został mistrzem Polski w koszykówce pod wodzą trenera Andrieja Urlepa[111].
- (D)  Policja aresztowała elektryka Zbigniewa N., który produkował tygodniowo 1400 superdolarów; zgubiło go zbyt dokładne naśladowanie oryginałów[112].
- (E)  Założona została Wrocławska Szkoła Jazzu i Muzyki Rozrywkowej z siedzibą na ulicy Kościuszki we Wrocławiu, funkcjonująca na prawach szkoły muzycznej. Placówka działała 10 lat[113].
- (D)  W marcu w IX Liceum Ogólnokształcącym doszło do tragicznego aktu przemocy – uczeń III klasy ciężko ranił siekierą i nożem trzy nauczycielki. Został za to skazany na 8 lat więzienia[114].
- (W)  24 czerwca nagrodę Civitate Wratislaviensis Donatus otrzymał reżyser teatralny, twórca teatru Laboratorium, Jerzy Grotowski[54].
- (B)  21 lipca zanotowano najwyższą temperaturę we Wrocławiu w ciągu ostatnich lat – +35,4 °C[115].
- (K)  W lipcu przy Moście Uniwersyteckim odsłonięto pomnik Powodzianka, upamiętniający walkę wrocławian z powodzią tysiąclecia[116].
- (T)   (I)  W listopadzie na wrocławskim lotnisku otwarto nowy terminal krajowy[18].
- (B)  12 grudnia zanotowano najniższą temperaturę we Wrocławiu w roku 1998 – −21,7 °C[115].
- (A)  29 grudnia w głosowaniu Rady Miejskiej Wrocławia przy 45 głosach „za”, 17 „przeciw” i bez głosów wstrzymujących Bogdan Zdrojewski został wybrany prezydentem Wrocławia na trzecią kadencję[15].

### 1999

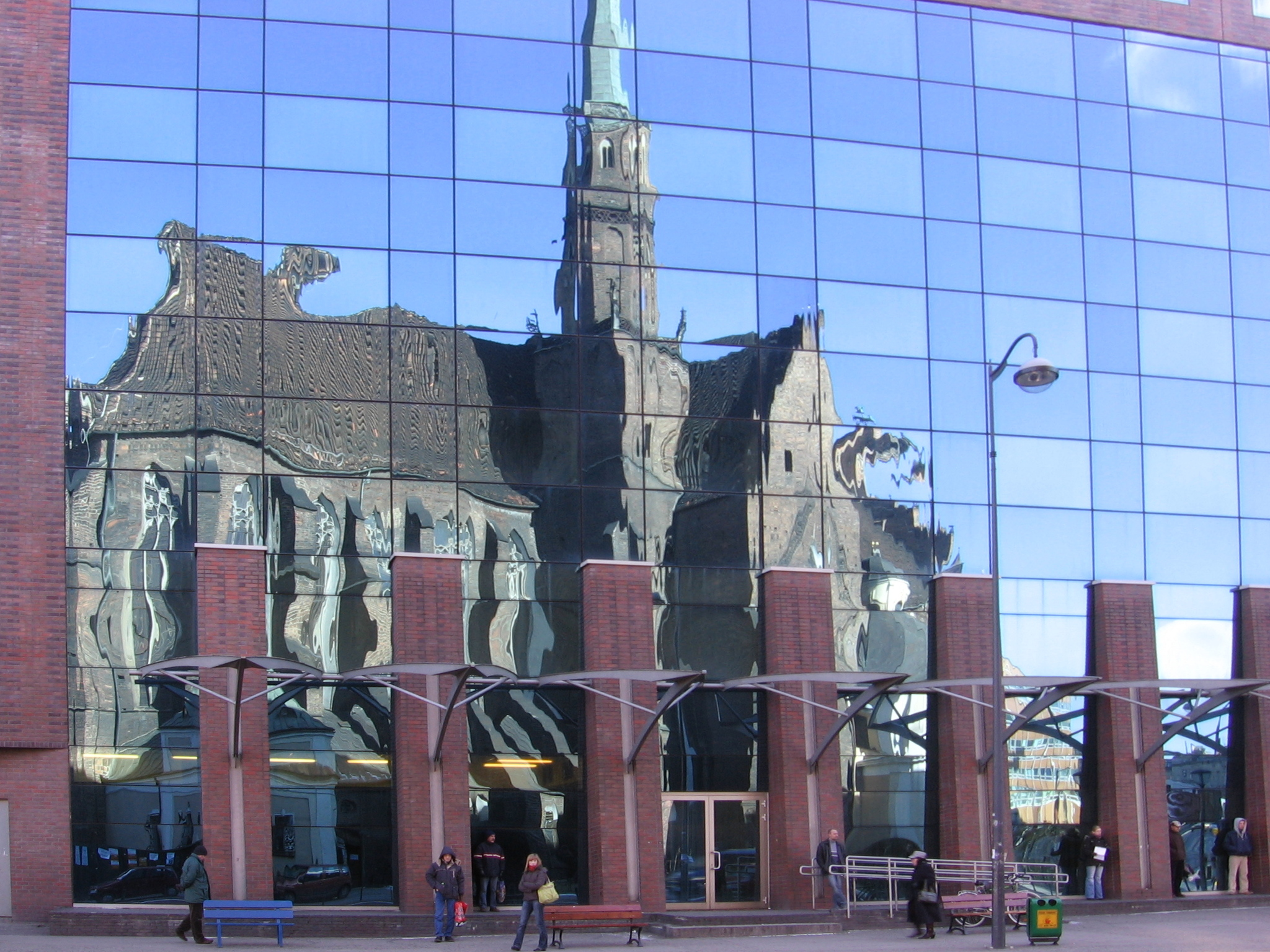
Kościół św. Wojciecha odbity od szyb Galerii Dominikańskiej

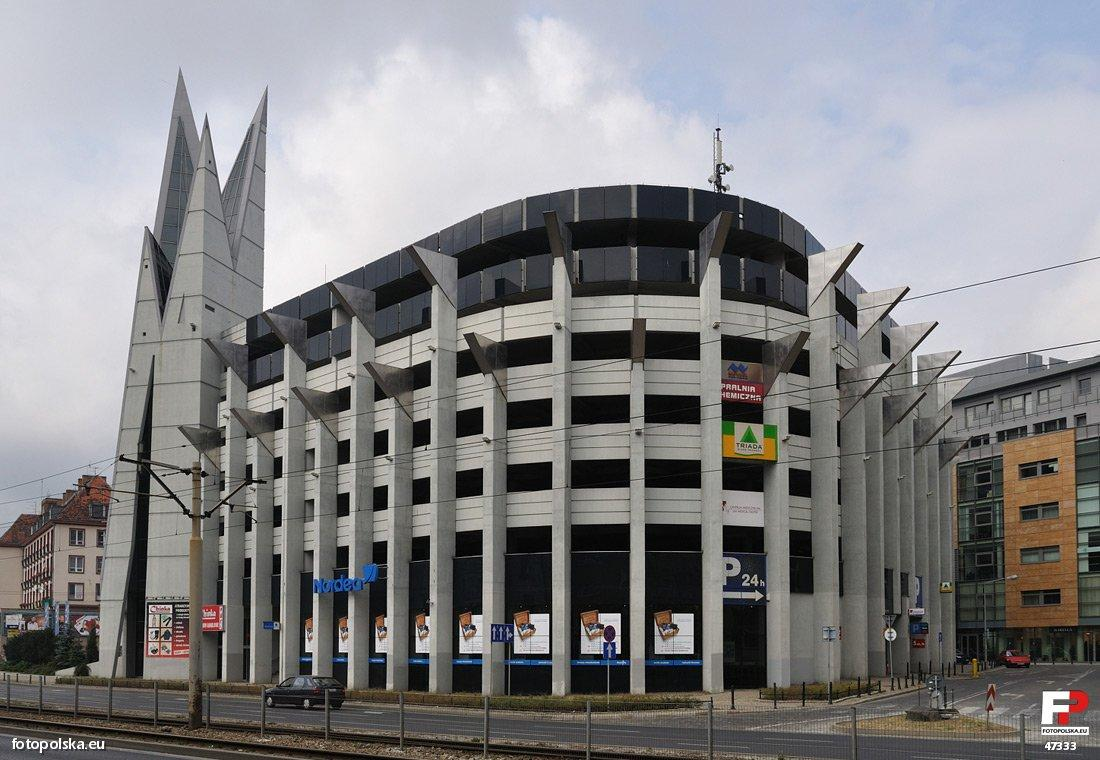
Szewska Centrum

- (A)  1 stycznia Wrocław wskutek reformy administracyjnej kraju został stolicą województwa dolnośląskiego[117].
- (A)   (Y)  1 stycznia w związku z reformą administracyjną nazwy zmieniły wrocławskie sądy. dotychczasowy Sąd Wojewódzki stał się Sądem Okręgowym we Wrocławiu[118].
- (B)  31 stycznia zanotowano najniższą temperaturę we Wrocławiu w roku 1999 – −16,7 °C[119].
- (I)   (T) W czerwcu na wrocławskim lotnisku otwarto zmodernizowaną halę przylotów międzynarodowych[18].
- (T)  1 czerwca na wrocławskim lotnisku uruchomiono terminal cargo[120].
- (K)  4 czerwca odsłonięto pomnik na placu Dominikańskim upamiętniający masakrę na placu Niebiańskiego Spokoju w Pekinie. Autorem pomnika był Marek Stanielewicz[5].
- (U)  W związku z budową Galerii Dominikańskiej przy placu Dominikańskim wyburzono hotel „Panorama”[121].
- (S)  Śląsk ESKA Wrocław po raz czternasty został mistrzem Polski w koszykówce pod wodzą trenera Andrieja Urlepa[122].
- (W)  Po raz pierwszy rada miejska nie przyznała odznaczenia Civitate Wratislaviensis Donatus[54].
- (B)  4 lipca zanotowano najwyższą temperaturę we Wrocławiu w ciągu roku – +32,1 °C[119].
- (F)  We wrześniu z tytułu Gazety Wrocławskiej usunięto słowo „Robotnicza”[101].
- (H)   (I)  15 października otwarto Centrum Korona przy ul. Krzywoustego, z hipermarketem, kinem multipleksowym i 65 sklepami[123].
- (I)  16 listopada otwarto część parkingową wielopoziomowego parkingu Szewska Centrum[124].
- (Z)   (A)  9 grudnia decyzją Rady Miejskiej Wrocławia powołano Zarząd Zieleni Miejskiej jako jednostkę budżetową gminy Wrocław. Zadaniem instytucji jest dbanie o tereny zielone miasta[125].

### 2000
- (S)  Zepter Śląsk Wrocław został po raz piętnasty mistrzem Polski w koszykówce pod wodzą trenera Muli Katzurina[126].
- (Z)  Udostępniono Park Tysiąclecia między ulicą Graniczną, Autostradową Obwodnicą Wrocławia i rzeką Ślęzą, drugi pod względem powierzchni park w mieście (90 ha)[70].
- (B)  24 stycznia zanotowano najniższą temperaturę we Wrocławiu w roku 2000 – −17,1 °C[127].
- (D)  W lutym doszło do strzelaniny w centrum handlowym Korona przy ul. Krzywoustego. Incydent wywołała mafijna grupa „Szadoka”[128].
- (M)  1 marca powstał samodzielny publiczny zakład opieki zdrowotnej pod nazwą Pogotowie Ratunkowe we Wrocławiu, z siedzibą przy ul. Ziębickiej 34/38[129].
- (S)  4 czerwca piłkarze WKS Śląsk po meczu z GKS Katowice zakończonym bezbramkowym remisem awansowali do I ligi piłki nożnej[130].
- (L)   (K)  5 czerwca w halach Wytwórni Filmów Fabularnych we Wrocławiu otwarto wystawę Wrocław 2000 – moje miasto, poświęconą powojennemu Wrocławiowi. Wystawę obejrzało ok. 70 tys. osób[131].
- (B)  21 czerwca zanotowano najwyższą temperaturę we Wrocławiu w ciągu roku – +34,5 °C[127].
- (W)  24 czerwca nagrodę Civitate Wratislaviensis Donatus otrzymał Jan Nowak-Jeziorański[54].
- (R)  24 czerwca mszą na wrocławskim rynku uczczono obchody tysiąclecia Wrocławia. Mszę koncelebrowało 60 biskupów katolickich, w tym prymas Polski kardynał Józef Glemp[132].
- (D)  W listopadzie zaginął wrocławski przedsiębiorca Dariusz J. Jego zwłoki znaleziono kilka dni później w Odrze. Opis zabójstwa znaleziono w powieści Krystiana Bali Amok. Na tej podstawie postawiono zarzuty[133].
- (F)  6 grudnia otwarto drugą stację Radia Wrocław – Radio RAM, Radio Aktywne Miasto, która zastąpiła dotychczasowy Program Miejski Radia Wrocław[134].

## Lata 2001–2010

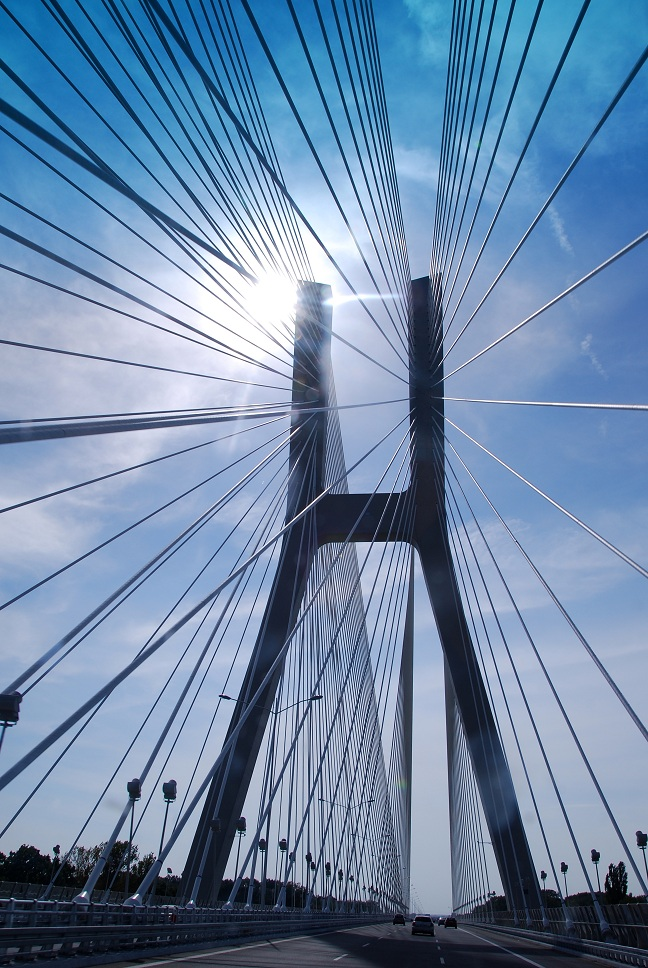
Most Rędziński na Autostradowej Obwodnicy Wrocławia

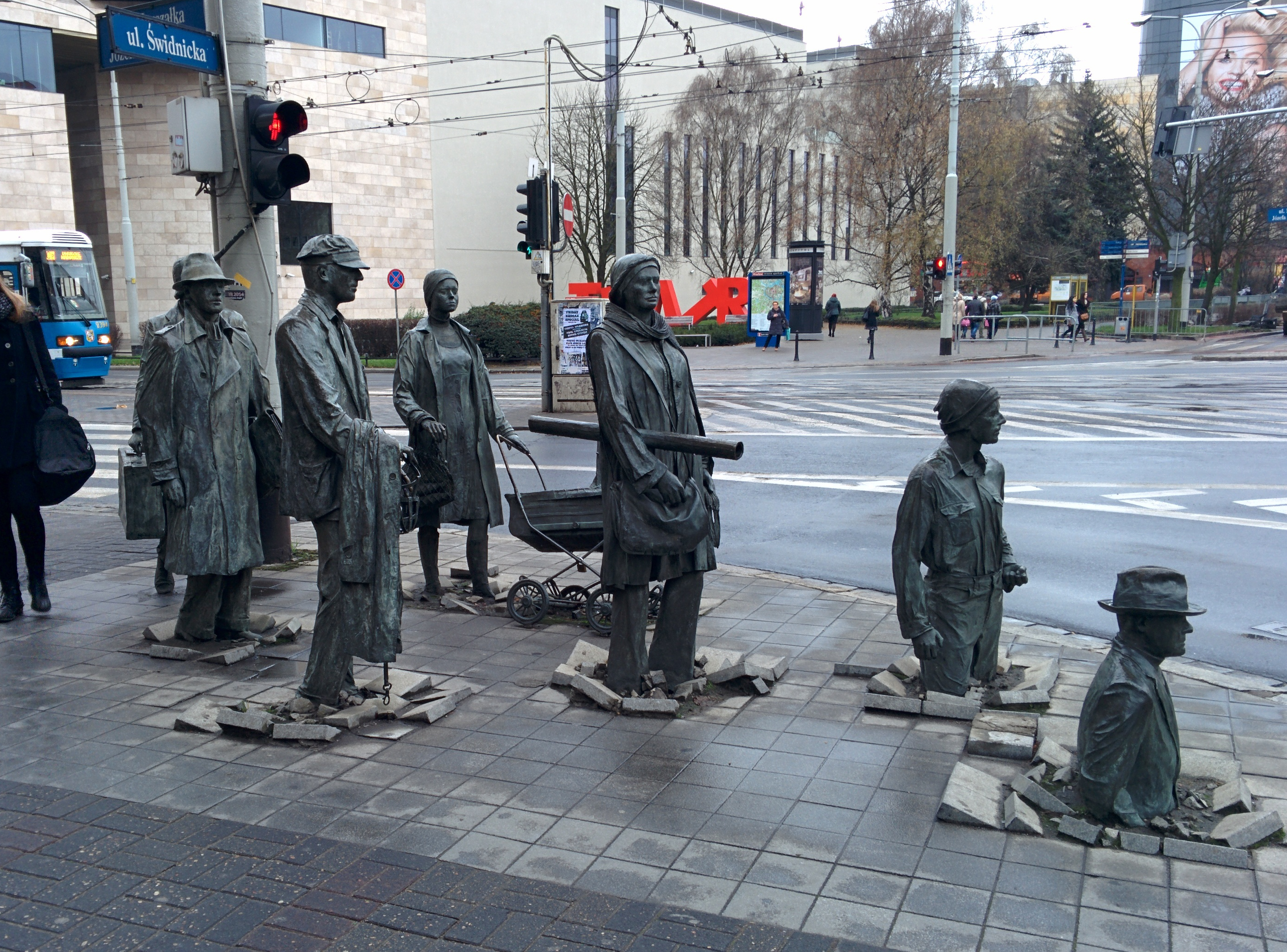
Pomnik Anonimowego Przechodnia odsłonięty na rogu ulic Świdnickiej i Piłsudskiego

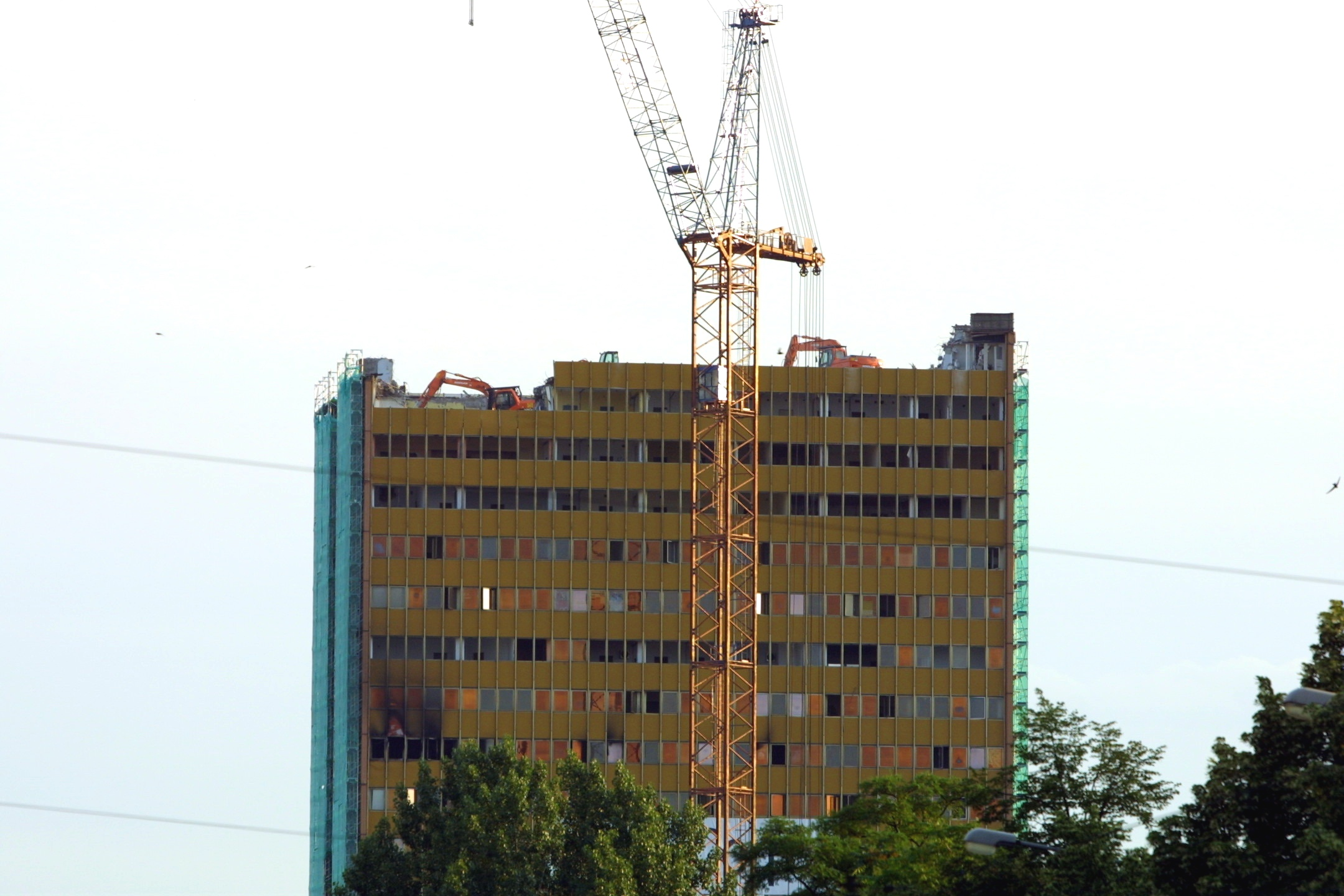
Rozbiórka biurowca Poltegor

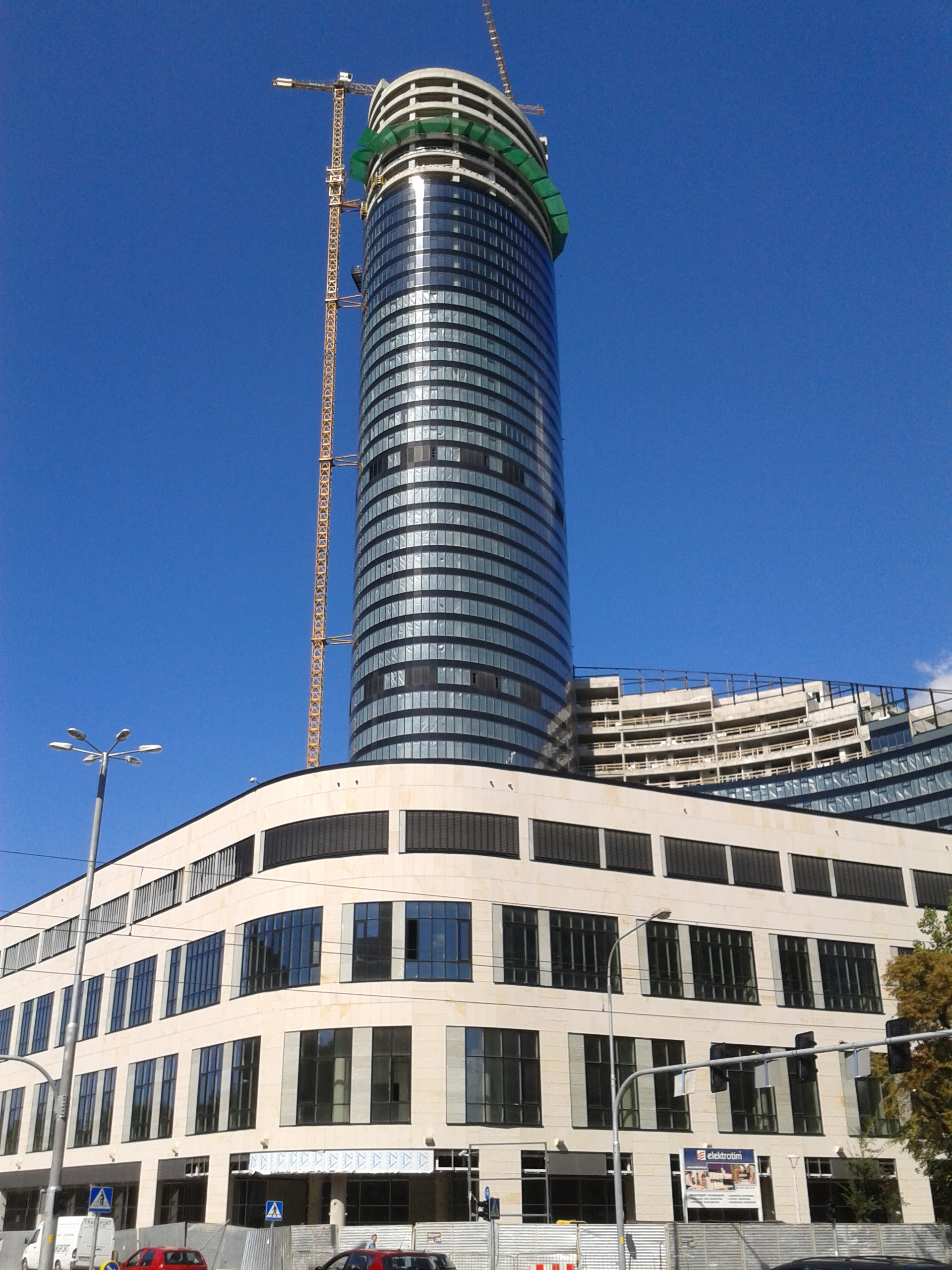
Budowa Sky Tower

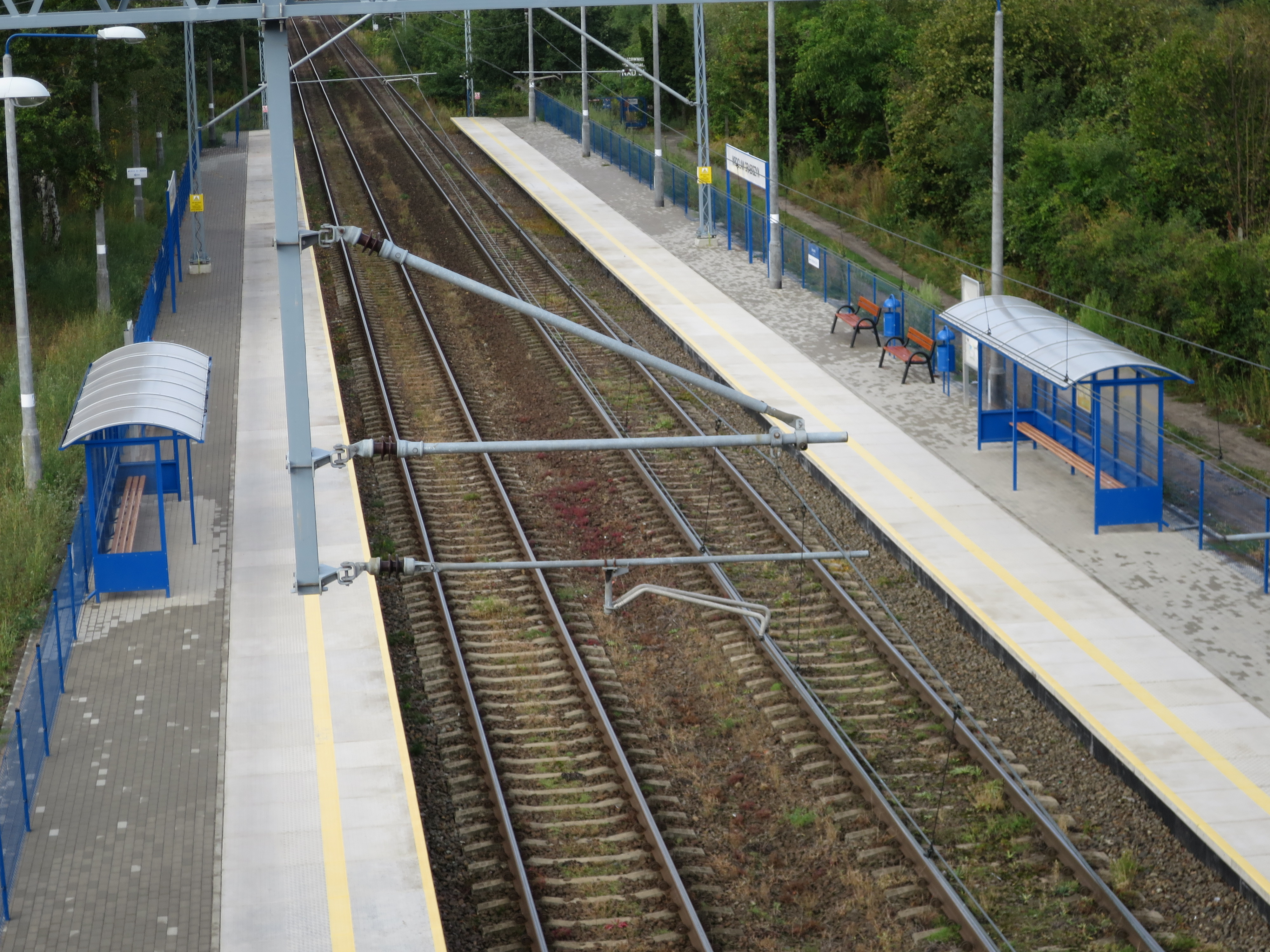
Przystanek kolejowy Wrocław Grabiszyn

### 2001

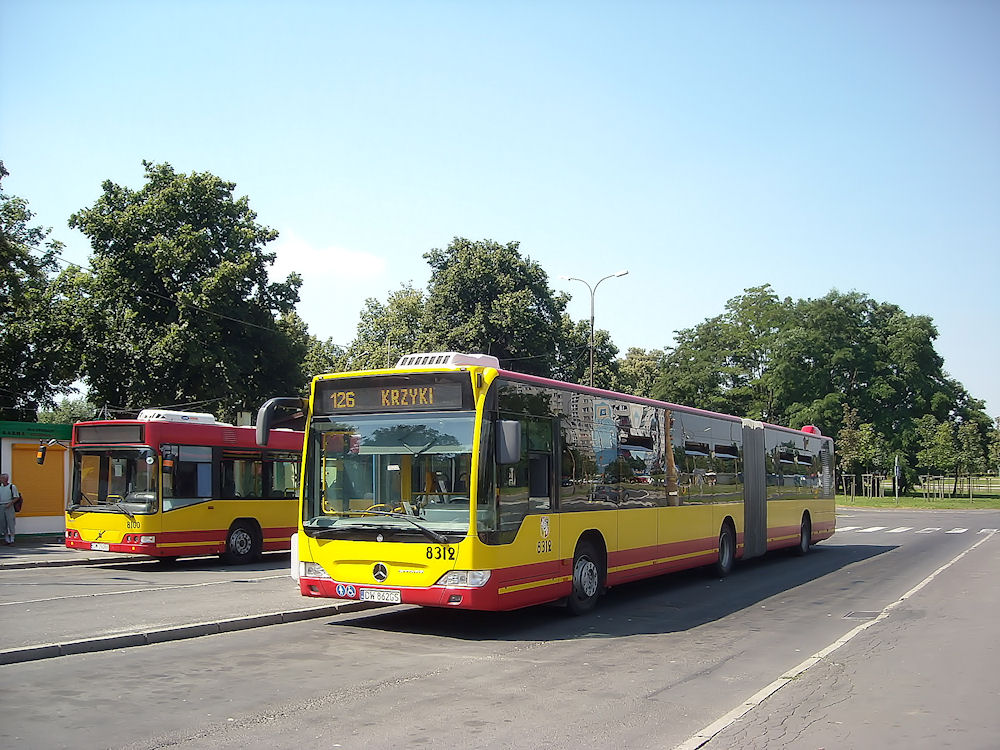
Malowanie wrocławskich autobusów od 2001

- (U)  Oddano do użytku pierwszy budynek „Millenium Towers” przy ul. Strzegomskiej[135].
- (S)  Zepter Śląsk Wrocław po raz szesnasty został mistrzem Polski w koszykówce pod wodzą trenera Andrieja Urlepa[136].
- (D)  Na dachu jednego z bloków przy Bulwarze Ikara we Wrocławiu nastąpił wybuch bomby, co spowodowało śmierć jednej osoby. Ofiarą był monter sieci elektrotechnicznych. Sprawca przyznał się w 2015[137].
- (L)  Na serwerach przedsiębiorstwa PZL Hydral założony został portal miłośników Wrocławia Wratislaviae Amici. Założycielem portalu był Piotr Herba[138].
- (H)  W lutym na wrocławskim lotnisku otwarto strefę wolnocłową w hali odlotów międzynarodowych[18].
- (T)  Wprowadzono nowe malowanie autobusów miejskich na wszystkich nowych autobusach. Połączenie malowania autobusów warszawskich z barwami flagi Wrocławia – żółte z czerwonymi pasami[139].
- (D)  21 marca po kolizji na jednym z wrocławskich skrzyżowań i pościgu ulicami Wrocławia aresztowano Krzysztofa Gawlika, pięciokrotnego zabójcę, zwanego Skorpionem[140][141].
- (Z)  24 czerwca nagrodę Civitate Wratislaviensis Donatus otrzymał czeski prezydent i dysydent Václav Havel[54].
- (C)  27 czerwca podpisano umowę partnerską z ukraińskim miastem Lwów[22].
- (B)  6 lipca przyjęto do realizacji „Program dla Odry 2006” o łącznych nakładach finansowych 9 miliardów zł. Zadaniem programu było uczynienie rzeki bezpiecznej, czystej, żeglownej i przyjaznej[142].
- (H)  17 sierpnia otworzono Galerię Dominikańską przy placu Dominikańskim, kompleks handlowy liczący ponad 100 sklepów[143].
- (B)  19 sierpnia zanotowano najwyższą temperaturę we Wrocławiu w ciągu roku – +31,2 °C[144].
- (A)  1 września Stanisław Huskowski został następcą Bogdana Zdrojewskiego na stanowisku prezydenta miasta[17].
- (K)  19 września na skwerze Solidarności przy ul. Norwida odsłonięto Pomnik Solidarności we Wrocławiu[145].
- (P)  W przeprowadzonych 23 września wyborach parlamentarnych,  we Wrocławiu uzyskano następujące wyniki: 6 mandatów zdobył Sojusz Lewicy Demokratycznej, 3 mandaty – Platforma Obywatelska, 2 mandaty Prawo i Sprawiedliwość, po jednym mandacie Samoobrona Rzeczpospolitej Polskiej, Liga Polskich Rodzin i Polskie Stronnictwo Ludowe[146].
- (B)  13 grudnia zanotowano najniższą temperaturę we Wrocławiu w roku 2001 – −13,5 °C[144].

### 2002

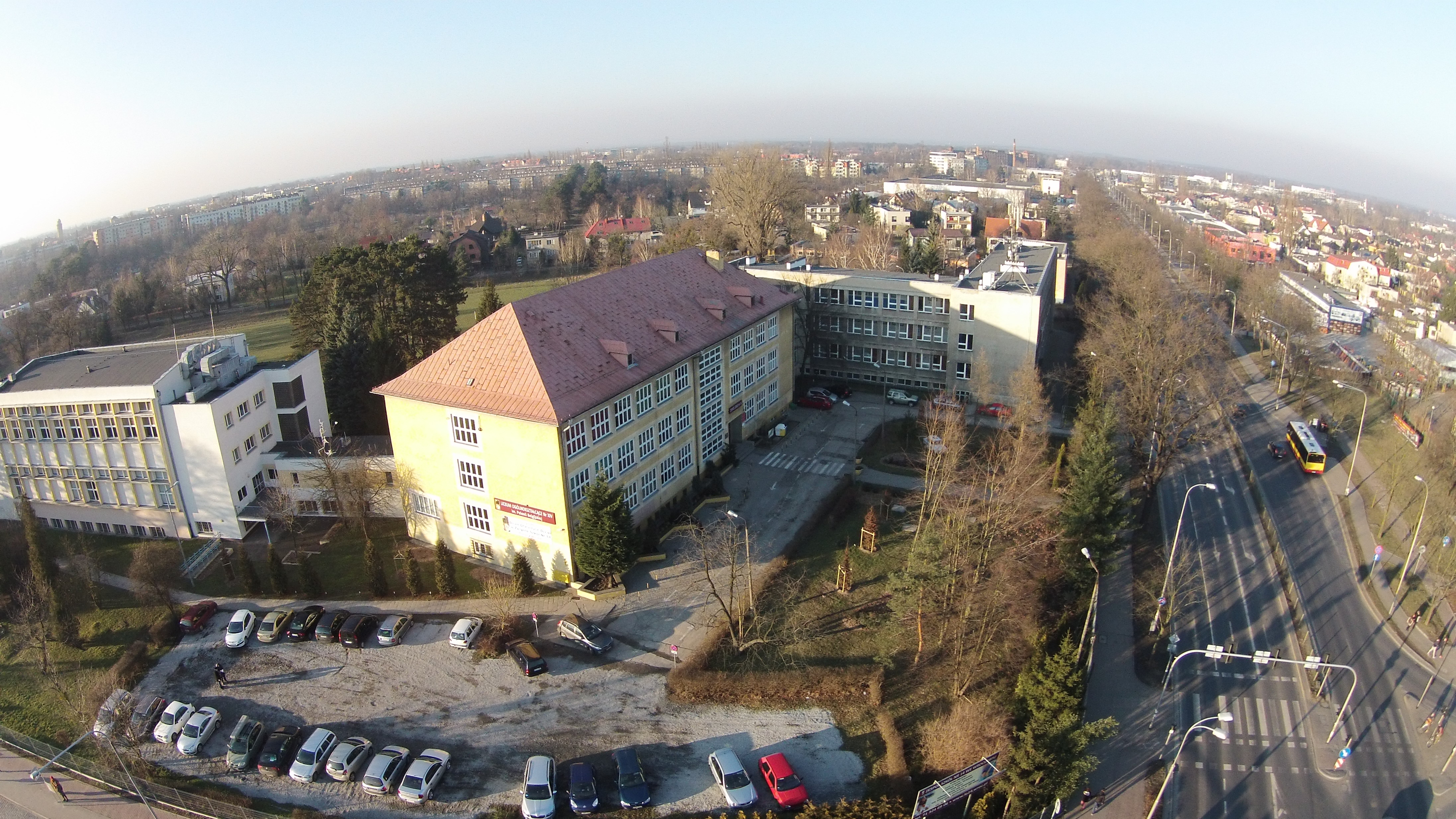
Nowa siedziba XIV LO

- (B)  W roku 2002 we Wrocławiu było 220 dni deszczowych, co było najwyższym wynikiem od co najmniej roku 1964[52].
- (K)  Dyrektorem Teatru Muzycznego – Operetki Wrocławskiej został Wojciech Kościelniak, który zmienił profil teatru z operetkowego na muzyczny[24].
- (U)  Oddano do użytku nowoczesny biurowiec „Centrum Orląt” u zbiegu ulic Podwale, Piłsudskiego i Braniborskiej, o powierzchni całkowitej 17 600 m²[147].
- (S)  Idea Śląsk Wrocław został po raz siedemnasty mistrzem Polski w koszykówce pod wodzą trenera Andrieja Urlepa[148].
- (B)  4 stycznia zanotowano najniższą temperaturę we Wrocławiu w roku 2002 – −18,7 °C[149].
- (S)  27 kwietnia po   rozegraniu dwóch sezonów w pierwszej lidze i zremisowanym 1:1 meczu z Widzewem Łódź Śląsk Wrocław został ponownie zdegradowany do II ligi piłki nożnej[104].
- (W)  24 czerwca nagrodę Civitate Wratislaviensis Donatus otrzymał brytyjski historyk, autor książki o historii Wrocławia Norman Davies[54].
- (B)  10 lipca zanotowano najwyższą temperaturę we Wrocławiu w ciągu roku – +34,3 °C[149].
- (E)  We wrześniu Liceum Ogólnokształcące nr XIV im. Polonii Belgijskiej przeprowadziło się do nowej siedziby przy ul. Brücknera na Kowalach mimo protestu rodziców i uczniów[150].
- (A)  10 listopada w drugiej turze wyborów bezpośrednich prezydentem Wrocławia został Rafał Dutkiewicz[151].
- (K)  2 grudnia Wrocław przegrał walkę o zorganizowanie światowej wystawy Expo 2010. Wystawa zorganizowana została w Szanghaju[152].

### 2003
- (L)  We Wrocławiu na 100 urodzonych chłopców przypadło 100,5 dziewczynek i był to drugi wynik wśród 12 największych miast w Polsce, po Olsztynie (101,9)[153].
- (S)  Po rozegraniu jednego sezonu w drugiej lidze, Śląsk Wrocław został zdegradowany do III ligi piłki nożnej, gdzie spędził następne dwa sezony[104].

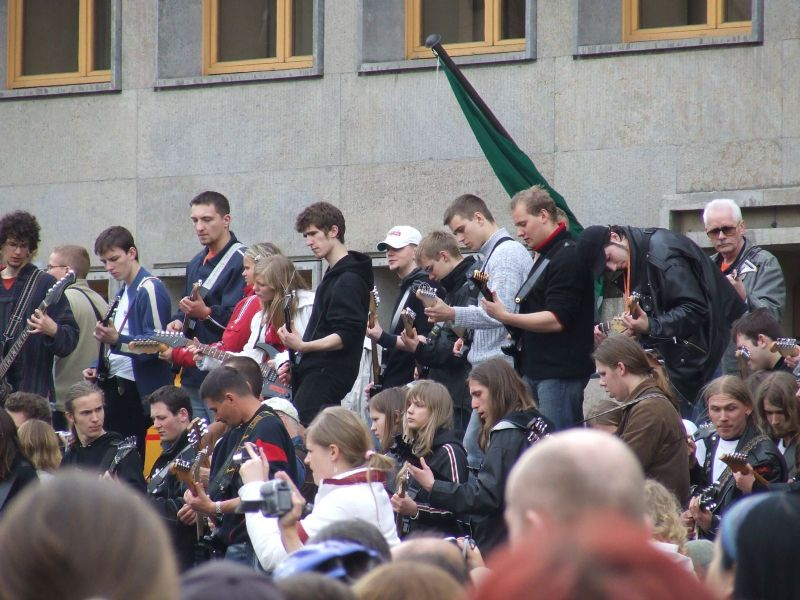
Bicie gitarowego rekordu Guinnessa

- (B)  1 stycznia zanotowano najniższą temperaturę we Wrocławiu w roku 2003 – −22,2 °C[154].
- (K)  3 maja odbyła się pierwsza próba pobicia rekordu w liczbie grających jednocześnie gitar. Na rynku stawiło się 588 gitarzystów. Z czasem impreza stała się cykliczna[155].
- (P)   (C)  9 maja na wrocławskim rynku prezydent Aleksander Kwaśniewski powitał kanclerza Gerharda Schrödera i prezydenta Francji Jacquesa Chiraca, którzy wzięli udział w Szczycie Trójkąta Weimarskiego[156].
- (C)  18 maja podpisano umowę partnerską z litewskim miastem Kowno[22].
- (P)  8 czerwca odbyło się referendum w sprawie akcesji do Unii Europejskiej. We Wrocławiu frekwencja wyniosła 67%. Na TAK głosowało 85% (w kraju 77,45%)[157], na NIE 15%[158].
- (C)  16 czerwca podpisano umowę partnerską z czeskim miastem Hradec Králové[22].
- (W)  24 czerwca nagrodę Civitate Wratislaviensis Donatus otrzymał reżyser Andrzej Wajda[54].
- (B)  13 sierpnia zanotowano najwyższą temperaturę we Wrocławiu w ciągu roku – +36,3 °C[154].
- (K)  Od 6 do 12 października trwał Międzynarodowy Festiwal Teatralny „Dialog-Wrocław 2003”. Zaprezentowano 8 spektakli polskich i 8 zagranicznych[159].
- (K)  28 listopada w Hali Stulecia odbył się heavymetalowy festiwal „Mystic Festival”[160].
- (F)  1 grudnia wskutek przemian na rynku prasowym ukazał się pierwszy łączony numer Słowa Polskiego, Wieczoru Wrocławia i Gazety Wrocławskiej wydawany przez Polska Press[161].

### 2004

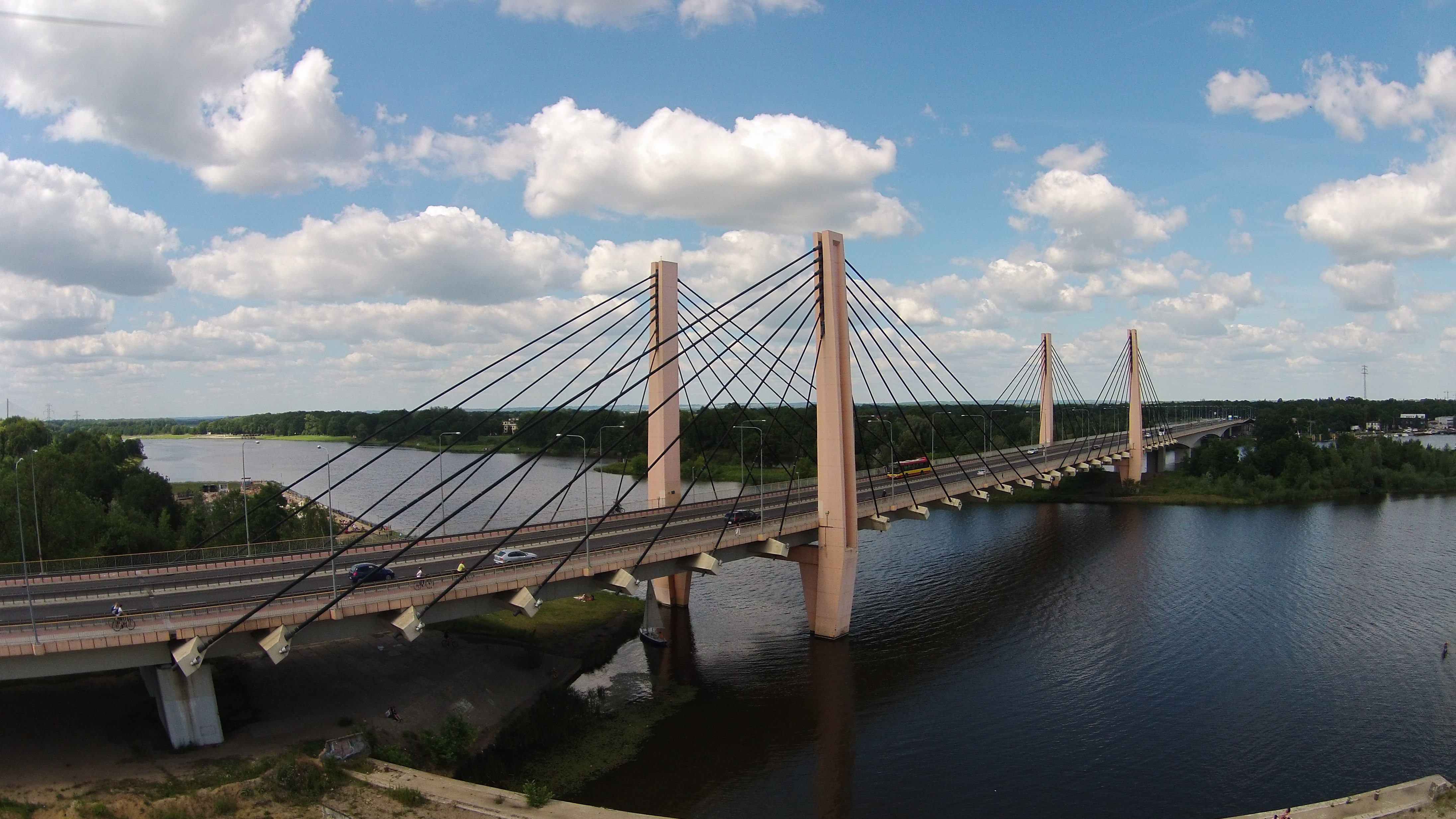
Most Milenijny – widok od wschodu

- (L)   (C)  Wrocław, jako jedyne miasto nie będące stolicą, zostało wybrane i opisane we francuskiej gazecie Le Figaro jako miasto, które przybliża czytelnikom dziesięć nowych krajów wstępujących do Unii Europejskiej, przez pryzmat jednego miasta[162].
- (K)  Festiwal Port Literacki został przeniesiony z Legnicy do Wrocławia[163].
- (K)   (Y)  Rada Miejska Wrocławia podjęła uchwałę o powrocie Teatru Muzycznego – Operetki Wrocławskiej do historycznej nazwy Teatr Muzyczny „Capitol”[24].
- (B)  5 stycznia zanotowano najniższą temperaturę we Wrocławiu w roku 2004 – −19,9 °C[164].
- (D)  W kwietniu w mieszkaniu przy ul. Suchardy doszło do zabójstwa dwóch sióstr w wieku 17 i 13 lat. Zabójstwa dokonano na tle rabunkowym. Sprawca został skazany na karę dożywotniego pozbawienia wolności[165].
- (E)  19 kwietnia na Cmentarzu Osobowickim miała miejsce lekcja historii dla nauczycieli zorganizowana przez Instytut Pamięci Narodowej. Tematem były kwatery więźniów – ofiar komunizmu znajdujące się na cmentarzu[20].
- (W)  24 czerwca nagrodę Civitate Wratislaviensis Donatus otrzymał Władysław Bartoszewski[54].
- (K)  26 czerwca rozpoczęła się pierwsza edycja festiwalu kulturalnego Wrocław Non Stop z występami muzycznymi, artystów ulicznych i plastyków. Festiwal trwał 30 godzin i odbywały się w rynku i na Wyspie Słodowej[166].
- (B)  19 sierpnia zanotowano najwyższą temperaturę we Wrocławiu w ciągu roku – +33,0 °C[164].
- (F)  We wrześniu reporterzy Radia Wrocław Marek Obszarny i Dariusz Litera pobili rekord Guinnessa w najdłuższym talk-show. Program prowadzony przez nich trwał 93 godziny 19 minut[167][51].
- (P)   (N)  13 października prezydent Aleksander Kwaśniewski wziął udział w uroczystości otwarcia nowego gmachu Wydziału Mechanicznego i Wydziału Informatyki i Zarządzania Politechniki Wrocławskiej[168].
- (D)  23 października doszło do masowych zatrzymań osób powiązanych ze środowiskiem przestępczym. 100 funkcjonariuszy Centralnego Biura Śledczego weszło do 20 lokalizacji we Wrocławiu, rozbijając gang „Szadoka”[128].
- (I)  29 października otwarto Most Milenijny, fragment śródmiejskiej obwodnicy Wrocławia o długości ok. 1 kilometra. Sporządzony z 40 000 m³ betonu i 6 000 ton stali, kosztował 140 milionów złotych[169].

### 2005

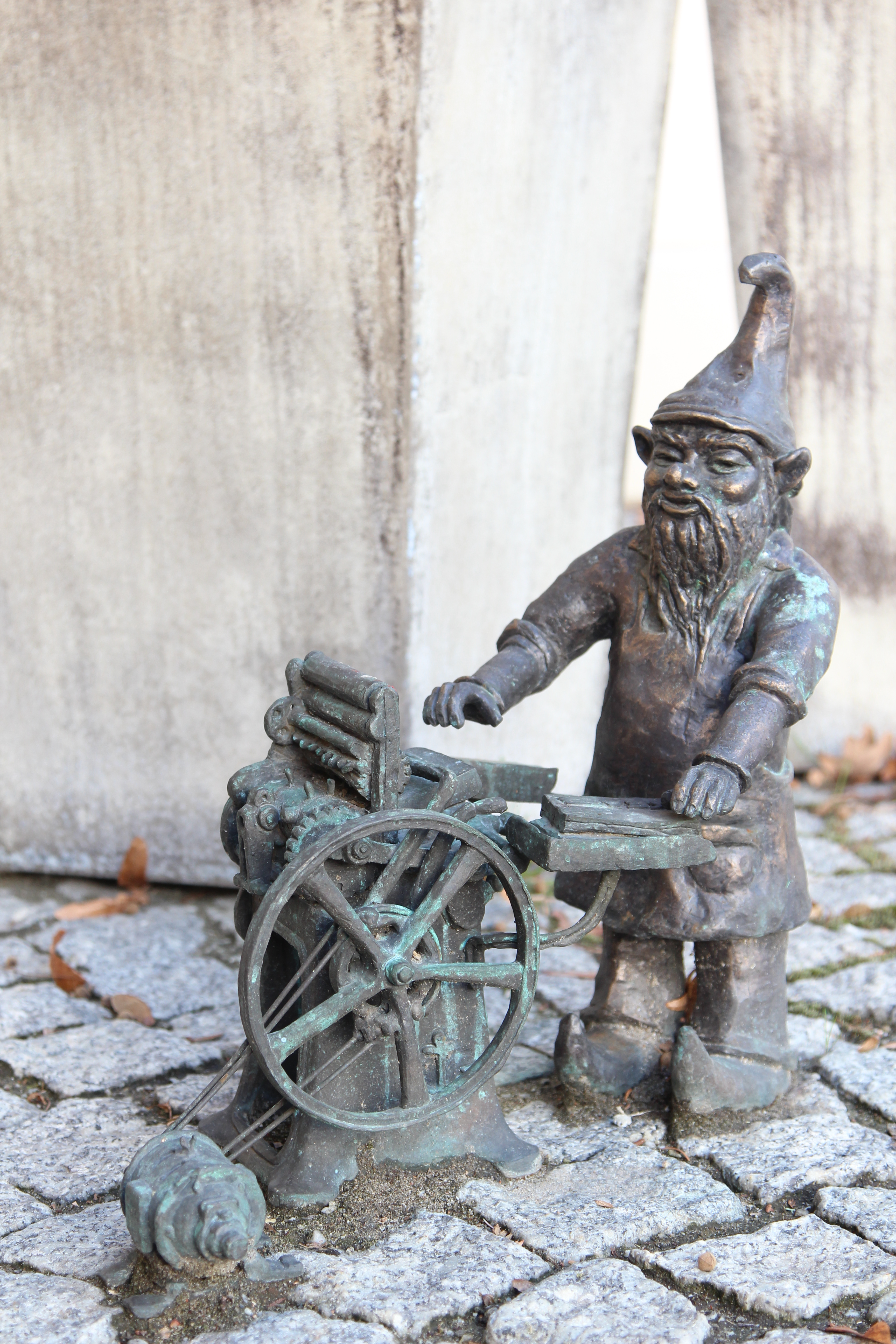
Krasnal Drukarz

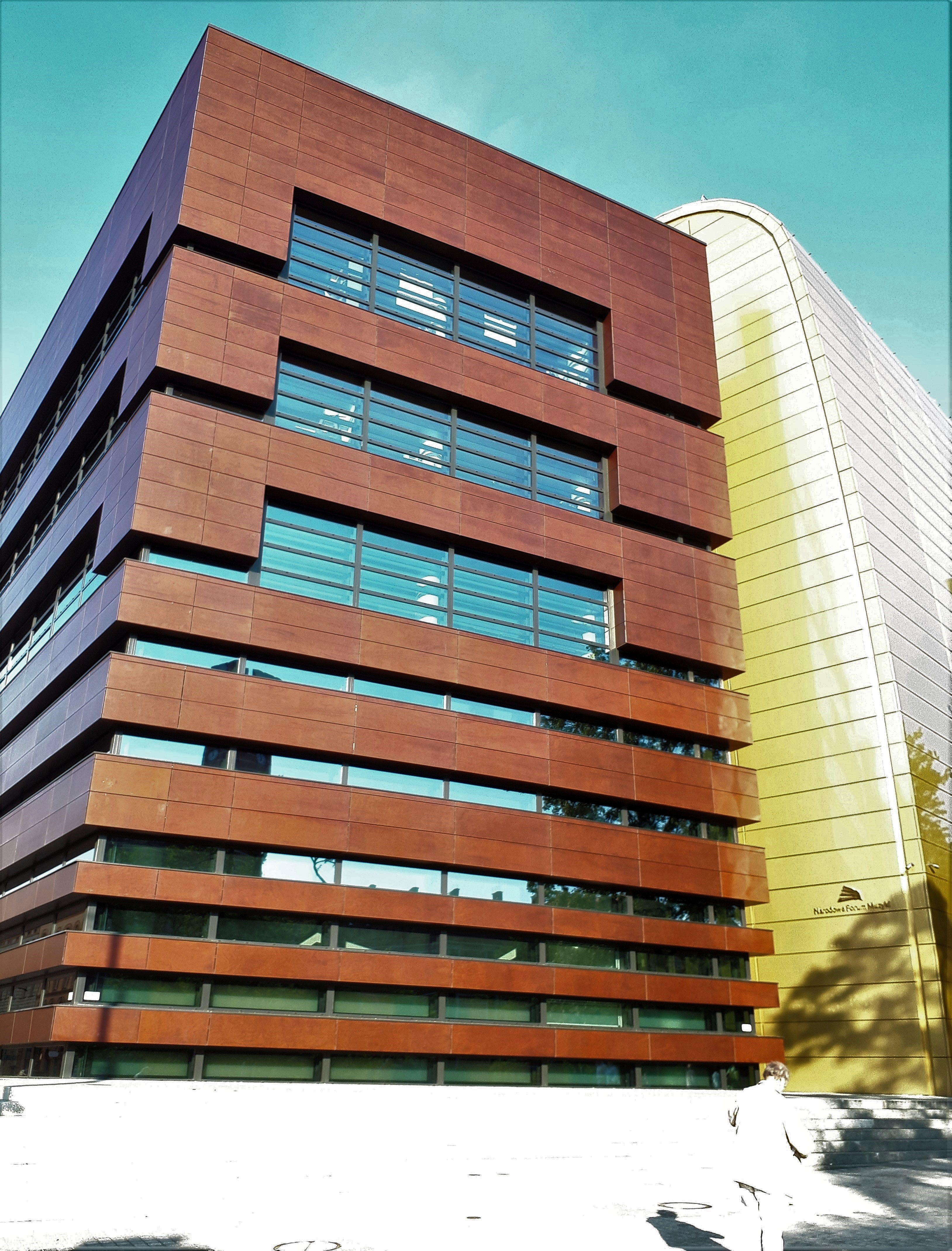
Narodowe Forum Muzyki

- (B)  Badanie wód wrocławskich rzek wykazało spadek zanieczyszczeń wód Odry i jej dopływów i przejście Ślęzy, Bystrzycy i Widawy do III klasy czystości. Miasto Wrocław nie miało wpływu na jakość wody w Odrze[170].
- (K)  Na ulicach Wrocławia zaczęły pojawiać się figurki krasnoludków, dając początek zjawisku wrocławskich krasnali[171].
- (K)  Dyrektorem festiwalu Wratislavia Cantans i Filharmonii Wrocławskiej został Andrzej Kosendiak, który doprowadził do przekształcenia ich w Narodowe Forum Muzyki[172].
- (B)   (D)  30 maja około godz. 18:00 nad miastem przeszła silna nawałnica z gradobiciem, która spowodowała podtopienia, utrudnienia w ruchu i przerwy w dostawie prądu[173].
- (S)  11 czerwca po meczu z Polonią Słubice, który nie został dokończony z uwagi na wtargnięcie kibiców na płytę boiska (przy stanie 2:1), Śląsk Wrocław po dwóch sezonach awansował do II ligi[174].
- (W)  24 czerwca nagrodę Civitate Wratislaviensis Donatus otrzymał Lech Wałęsa[54]
- (Z)  7 lipca Parkowi Nowowiejskiemu na osiedlu Ołbin nadano imię Stanisława Tołpy[175].
- (C)  28 lipca podpisano umowę partnerską z białoruskim miastem Grodno[22].
- (P)  W przeprowadzonych 15 września wyborach parlamentarnych, we Wrocławiu uzyskano następujące wyniki: 5 mandatów zdobyła Platforma Obywatelska, 5 mandatów Prawo i Sprawiedliwość, po jednym mandacie – Liga Polskich Rodzin, Samoobrona Rzeczpospolitej Polskiej, Sojusz Lewicy Demokratycznej[176].
- (K)  W październiku zaprzestano wyświetlania filmów w kinie „Dworcowym”, fizycznie zlikwidowano je 5 lat później. W swej historii kino gościło 7 milionów widzów[177].
- (T)   (I)  6 grudnia nadano wrocławskiemu lotnisku imię Mikołaja Kopernika oraz otwarto nową część terminalu[18].
- (U)  W grudniu projekt Teatru Muzycznego „Capitol” został wyróżniony I nagrodą w konkursie Stowarzyszenia Architektów Polskich Kraków[178].
- (K)  13 grudnia na rogu ulic Świdnickiej i Piłsudskiego odsłonięto pomnik Anonimowego Przechodnia – 14 postaci odlanych z brązu, stojących po obu stronach ulicy Świdnickiej. Pomnik symbolizuje dokonania anonimowych ludzi walczących z komunizmem[179].
- (L)  Według stanu na 31 grudnia we Wrocławiu mieszkało 635 932 mieszkańców, z czego 196 tys. w dawnej dzielnicy Fabryczna, 166 tys. na Krzykach, 90,7 tys. na Psim Polu, 56,9 tys. na Starym Mieście i 125,8 tys. w Śródmieściu[180].
- (K)   (F)  31 grudnia po raz pierwszy odbył się Sylwester pod dobrą gwiazdą transmitowany przez TVP2. Wystąpili m.in. Bajm, Kombi, Krzysztof Krawczyk, Reni Jusis, Stachursky[181].

### 2006

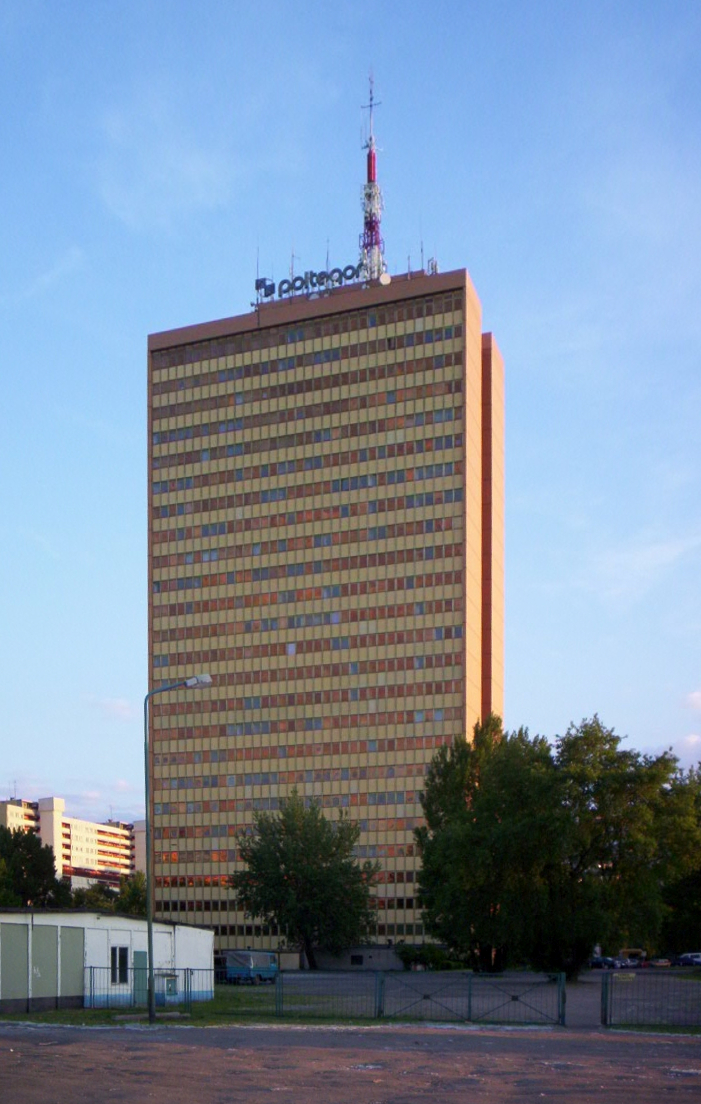
Wieżowiec Poltegor przy ul. Powstańców Śląskich

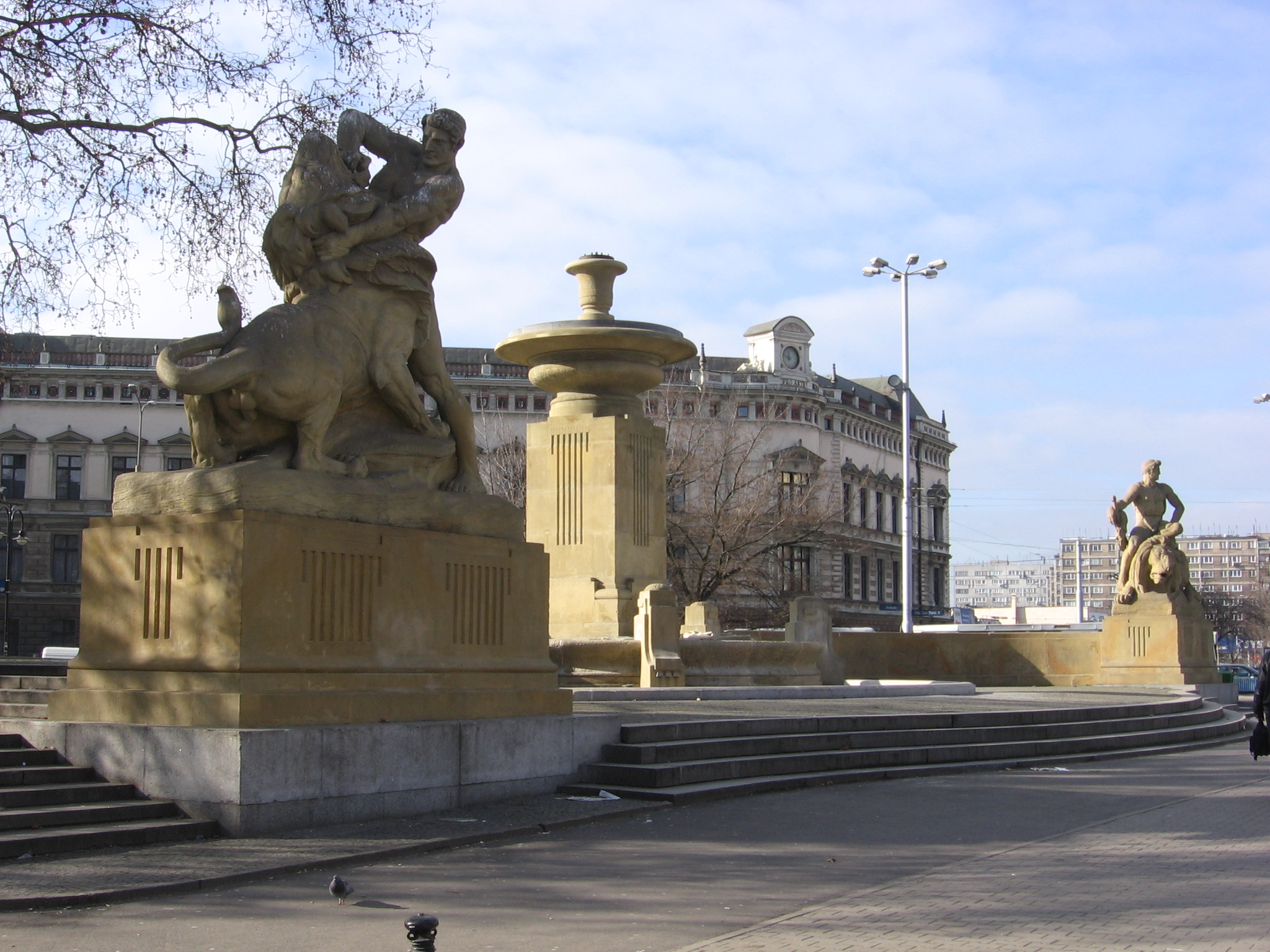
Fontanna na placu Jana Pawła II

- (K)   (C)  Hala Stulecia została wpisana na Listę Światowego Dziedzictwa UNESCO[182].
- (Z)  We Wrocławiu dokonano nasadzeń 2500 drzew, z czego 1500 wzdłuż ulic, więcej niż w poprzednich latach. Koszt nasadzeń wynosił 800 000 złotych[183].
- (L)  1 stycznia plac 1 Maja zmienił nazwę na plac Jana Pawła II[184].
- (G)   (I)  18 stycznia wrocławski biznesmen Leszek Czarnecki kupił wieżowiec Poltegor przy ul. Powstańców Śląskich i otaczającą go prawie trzyhektarową działkę[185].
- (D)  23 stycznia zanotowano najniższą temperaturę we Wrocławiu w roku 2006 – −22,5 °C[186].
- (K)  1 maja po raz pierwszy pobito Gitarowy Rekord Guinnessa we wspólnym graniu na wrocławskim rynku; 1581 osób zagrało standard Jimmy'ego Hendrixa Hey Joe[155].
- (G)  31 maja rozpoczęło się Międzynarodowe Forum Przedsiębiorców FUTURALLIA 2006 poświęcone rozwojowi małych i średnich przedsiębiorstw. W forum brali udział przedsiębiorcy z 40 krajów[187].
- (K)  23 czerwca rozpoczęła się trzecia i ostatnia edycja festiwalu kulturalnego Wrocław Non Stop, w ramach którego odbywały się wydarzenia muzyczne, plastyczne i teatralne. Gwiazdą festiwalu był Joe Satriani[188].
- (W)  24 czerwca nagrodę Civitate Wratislaviensis Donatus otrzymał reżyser Sylwester Chęciński[54].
- (B)  20 lipca zanotowano najwyższą temperaturę we Wrocławiu w ciągu roku – +35,0 °C[186].
- (L)  18 września 100 finalistek Miss World zwiedzało Wrocław. Urząd miejski zorganizował aukcję ich rysunków, dochód przeznaczono na fundację Ostoja; prowadziły również kontrolę samochodów wraz z Inspekcją Transportu Drogowego[189].
- (I)  29 września we wrocławskim zoo miała miejsce kontrola inspekcji weterynaryjnej, która nie potwierdził większości zarzutów kierowanych w lokalnej prasie dotyczących sposobu traktowania zwierząt przez dyrekcję ogrodu zoologicznego[190].
- (P)   (N)  26 października prezydent Lech Kaczyński gościł we Wrocławiu i uczestniczył w uroczystościach jubileuszu 60-lecia Wydziału Farmacji Akademii Medycznej we Wrocławiu[191].
- (A)   (P)  21 listopada miały miejsce wybory samorządowe. Prezydentem miasta na następną kadencję został Rafał Dutkiewicz, zdobywając 168 342 głosów. Frekwencja w mieście wyniosła 40,04%[192].

### 2007

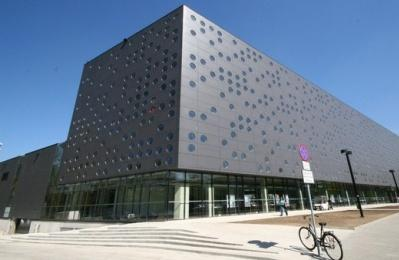
Budynek Politechniki, tzw. dziurowiec

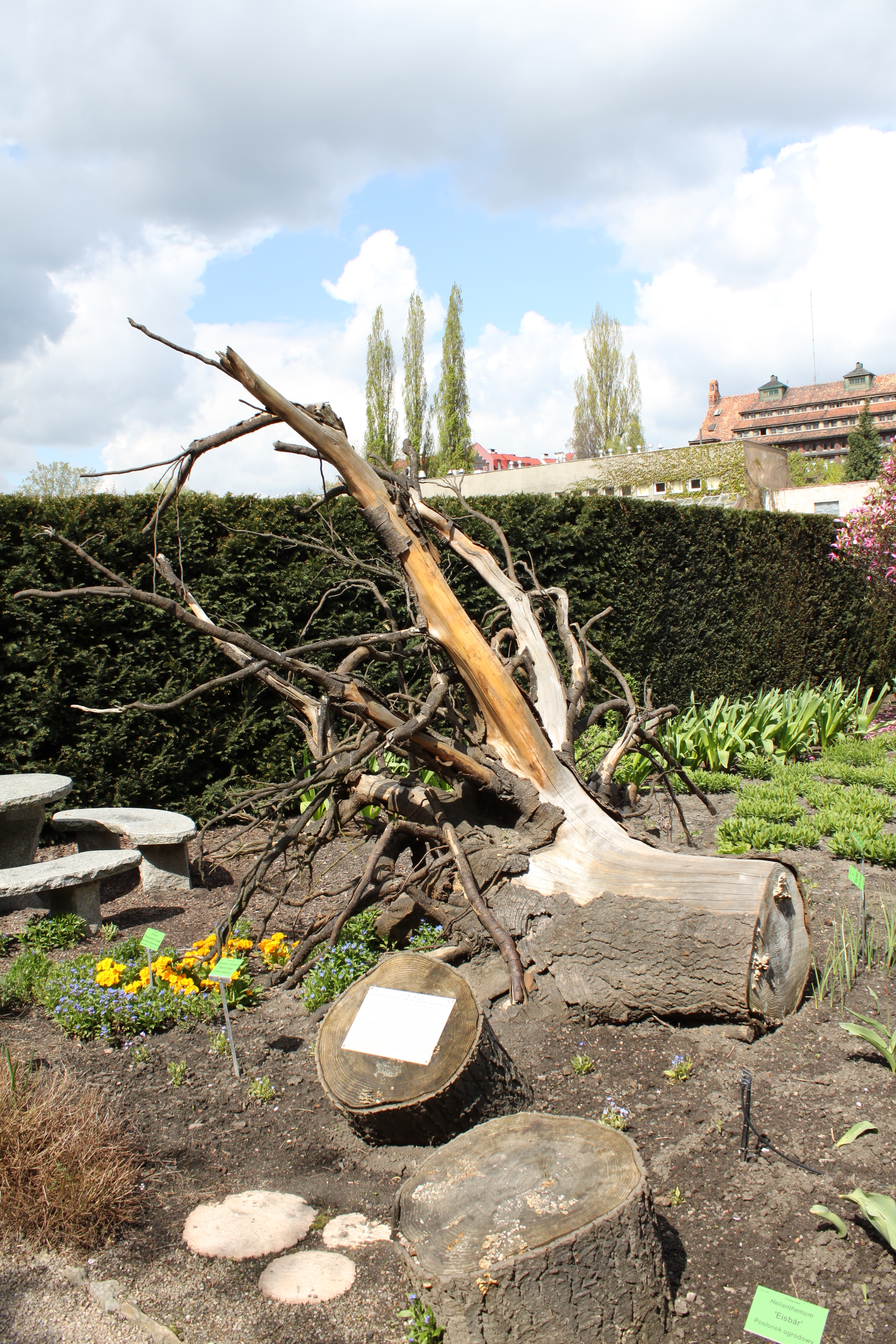
Korzenie powalonej przez huragan Cyryl 65-70 letniej jodły Lowa w Ogrodzie Botanicznym we Wrocławiu

- (U)   (N)  Zakończono budowę budynku C-13 Politechniki Wrocławskiej, tzw. dziurowca. Mieści się w nim m.in. zintegrowane centrum studenckie[193].
- (B)  17 stycznia przeszedł przez Wrocław huragan Cyryl, który osiągnął 137 km/h i wyrywał drzewa[194].
- (B)  23 stycznia zanotowano najniższą temperaturę we Wrocławiu w roku 2007 – −19,0 °C[195].
- (D)  19 lutego przy urzędzie skarbowym przy ul. Ostrowskiego podczas budowy obwodnicy śródmiejskiej znaleziono ważący 120 kg niewypał z okresu II wojny światowej. Pracowników ewakuowano[196].
- (I)   (H)  4 kwietnia otwarto Pasaż Grunwaldzki na placu Grunwaldzkim, z multikinem na 11 sal, 200 punktami handlowymi, klubem sportowym i punktami gastronomicznymi[197].
- (I)   (H)  28 kwietnia otwarta została galeria handlowa Arkady Wrocławskie o powierzchni około 39,9 tys. m². Część budynku stanowiły pomieszczenia biurowe i parking na 1000 samochodów[198].
- (D)  1 czerwca w ramach ćwiczeń ratowniczych podpalono budynek Poltegor. Wieczorem na dachu wystąpił zespół IRA[199].
- (U)  2 czerwca rozpoczęła się rozbiórka biurowca Poltegor Centre przy ul. Powstańców Śląskich, dotychczas najwyższego budynku w mieście[200]. Na jego miejscu wybudowano Sky Tower.
- (W)  24 czerwca nagrodę Civitate Wratislaviensis Donatus otrzymał niemiecki dyrygent Kurt Masur[54].
- (B)  17 lipca zanotowano najwyższą temperaturę we Wrocławiu w ciągu roku – +34,5 °C[195].
- (F)  We wrześniu rozpoczęło nadawanie Radio Traffic FM, po wygraniu przetargu m.in. ze spółką Agora i holdingiem mediowym Eurozet. Radio nadawało na częstotliwości 97,8 MHz[201].
- (F)  1 października po raz pierwszy dotychczasowe Słowo Polskie i Gazeta Wrocławska ukazały się pod tytułem Polska Gazeta Wrocławska jako część ogólnopolskiego projektu Polskapresse[101].
- (P)  W przeprowadzonych 21 października wyborach parlamentarnych,  we Wrocławiu uzyskano następujące wyniki: 9 mandatów zdobyła Platforma Obywatelska, 4 mandatów Prawo i Sprawiedliwość, 1 mandat Lewica i Demokraci[202].
- (I)   (H)  25 października otwarto centrum handlowe Magnolia Park, dwupoziomowy kompleks o powierzchni 100 tys. m²[203].
- (D)  14 listopada zmarł Jan Kaczmarek, wrocławski satyryk, członek Kabaretu Elita i radiowego Studia 202[204].
- (C)  26 listopada Wrocław przegrał walkę o zorganizowanie wystawy EXPO 2012[205].
- (D)  20 grudnia policja poinformowała o zatrzymaniu 80-letniego Tomasza Ś., trudniącego się podrabianiem banknotów. Ich jakości nie kwestionowało nawet amerykańskie FBI, które przyczyniło się do odnalezienia fałszerza[206].

### 2008

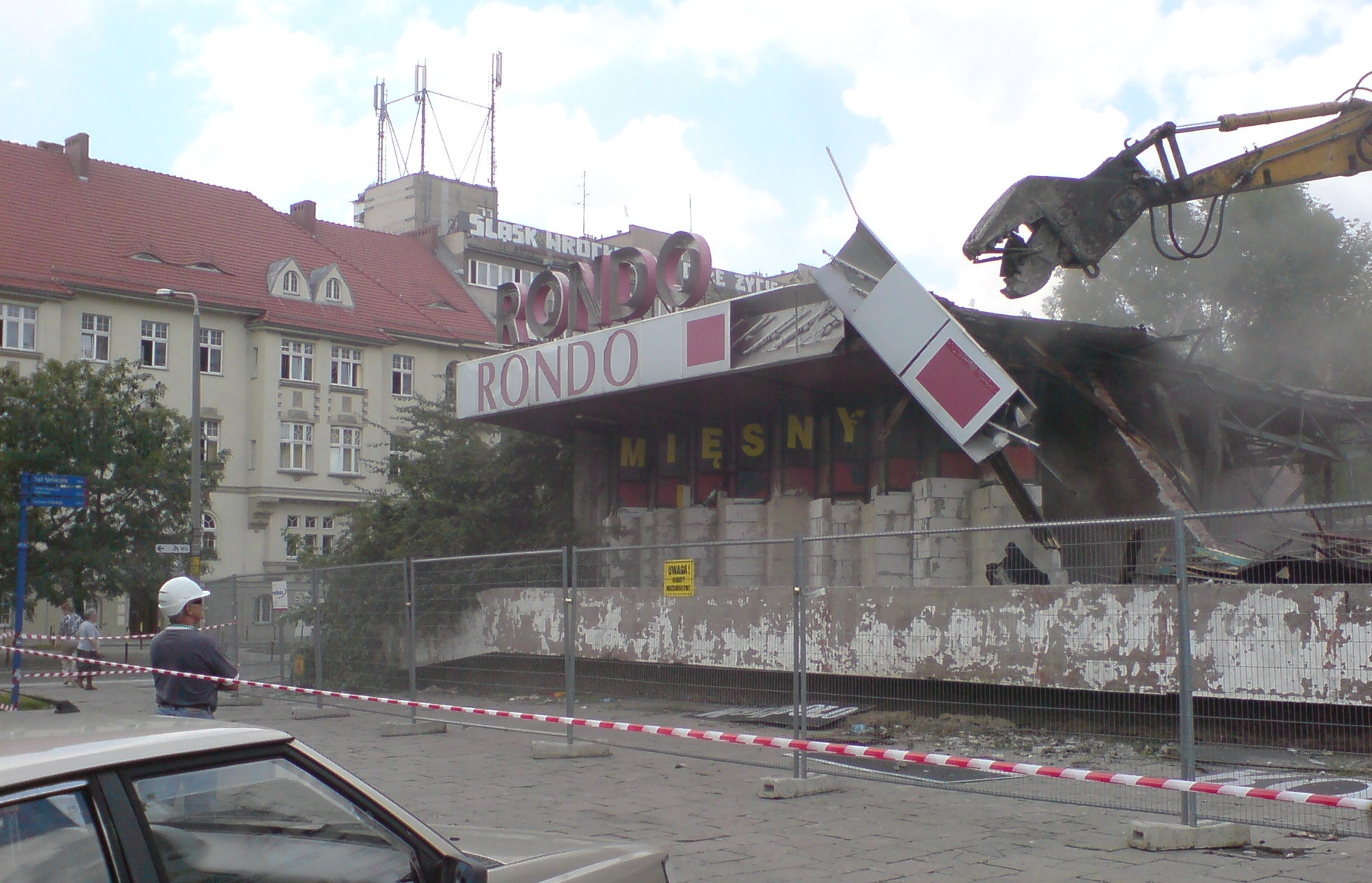
Rozbiórka pawilonu Rondo

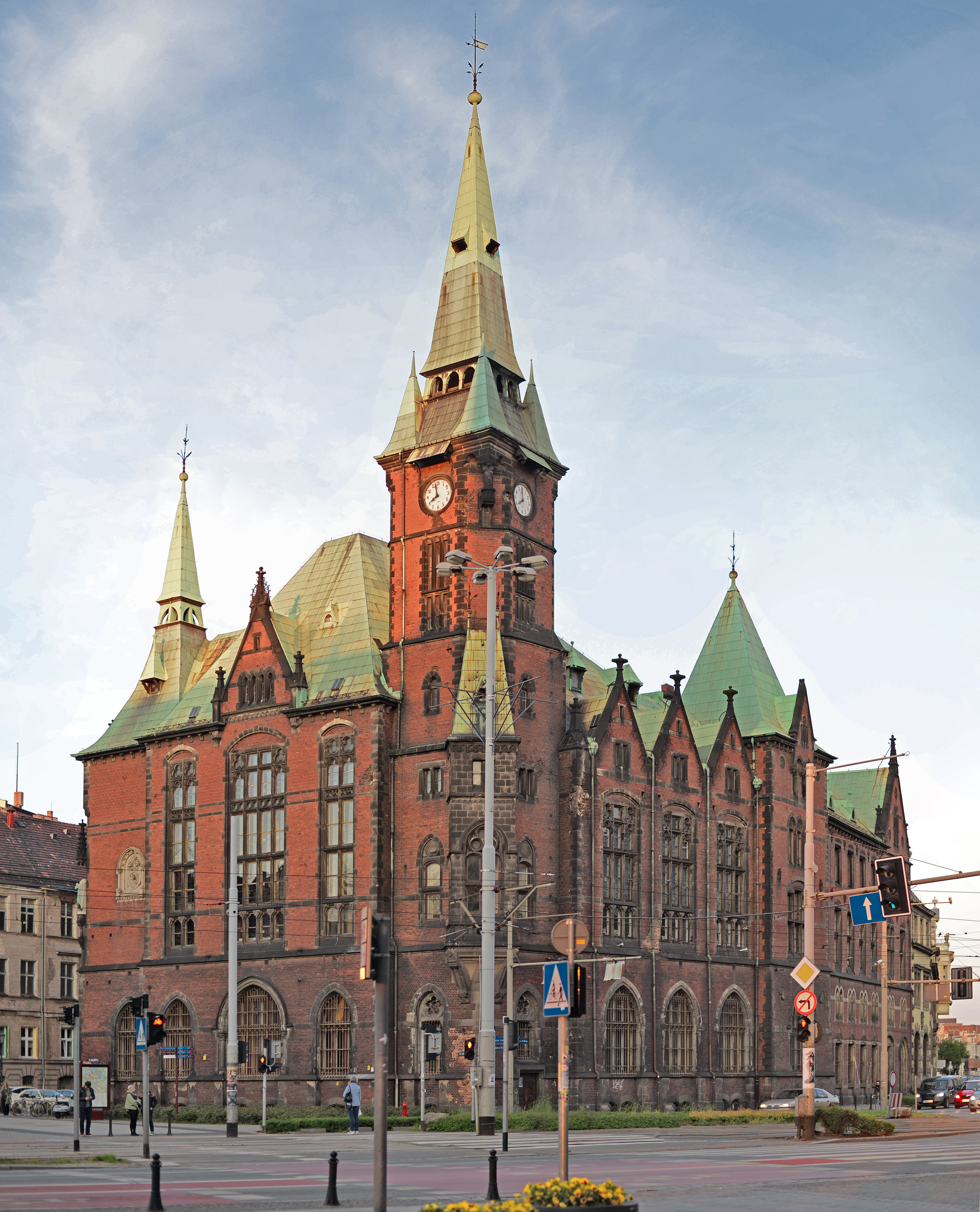
Stara biblioteka uniwersytecka przy ul. Szajnochy

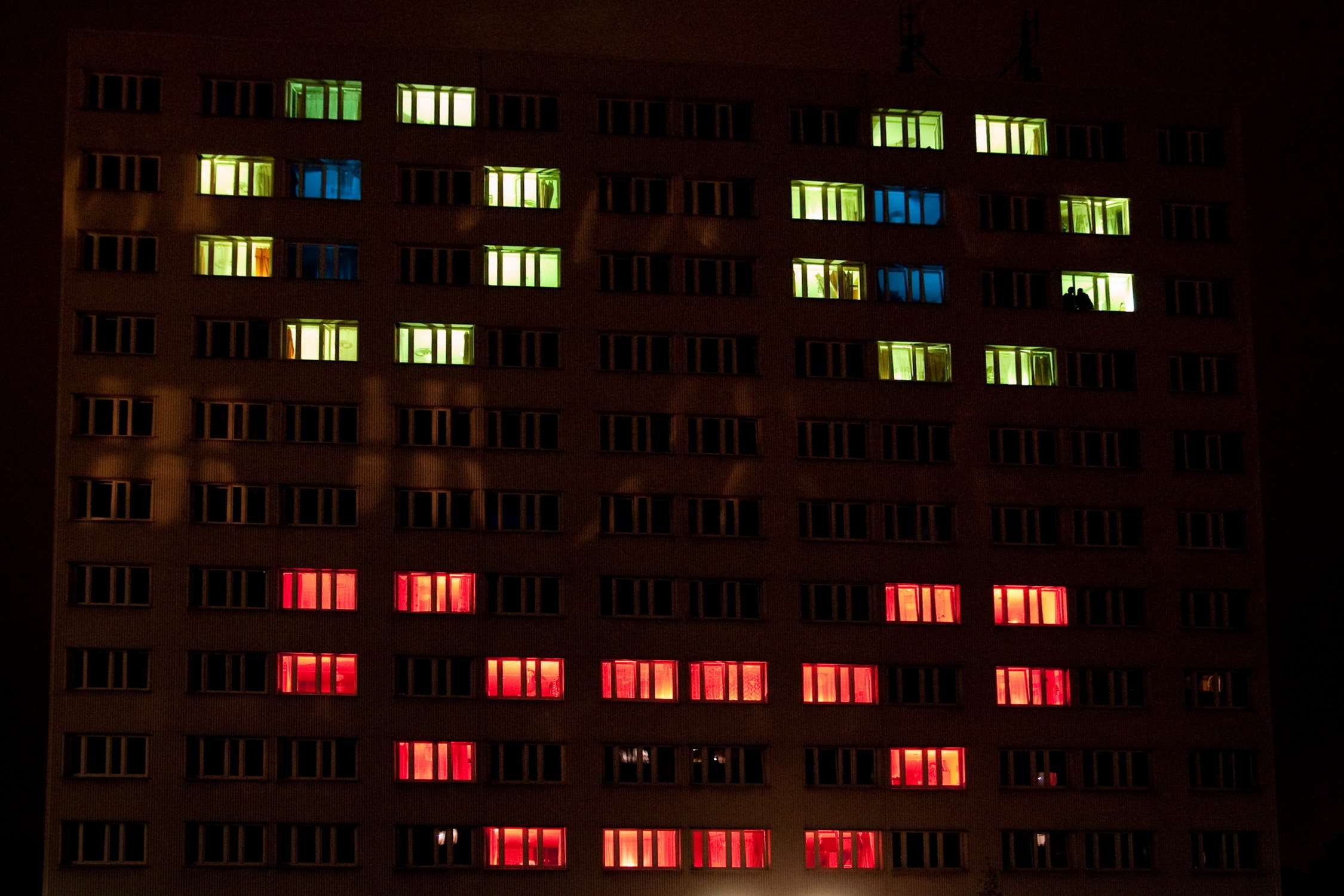
Potężny Indeksowany Wyświetlacz Oknowy na Wittigowie

- (K)   (W)  Zaczęto przyznawać Wrocławską Nagrodę Poetycką Silesius. Jako pierwsi nagrodę otrzymali Tadeusz Różewicz, Andrzej Sosnowski i Julia Szychowiak[207].
- (B)  4 stycznia zanotowano najniższą temperaturę we Wrocławiu w roku 2008 – −10,0 °C[208].
- (L)  W lutym miał miejsce strajk pracowników biblioteki uniwersyteckiej przeciw niskim wynagrodzeniom i złym warunkom pracy[209].
- (I)   (S)  16 lutego otwarto Aquapark przy ulicy Borowskiej, w miejscu części Wzgórza Andersa. Nowością były strefy saun[210].
- (K)  W marcu minister kultury Bogdan Zdrojewski przekazał miastu Wrocław Wytwórnię Filmów Fabularnych[209].
- (T)   (I)   (U)  15 marca oddano do użytku Rondo Reagana, punkt przesiadkowy dla pasażerów komunikacji miejskiej na Placu Grunwaldzkim[211].
- (K)  29 marca na Scenie na Świebodzkim miała miejsce premiera dramatu Sprawa Dantona w reżyserii Jana Klaty. Był to jeden z najczęściej nagradzanych spektakli Teatru Polskiego[77][212].
- (D)  2 maja zmarł Wojciech Dzieduszycki, artysta i aktor związany z Wrocławiem[213].
- (N)  18 maja po raz pierwszy zaprezentowano Potężny Indeksowany Wyświetlacz Oknowy (P. I. W. O.) – zaprogramowane sterowanie światłami w oknach domów studenckich. Pierwszą pokazaną animacją był pies Reksio. Animacje pokazywane są podczas juwenaliów[214].
- (S)  24 maja po meczu z Wartą Poznań (3:2) zespół WKS Śląsk po siedmiu latach powrócił do pierwszej ligi piłki nożnej[215].
- (I)  28 maja zapadła decyzja o rozbiórce pawilonu „Rondo” na placu Powstańców Śląskich[216].
- (W)  24 czerwca laureatem nagrody Civitate Wratislaviensi Donatus został Dalajlama XIV[217].
- (D)  24 czerwca przed Sądem Apelacyjnym we Wrocławiu odbyła się rozprawa w sprawie świdnickiego gangu bokserów, najgroźniejszego gangu na Dolnym Śląsku. Najwyższy wyrok otrzymał przywódca gangu Stanisław Staszuk – 12 lat pozbawienia wolności[218].
- (K)  28 czerwca rozpoczęła się pierwsza edycja festiwalu kultury alternatywnej „Podwodny Wrocław”[219].
- (B)  11 lipca zanotowano najwyższą temperaturę we Wrocławiu w ciągu roku – +32,0 °C[208].
- (E)   (C)  24 września kanclerz Niemiec Angela Merkel została wyróżniona doktoratem honoris causa Politechniki Wrocławskiej za osiągnięcia w chemii teoretycznej[220][221].

### 2009
- (B)  W roku 2009 były 43 dni burzowe, co było najwyższym wynikiem co najmniej od roku 1964[52].

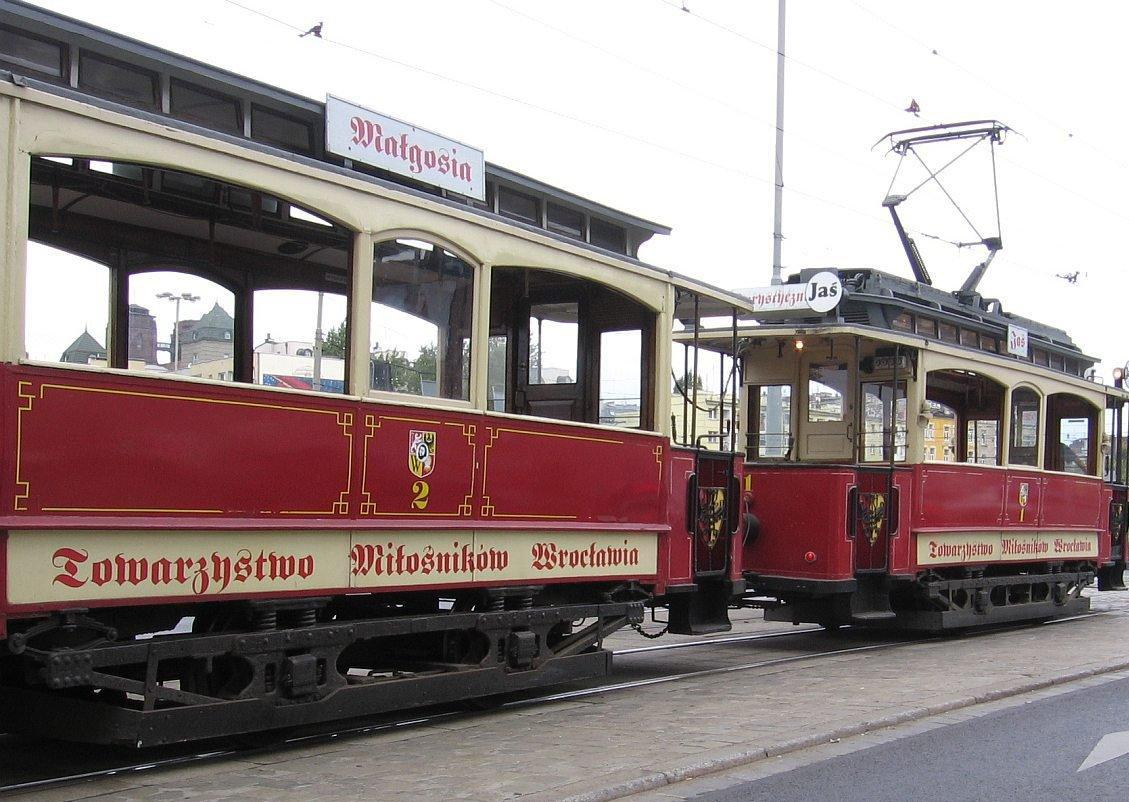
Tramwaj Jaś i Małgosia

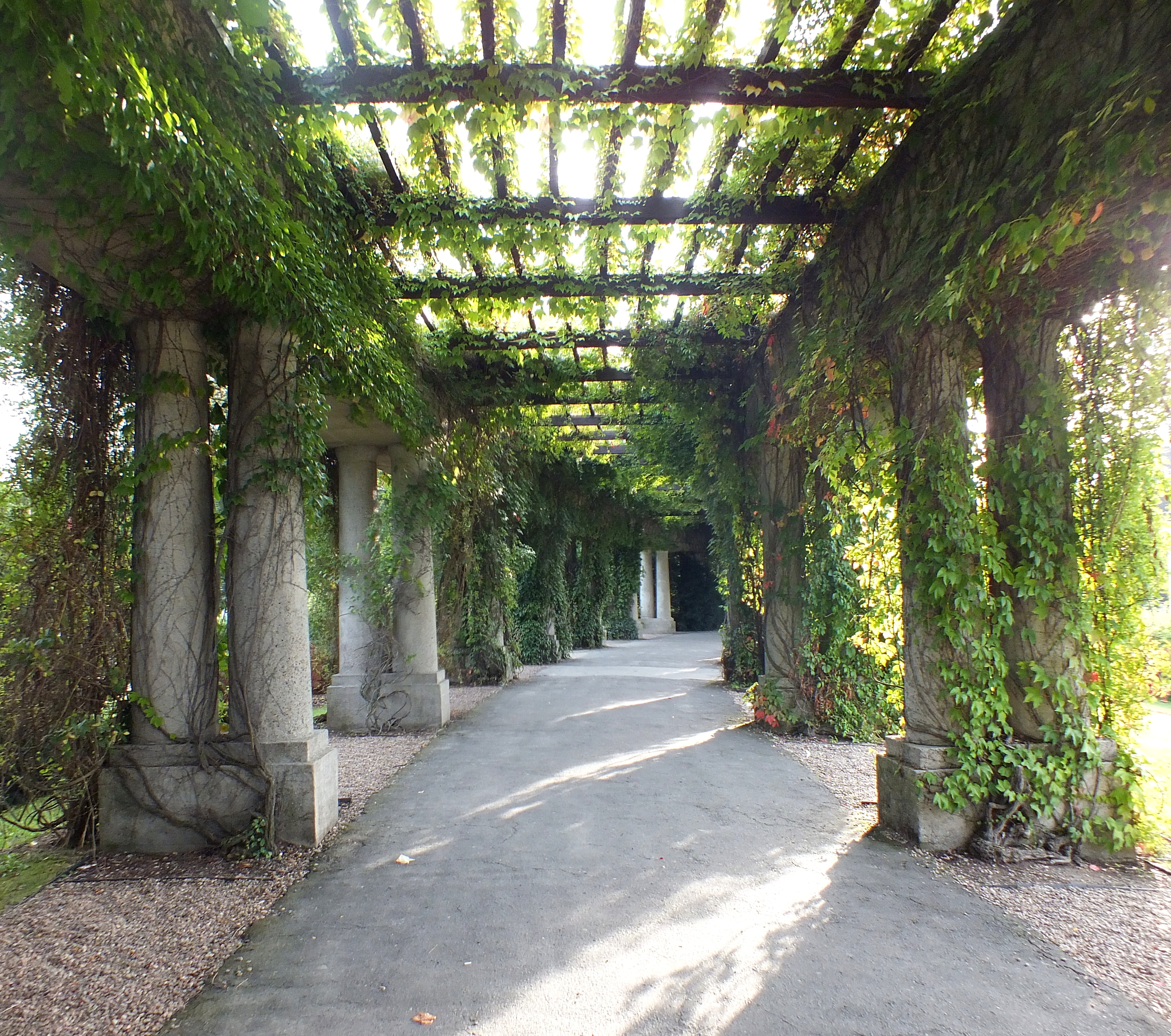
Pergola we Wrocławiu

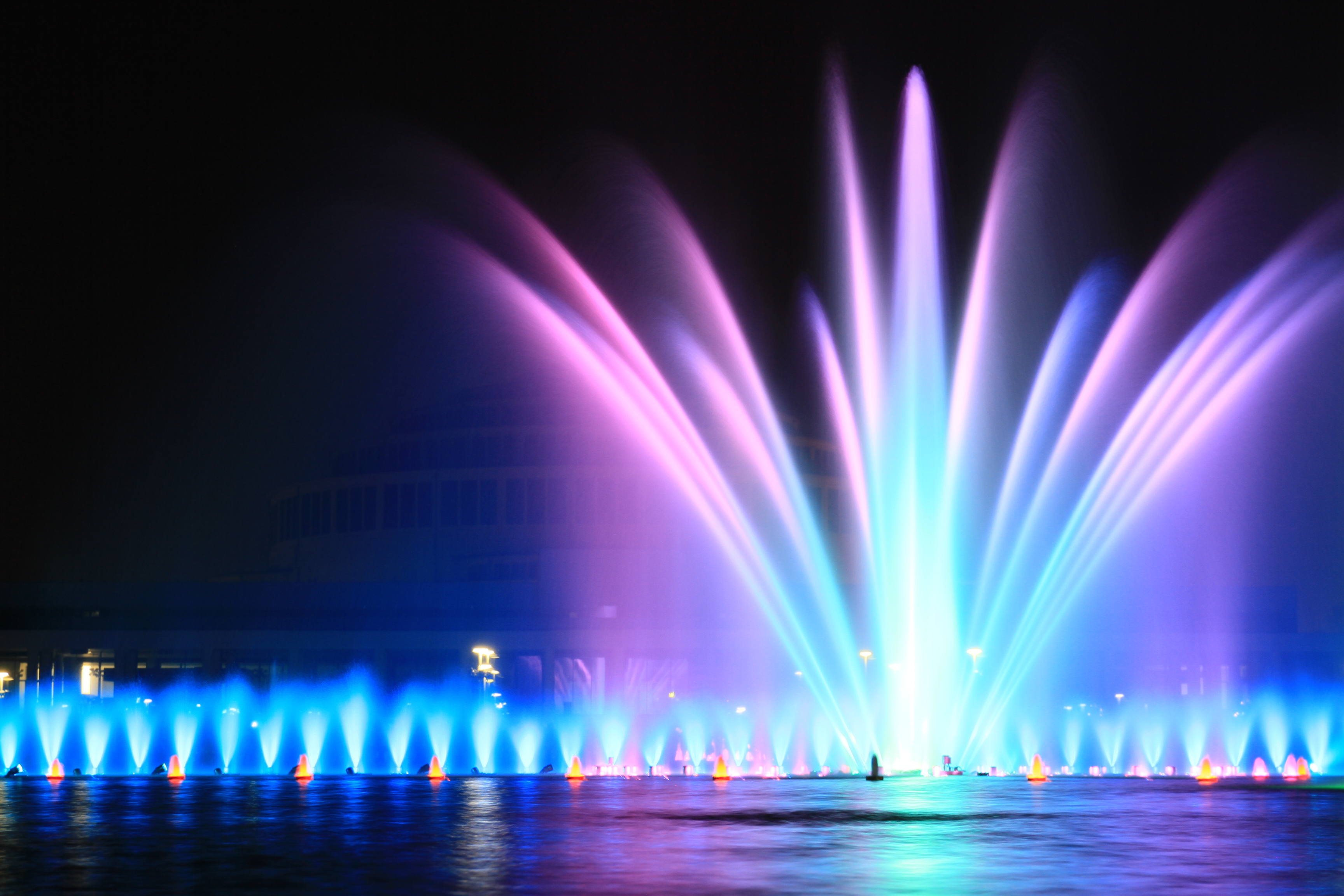
Fontanna multimedialna we Wrocławiu

- (E)   (K)  Od początku roku rozpoczął działanie ośrodek historyczny „Pamięć i przyszłość”. Do roku 2016 ośrodek funkcjonował jako instytucja samorządowa[222].
- (T)  Po wyremontowaniu linii kolejowej przywrócono połączenie kolejowe Wrocławia z Trzebnicą. Od roku 2010 liczba kursów wzrosła do 10. W ciągu pierwszego roku trasą trzebnicką przewieziono 200 tys. pasażerów[223][224].
- (B)  7 stycznia zanotowano najniższą temperaturę we Wrocławiu w roku 2009 – −22,1 °C[225].
- (D)  24 marca po trwającym kilka lat śledztwie Sąd Okręgowy we Wrocławiu skazał Piotra S. ps. „Szadok” na 7 lat pozbawienia wolności za kierowanie grupą przestępczą[128].
- (S)  24 maja po zwycięstwie nad Wartą Poznań 3:2 Śląsk Wrocław powrócił do ekstraklasy piłki nożnej[226].
- (Z)   (I)  4 czerwca otworzono wyremontowaną wrocławską pergolę i utworzono największą w Polsce fontannę multimedialną o wysokości wystrzału wody 40 metrów[227][228].
- (W)  24 czerwca nagrodę Civitate Wratislaviensis Donatus otrzymała poetka Urszula Kozioł[54].
- (D)   (T)  4 lipca na placu Grunwaldzkim tramwaj turystyczny Jaś i Małgosia zderzył się z tramwajem liniowym nr 74. W wypadku rannych zostało 9 osób, w tym 7-letni chłopiec[229].
- (D)  27 lipca 2009 w Konstancinie zmarł Igor Przegrodzki, aktor Teatru Polskiego we Wrocławiu[230].
- (B)  2 sierpnia zanotowano najwyższą temperaturę we Wrocławiu w ciągu roku – +33,1 °C[225].
- (S)  7 września rozpoczęły się Mistrzostwa Europy w Koszykówce Mężczyzn EuroBasket, których część rozgrywano we wrocławskiej Hali Stulecia[231].
- (S)  25 września rozpoczęły się Mistrzostwa Europy Kobiet w Piłce Siatkowej rozgrywane również w Hali Stulecia we Wrocławiu[232].
- (L)  24 października przez ulice Wrocławia po raz pierwszy przeszedł marsz równości środowisk LGBT. Udział wzięło około 300 uczestników. Równolegle odbył się marsz środowisk nacjonalistycznych[233].
- (H)  W grudniu na wrocławskim Rynku odbył się pierwszy Jarmark Bożonarodzeniowy[234].

### 2010

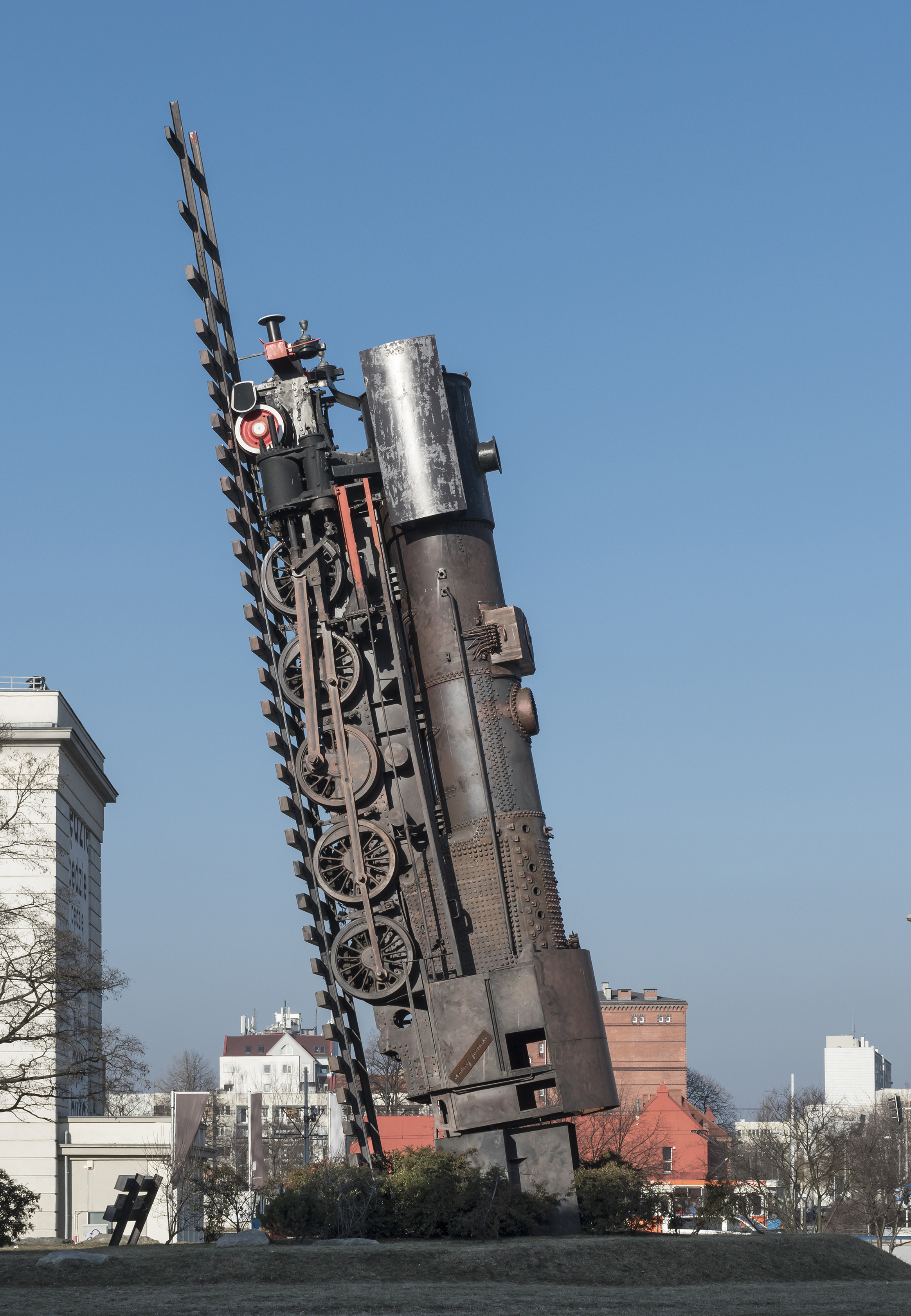
Pociąg do nieba

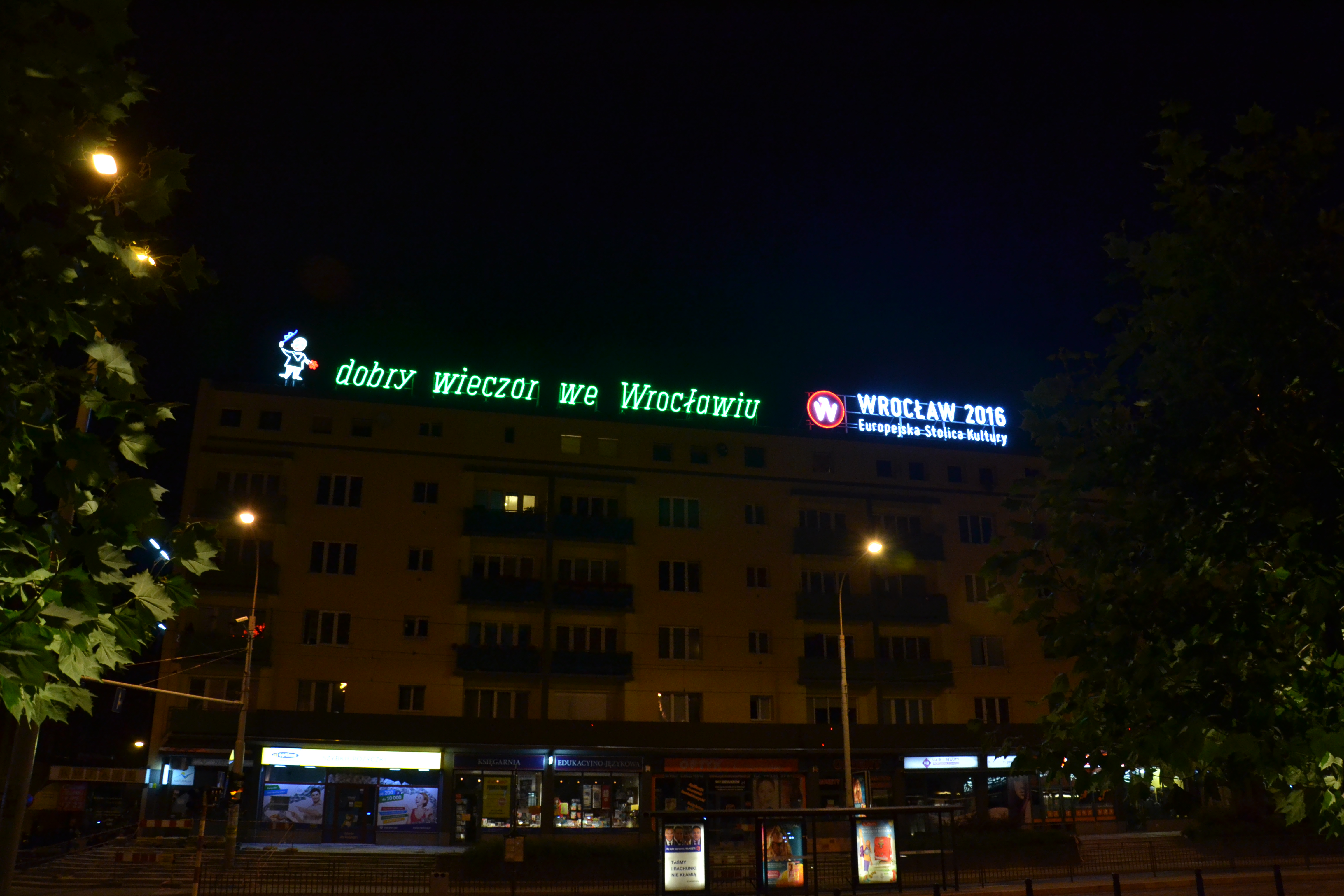
Neon Dobry wieczór we Wrocławiu

- (B)  Średnia roczna temperatura we Wrocławiu wyniosła +8,7 °C, co było najniższym wynikiem co najmniej od roku 1964[52].
- (K)   (I)  W związku z remontem Dworca Głównego we Wrocławiu zlikwidowano działające tam od 1947 kino „Dworcowe”, będące najdłużej działającym kinem na dworcu w powojennej Polsce[235].
- (K)  Przy placu Strzegomskim powstała instalacja „Pociąg do nieba” Andrzeja Jarodzkiego, składająca się z zabytkowego parowozu Ty2-1035 z 1944 roku ustawionego pionowo na fragmencie toru[236].
- (B)  26 stycznia zanotowano najniższą temperaturę we Wrocławiu w roku 2010 – −21,0 °C[237].
- (N)  2 lutego rektorzy uczelni wyższych Wrocławia: Akademii Medycznej, Uniwersytetu Wrocławskiego, Uniwersytetu Ekonomicznego i Uniwersytetu Przyrodniczego podpisali tzw. Deklarację Pawłowicką, w której strony wyraziły chęć integracji uczelni i prowadzenia wspólnych badań. Deklaracji nie podpisała Politechnika Wrocławska[238].
- (K   (U  W maju zamknięto istniejące od roku 1976 kino Warszawa i rozpoczęto prace nad trzecim już budynkiem w tym miejscu[239].
- (C)   (P)  7 kwietnia we Wrocławiu przy ul. Szkockiej otwarto konsulat Republiki Czeskiej[240].
- (T)  1 maja wprowadzono we Wrocławiu elektroniczną Wrocławską Kartę Miejską o nazwie URBANCARD, będącą głównie biletem na środki wrocławskiej komunikacji miejskiej[241].
- (D)   (B)  22 maja przez miasto przeszła kulminacyjna fala na Odrze, wylała także rzeka Ślęza na Kozanowie[242].
- (W)  24 czerwca przyznano tradycyjnie nagrodę Civitate Wratislaviensis Donatus, a otrzymali ją Aleksandra Natalli-Świat, Jerzy Szmajdziński i Władysław Stasiak, ofiary katastrofy smoleńskiej[243].
- (B)  17 lipca zanotowano najwyższą temperaturę we Wrocławiu w ciągu roku – +35,0 °C[237].
- (K)  14 sierpnia po raz pierwszy miał miejsce koncert z cyklu Męskie Granie. Impreza odbyła się w Browarze Mieszczańskim[244].
- (F)  21 sierpnia w Gazecie Wrocławskiej ukazała się informacja prasowa „Libacja na skwerku”, która weszła do historii memów internetowych[245].
- (D)  5 września w rejonie ul. Klasztornej na Wojszycach zatrzymano Andrzeja Ś., niebezpiecznego gwałciciela, który zgwałcił ponad 5 kobiet[246].
- (U)  1 października o 20:10 po remoncie odsłonięto neon Dobry wieczór we Wrocławiu. Wydarzenie oglądało 200 osób[247].
- (T)  4 października w środkach komunikacji miejskiej zamontowano po raz pierwszy elektroniczne automaty biletowe[248].
- (C)   (P)  8 października we Wrocławiu przy ul. Włodkowica otworzono konsulat honorowy Republiki Włoskiej[249].
- (A)  21 listopada w pierwszej turze wyborów samorządowych prezydentem Wrocławia na trzecią kadencję został Rafał Dutkiewicz, dobywając 71,03% głosów[250].

## Lata 2011–2020

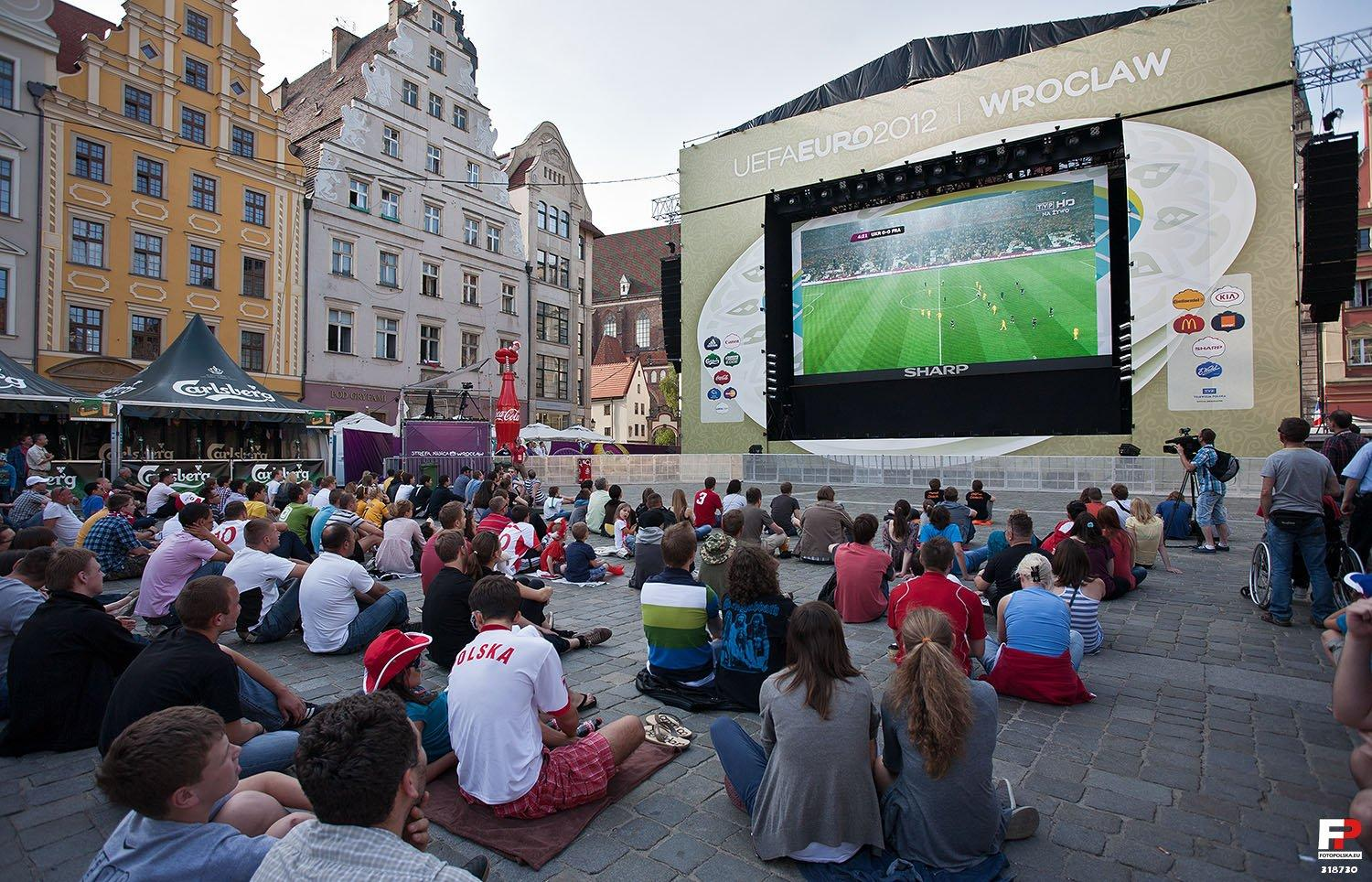
Strefa kibica podczas EURO 2012

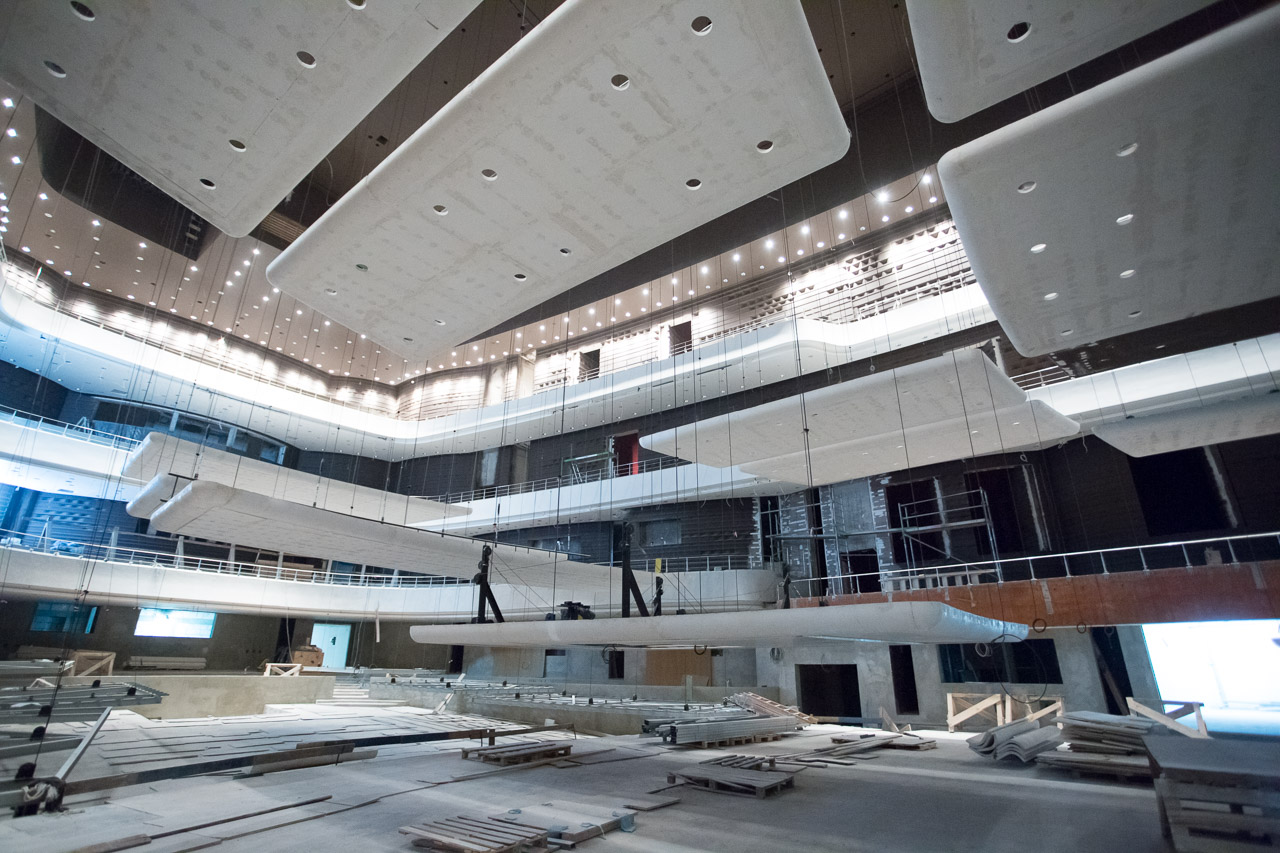
Główna sala koncertowa Narodowego Forum Muzyki

### 2011

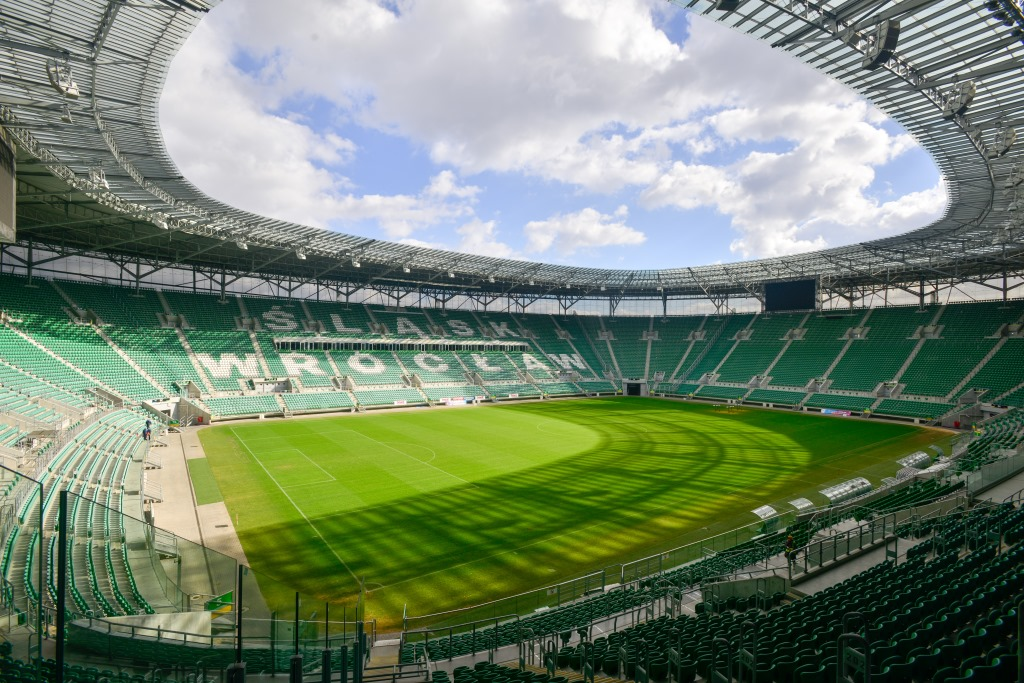
Stadion miejski we Wrocławiu

- (L)  6 stycznia przez miasto przeszedł po raz pierwszy Orszak Trzech Króli. Trasa przemarszu: Ostrów Tumski – Most Piaskowy – Galeria Dominikańska – Oławska – Rynek. Udział wzięło 5 tys. osób[251].

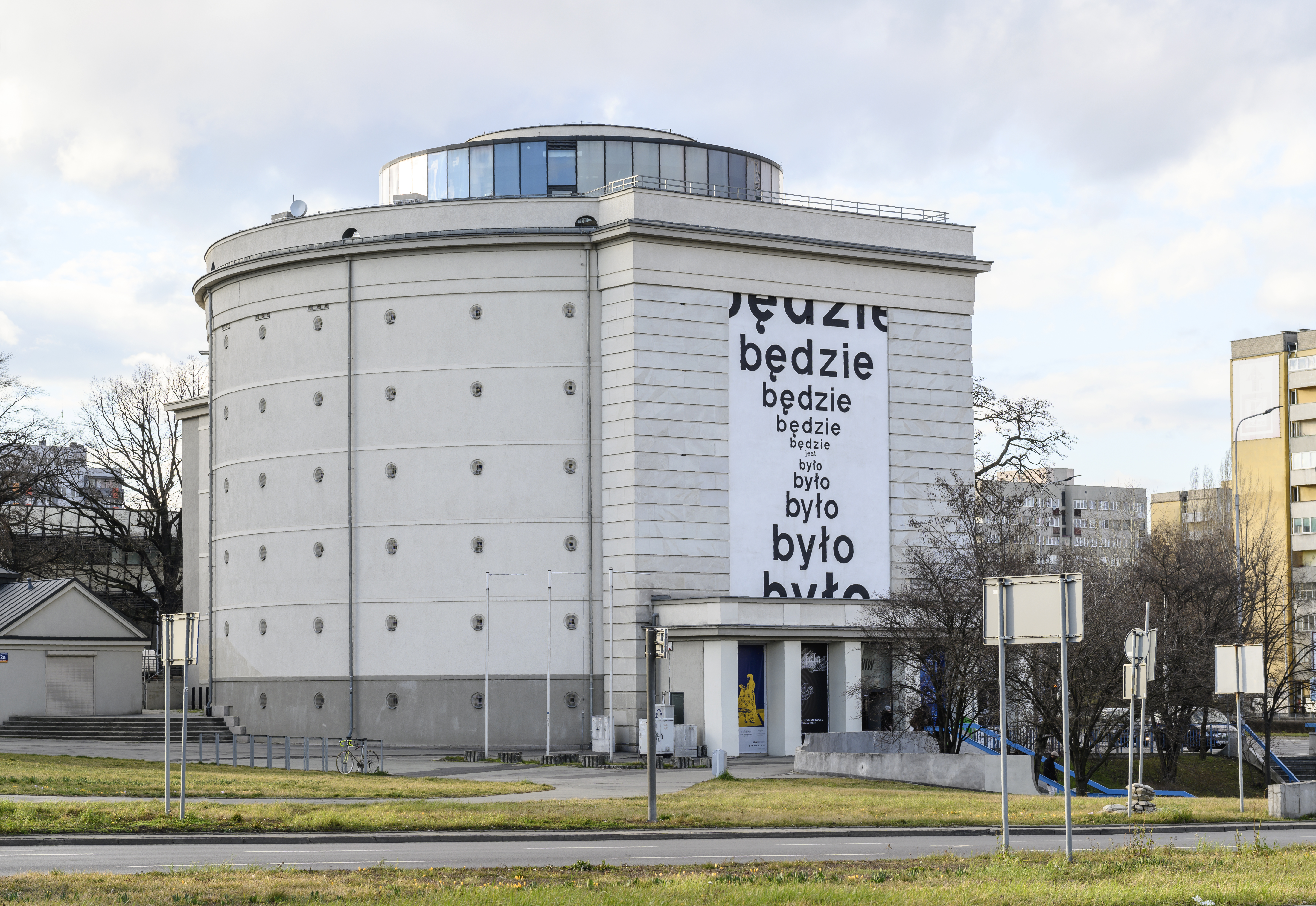
Muzeum Współczesne

- (T)  W lutym zamontowano elektroniczne automaty biletowe we wszystkich pojazdach wrocławskiego przedsiębiorstwa komunikacyjnego[248].
- (L)  5 lutego Rafał Dutkiewicz został wybrany prezesem stowarzyszenia Obywatelski Dolny Śląsk[151].
- (B)  24 lutego zanotowano najniższą temperaturę we Wrocławiu w roku 2011 – −17,4 °C[252].
- (D)  17 maja zmarła Ewa Szumańska – pisarka, reportażystka, satyryczka, związana ze Studiem 202[253].
- (T)  1 czerwca po dwuletniej przerwie spowodowanej wypadkiem i remontem na tory powrócił zabytkowy tramwaj Jaś i Małgosia[254].
- (T)  8 czerwca zainaugurowano sieć Wrocławskiego Roweru Miejskiego[255].
- (K)   (C)  21 czerwca Wrocław został wybrany na Europejską Stolicę Kultury roku 2016, wyprzedzając m.in. Katowice i Lublin[256].
- (W)  24 czerwca nagrodę Civitate Wratislaviensis Donatus otrzymał polityk i dysydent Władysław Frasyniuk[54].
- (B)  17 lipca zanotowano najwyższą temperaturę we Wrocławiu w ciągu roku – +31,0 °C[252].
- (K)  25 sierpnia zamknięto kino „Lwów” (do 1989 „Przodownik”) przy ul. Hallera. Kino mogło pomieścić 500 widzów[257].
- (I)   (T)  30 sierpnia otworzono Autostradową Obwodnicę Wrocławia omijającą Wrocław od północy i zachodu[258].
- (K)   (U)  2 września otwarto Dolnośląskie Centrum Filmowe, wybudowane w miejscu dawnego kina Warszawa. Kino może pomieścić 600 widzów i składa się z 4 sal – „Warszawa”, „Lalka”, „Lwów” i „Polonia” (są to nazwy dawnych wrocławskich kin)[259].
- (K)  2 września we wrocławskim bunkrze z okresu drugiej wojny światowej przy placu Strzegomskim otwarto Muzeum Współczesne[260].
- (K)   (C)  8 września rozpoczął się czterodniowy Europejski Kongres Kultury. Na kongresowe wydarzenia akredytowano 15 000 osób a we wszystkich wydarzeniach kongresowych udział wzięło około 200 tys. osób[261].
- (S)   (U)  10 września zainaugurowano działalność stadionu miejskiego, miejsca rozgrywek Euro 2012. Stadion kosztował 857 milionów złotych[262].
- (T)  10 września uruchomiono linię tramwajową na Gaj współpracującą z inteligentnym systemem transportu. Przedsięwzięcie nazwano „Tramwaj Plus”[263], do jego obsługi zakupiono dwukierunkowe tramwaje Škoda 19T.
- (K)  W październiku na placu Nankiera zainicjowano Ścieżkę historii Wrocławia. Na wmurowanych w chodnik płytach przedstawiono najważniejsze wydarzenia w historii miasta[264][265].
- (P)  W przeprowadzonych 9 października wyborach parlamentarnych,  we Wrocławiu uzyskano następujące wyniki: 9 mandatów zdobyła Platforma Obywatelska (52,64%), Prawo i Sprawiedliwość – 4 mandaty i Ruch Palikota – 1 mandat[266].
- (S)  28 października Śląsk Wrocław rozegrał pierwszy mecz na stadionie miejskim i wygrał z Lechią Gdańsk 1:0[267].
- (T)  W listopadzie oddano do użytku przystanek kolejowy Wrocław Stadion na Pilczycach[268].
- (I)  W grudniu wyburzono obiekty dawnej otwartej pływalni przy ulicy Ślężnej[269].

### 2012

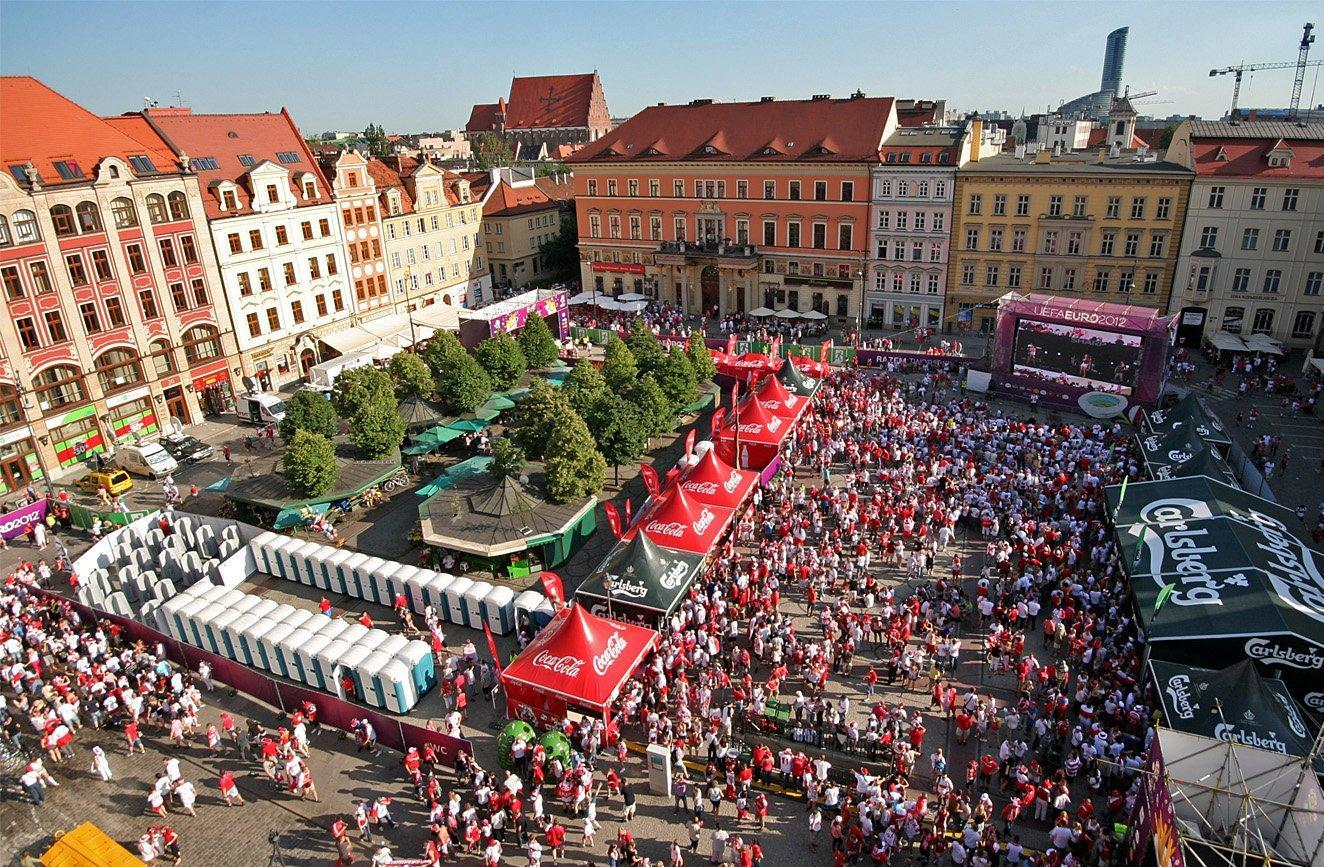
Strefa kibica na Placu Solnym

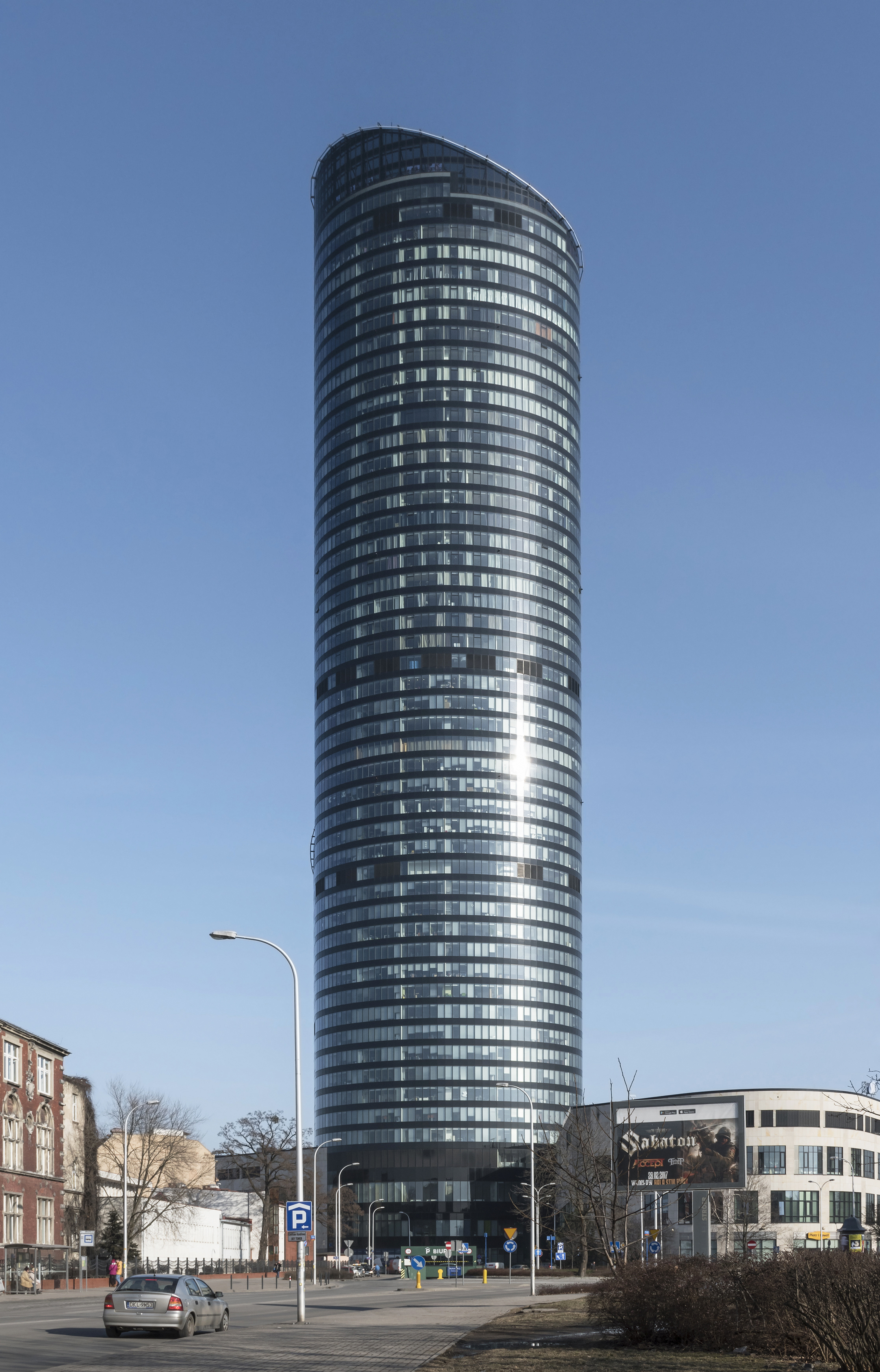
Sky Tower

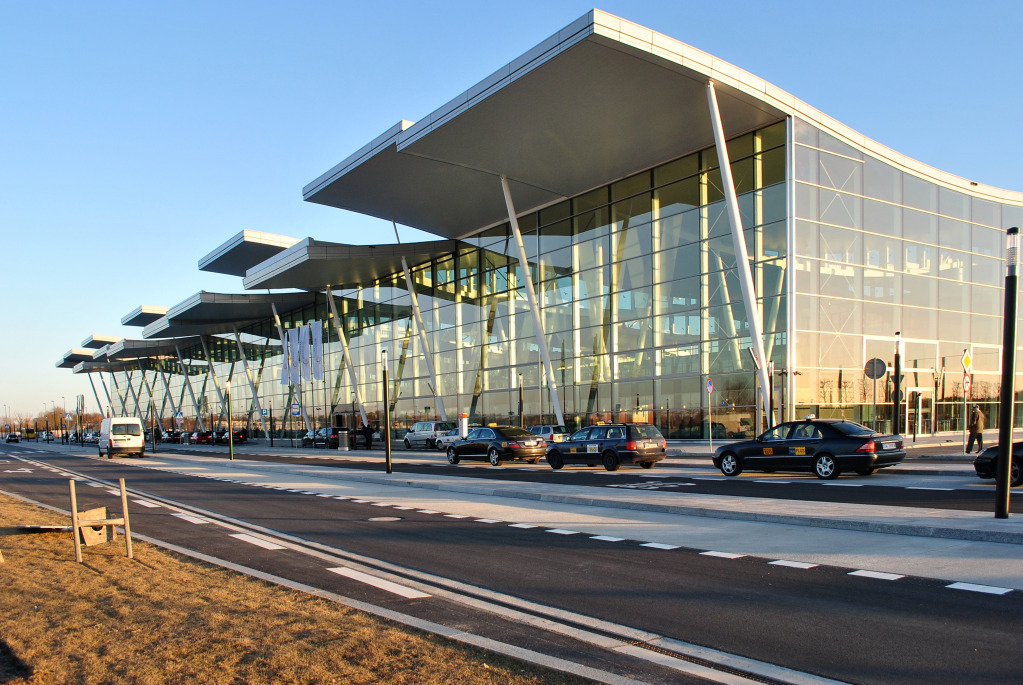
Terminal wrocławskiego lotniska

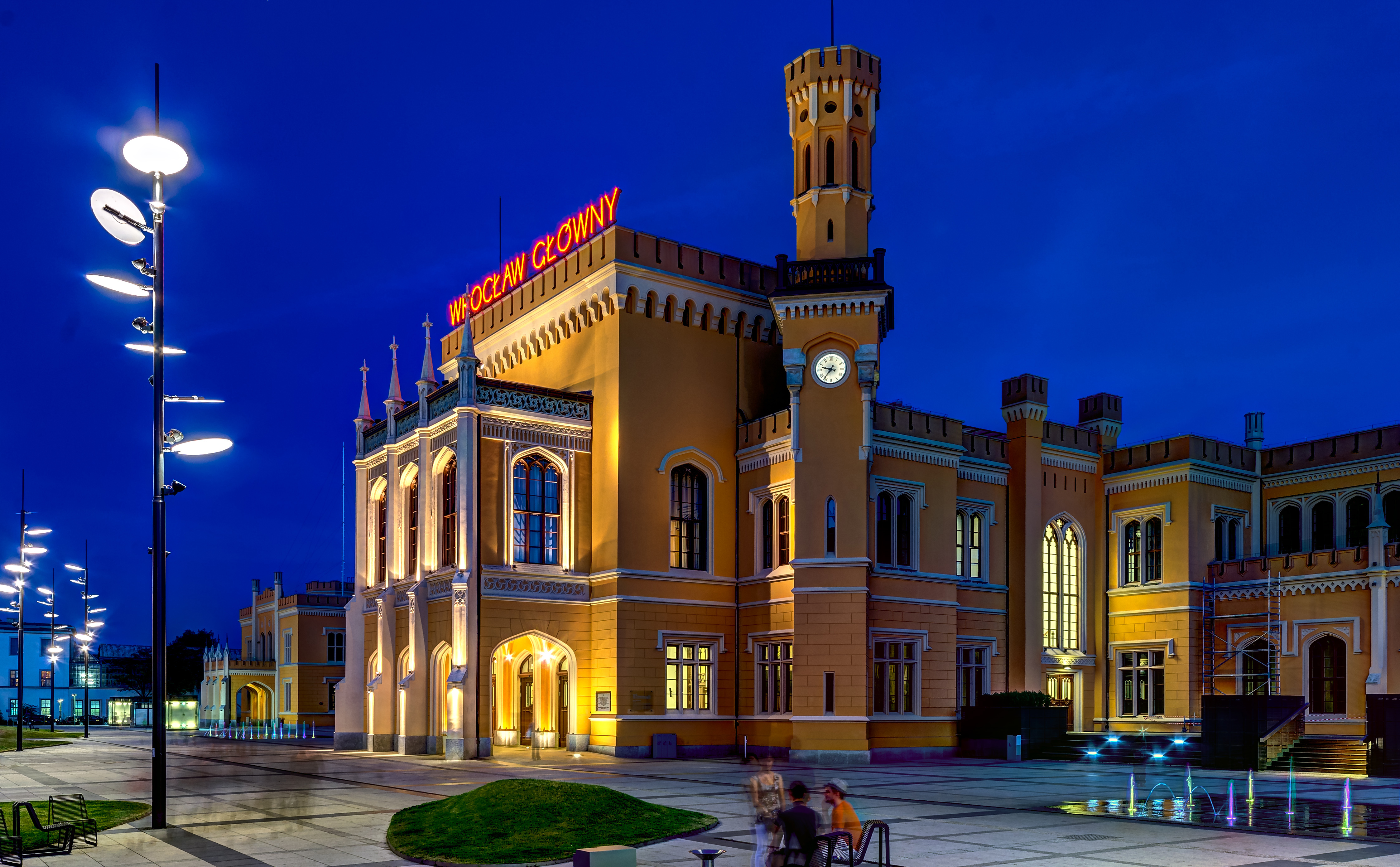
Dworzec główny po remoncie

- (B)  12 lutego zanotowano najniższą temperaturę we Wrocławiu w roku 2012 – −21,6 °C[270].
- (KI   (T)  28 lutego na wrocławskim lotnisku uroczyście otwarto nowy terminal[18].
- (T)  11 marca odprawiono pierwszego pasażera w nowo otwartym terminalu wrocławskiego lotniska[271].
- (T)  31 marca oddano do użytku linię tramwajową na Kozanów. Linia łączy m.in. stadion miejski z centrum Wrocławia[272][273].
- (T)  31 marca po raz pierwszy od powodzi we Wrocławiu w 1997 wszystkie linie tramwajowe kursowały po swoich stałych trasach[273].
- (S)  6 maja po zwycięstwie nad Wisłą Kraków 1:0, Śląsk Wrocław po raz drugi w historii zdobył tytuł mistrza Polski w piłce nożnej[274].
- (U)  23 maja otwarto najwyższy budynek we Wrocławiu Sky Tower przy ul. Powstańców Śląskich[275].
- (T)   (I)  1 czerwca po generalnym remoncie oddano do użytku dworzec Wrocław Główny[276].
- (S)  8 czerwca na stadionie miejskim rozegrano pierwszy „wrocławski” mecz EURO 2012 Rosja – Czechy[277].
- (S)   (L)  1 lipca zakończyło się Euro 2012, podczas którego Wrocław odwiedziło 700 tys. kibiców, z czego 75% zostało w mieście na dłużej niż jeden dzień. W strefie kibica pojawiło się 650 tys. kibiców[278][279].
- (W)  24 czerwca nagrodę Civitate Wratislaviensis Donatus otrzymał grafik i rzeźbiarz Eugeniusz Get-Stankiewicz[54].
- (B)  25 czerwca a następnie w lipcu w Odrze pojawiły się setki śniętych ryb i doszło do zagrożenia ekologicznego. Powodem było upalne lato i brak tlenu w wodzie[280].
- (D)  W sierpniu w szpitalu przy ul. Borowskiej doszło do tragicznej pomyłki – pacjentowi zaszyto w brzuchu chusty operacyjne w wyniku czego pacjent zmarł w kwietniu 2013[281].
- (D)  17 sierpnia na osiedlu Gaj około godziny 16:00 doszło do strzelaniny, w wyniku której ostrzelano samochód marki BMW. Były to prawdopodobnie porachunki gangów[282].
- (B)  17 sierpnia zanotowano najwyższą temperaturę we Wrocławiu w ciągu roku – +37,0 °C[270].
- (Y)  17 października 2012 imieniem Vaclava Havla nazwano rondo u zbiegu ulic Kruczej, Wielkiej i Gwiaździstej we Wrocławiu[283]
- (D)  30 listopada doszło do groźnego wybuchu gazu przy ul. Kurkowej, który zniszczył całą kamienicę[284].
- (D)  W grudniu w hotelu „Wrocław” aresztowano księdza pedofila Pawła K., który przebywał tam z 13-letnim chłopcem[285].

### 2013

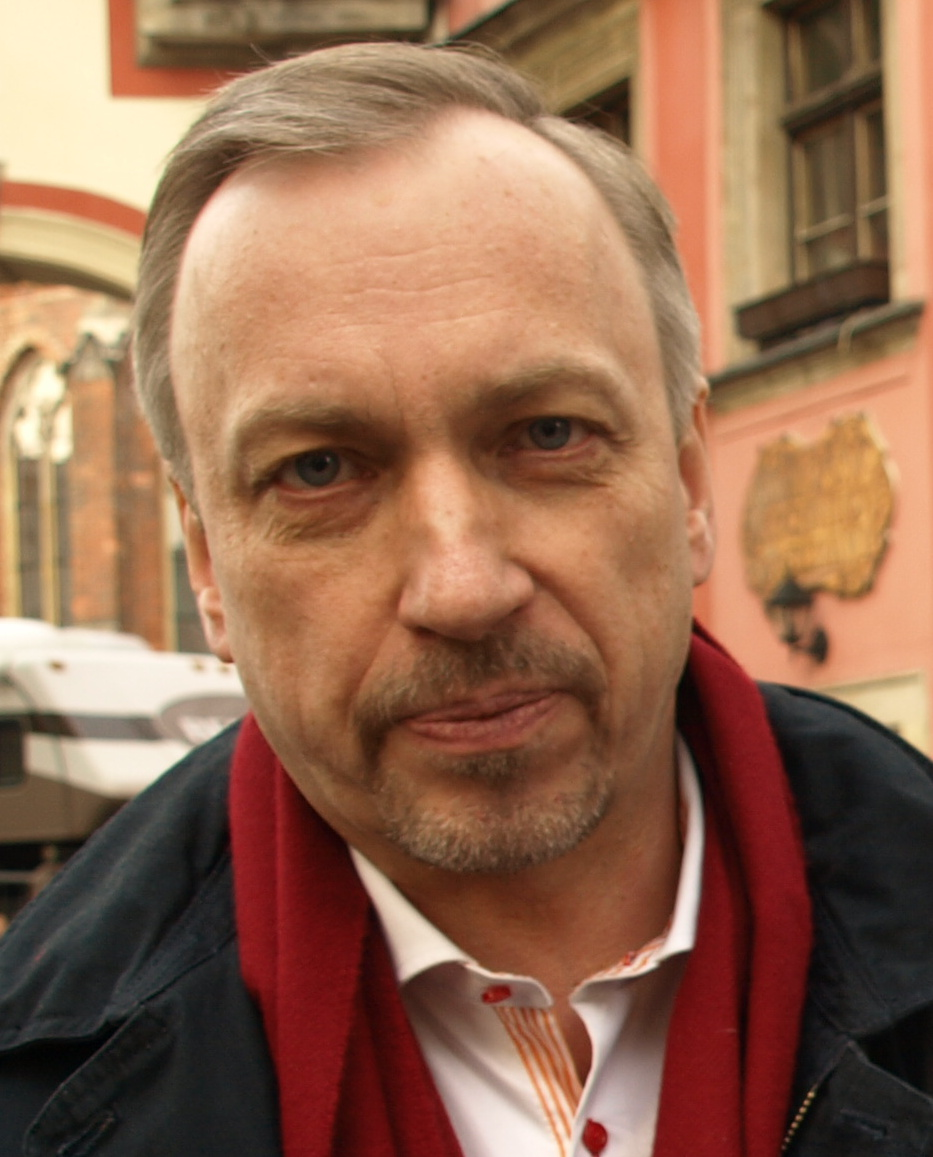
Bogdan Zdrojewski, honorowy obywatel Wrocławia 2013, wieloletni prezydent miasta

- (K)   (I)  Otwarto przebudowany i czterokrotnie powiększony budynek Teatru Muzycznego „Capitol”[286].
- (G)  Zrealizowano pilotaż budżetu obywatelskiego i wypracowano zasady, które miałyby obowiązywać w przyszłości[287].
- (S)   (G)  Miasto Wrocław zdecydowało się wykupić wszystkie udziały w Śląsku Wrocław i stało się jedynym właścicielem klubu[288].
- (C)  22 stycznia zanotowano najniższą temperaturę we Wrocławiu w roku 2013 – −14,5 °C[289].
- (N)  19 kwietnia na Politechnice Wrocławskiej miał miejsce nowatorski konkurs konstruktorów dla studentów Wroclaw Student Steel Bridge Contest 2013[290].
- (F)  22 kwietnia na terenie Wrocławia wyłączono analogowe nadawanie sygnału telewizyjnego i zastąpiono go cyfrowym[291].
- (C)  16 maja we Wrocławiu przy ul. Rzeźniczej otwarto konsulat honorowy Luksemburga[292].
- (L)  16 maja na Stadionie Olimpijskim we Wrocławiu miał miejsce europejski zlot fanów motocykli Harley-Davidson Super Rally. Udział wzięło około 10 tys. motocyklistów[293].
- (D)  W czerwcu grupa z ultraprawicowej organizacji Narodowe Odrodzenie Polski wszczęła burdę protestując przeciw wykładowi Zygmunta Baumana na Uniwersytecie Wrocławskim. Policja zatrzymała 23 osoby[294].
- (K)  11 czerwca w Hali Stulecia wystąpił angielsko-australijski zespół Dead Can Dance[295].
- (W)  24 czerwca przyznano tradycyjnie nagrodę Civitate Wratislaviensis Donatus, a otrzymał ją były prezydent miasta Bogdan Zdrojewski[296].
- (F)  1 lipca przestało nadawać Radio Traffic FM, a na jego miejscu pojawiło się Radio Zet Gold[201].
- (D)  10 lipca rzeki Bystrzyca, Ślęza i Widawa przekroczyły we Wrocławiu stan alarmowy, nie doszło jednak, wbrew obawom, do zalania miasta[297].
- (S)  11 lipca rozpoczęły się trwające 10 dni Mistrzostwa Europy Teamów Juniorów w brydżu sportowym. Zawody rozgrywano w hotelu GEM w Parku Szczytnickim[298].
- (B)  28 lipca sierpnia zanotowano najwyższą temperaturę we Wrocławiu w ciągu roku – +35,7 °C[289].
- (C)  3 października podpisano umowę partnerską z francuskim miastem Lille[22].
- (C)  2 października we Wrocławiu przy ul. Włodkowica otwarto konsulat Republiki Finlandii[299].
- (S)  20 października w Hali Stulecia rozpoczęły się Mistrzostwa Świata w Podnoszeniu Ciężarów z udziałem 400 zawodników[300].

### 2014

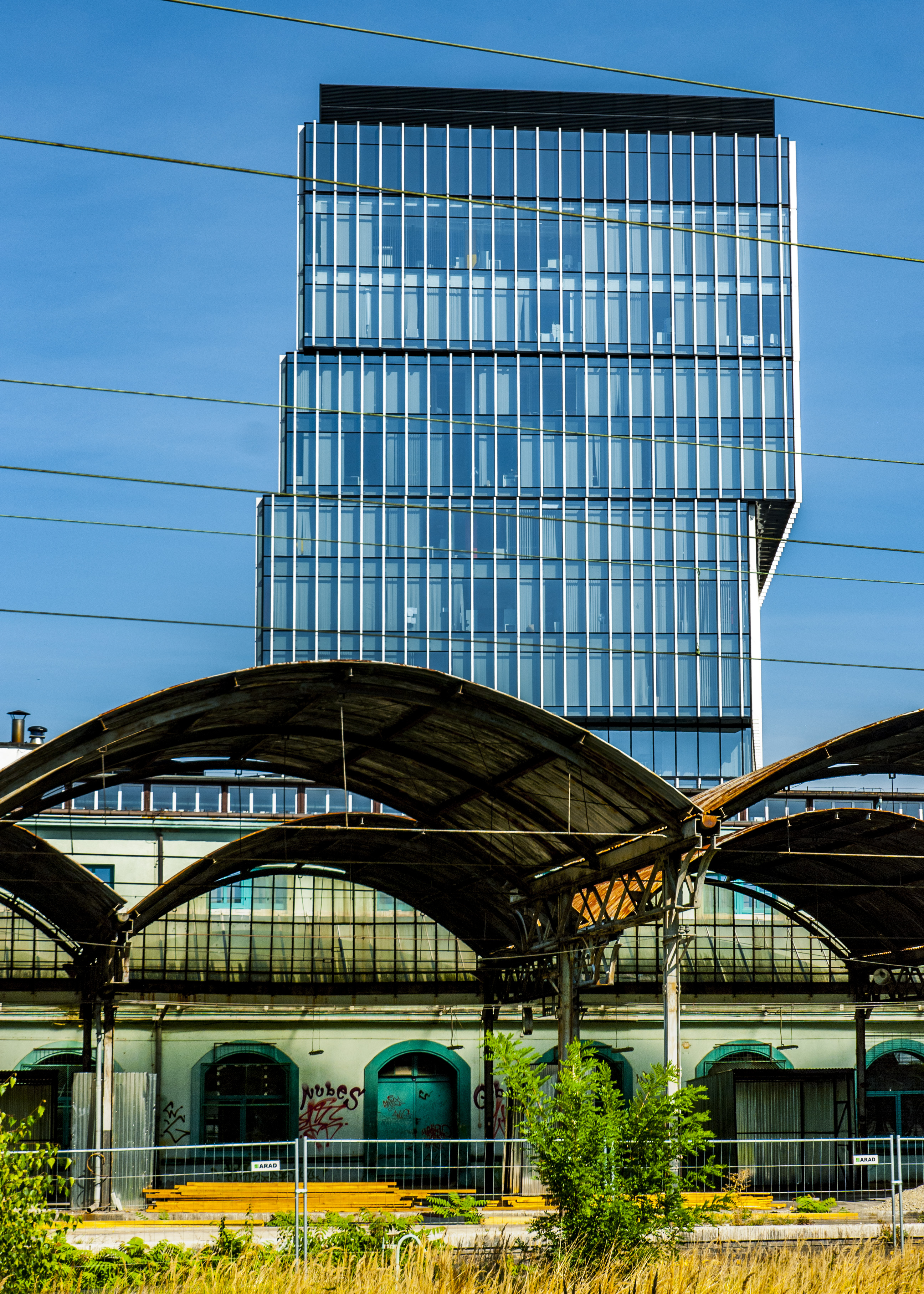
Silver Tower Centre

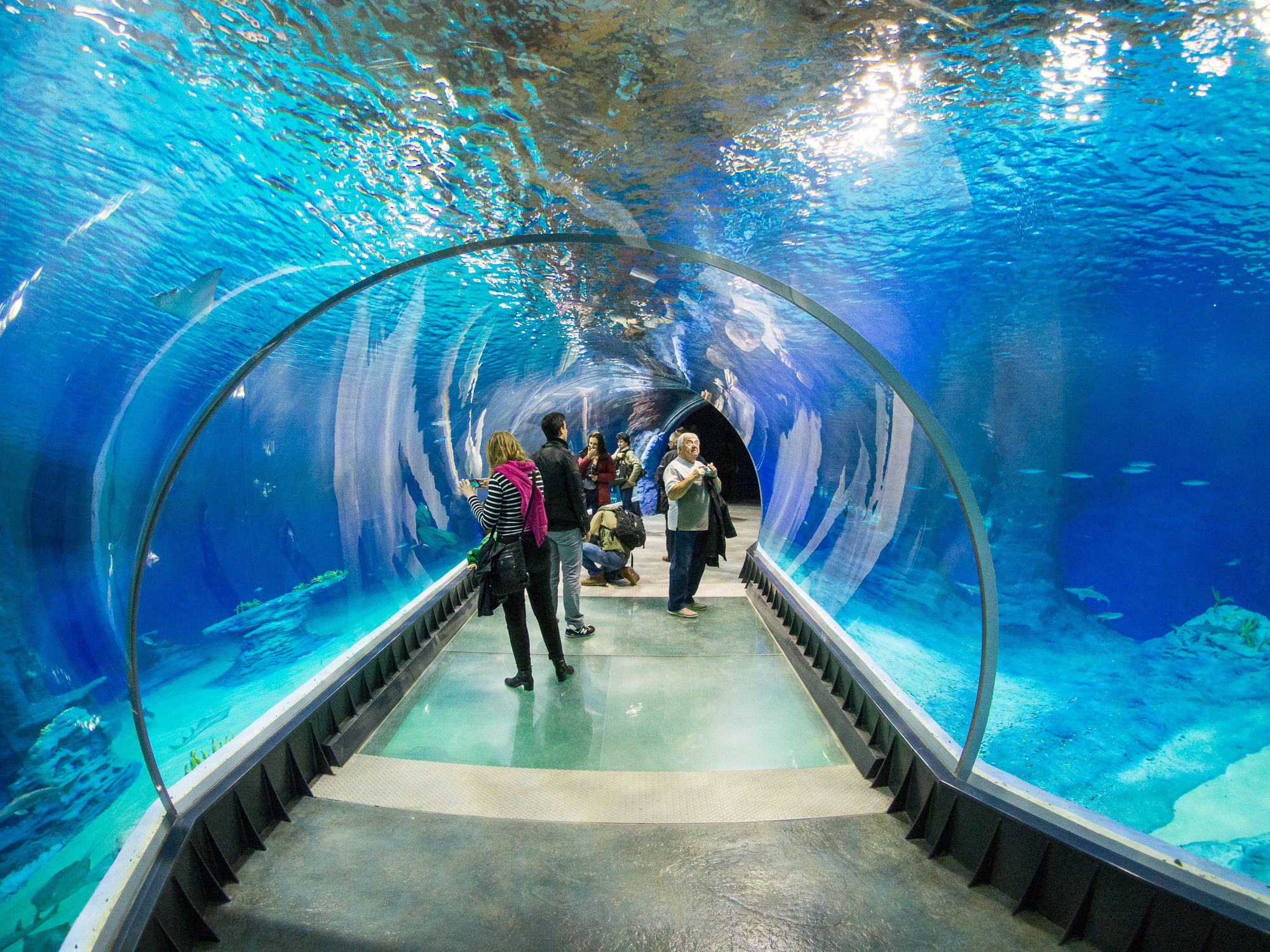
Tunel w Afrykarium

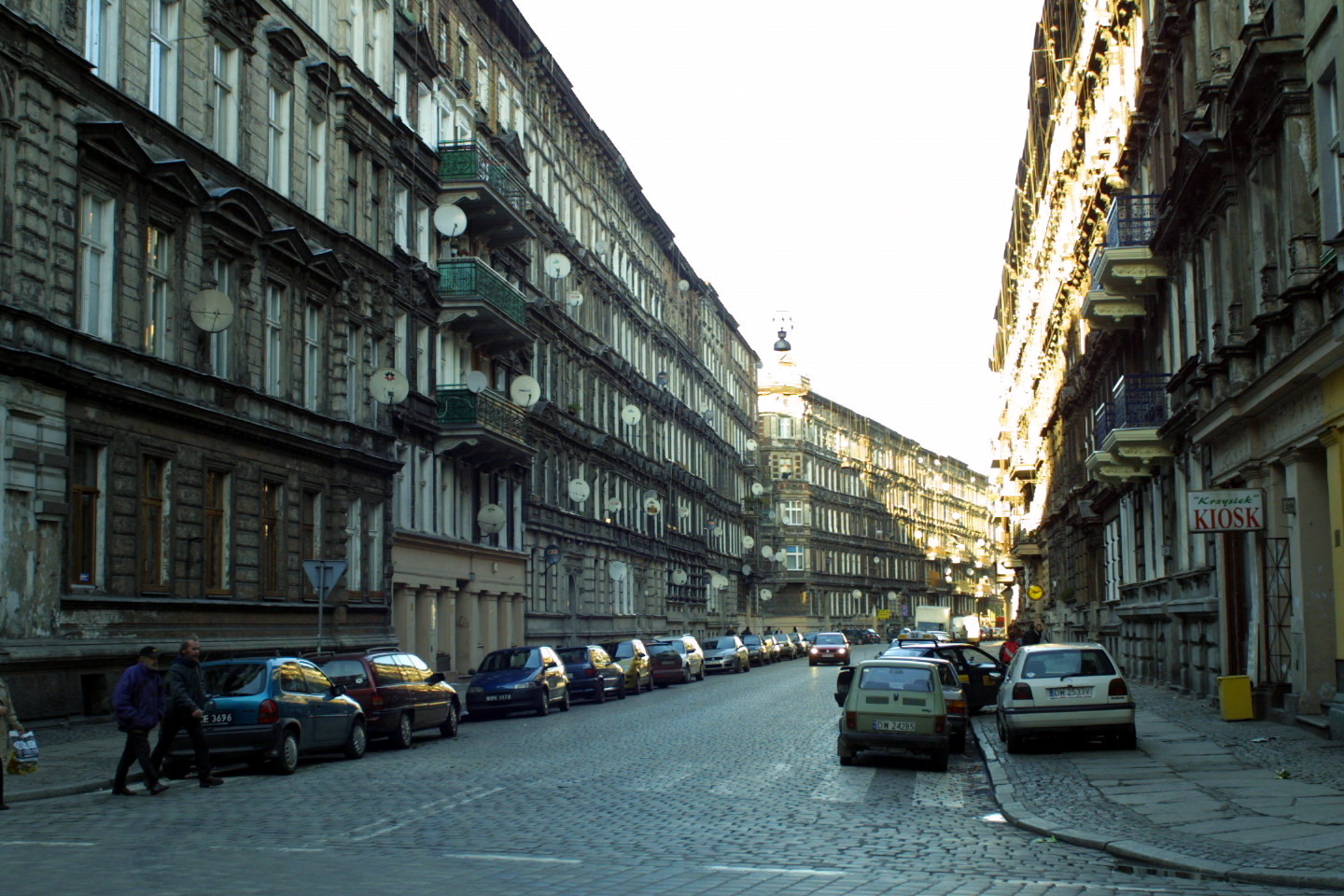
Ulica Miernicza

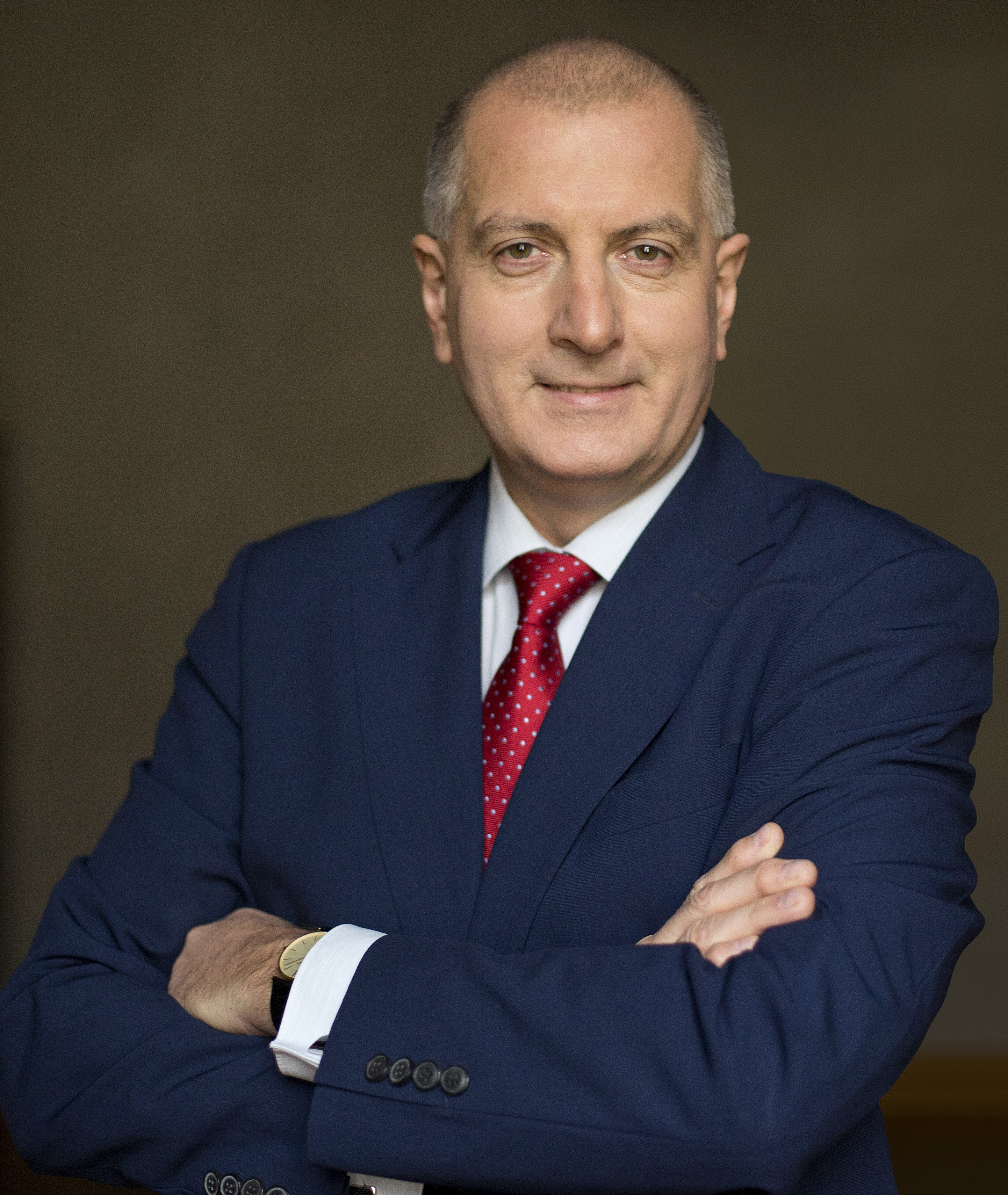
Rafał Dutkiewicz

- (B)  25 stycznia zanotowano najniższą temperaturę we Wrocławiu w roku 2014 – −13,0 °C[301].
- (C)  14 lutego przemianowano Scenę Kameralną Teatru Muzycznego „Capitol” na Scenę Ciśnień[286].
- (T)  17 lutego zrezygnowano z dodatku „plus” w nazwie tramwajów. Wbrew nadziejom urzędników miejskich nowe tramwaje 31, 32 i 33 nie jeździły szybciej niż oczekiwano, toteż zrezygnowano z dodatkowego oznaczenia[278][302].
- (L)  16 kwietnia Instytut Pamięci Narodowej zainaugurował projekt „Wrocław 1989. Mapa pamięci”, w którym wrocławianie mogli spisać swoją wersję historii wyborów czerwcowych[303].
- (B)  9 czerwca zanotowano najwyższą temperaturę we Wrocławiu w ciągu roku – +35,0 °C[301].
- (W)  4 czerwca przyznano tradycyjnie nagrodę Civitate Wratislaviensis Donatus, a otrzymał ją związany z Wrocławiem językoznawca Jan Miodek[304].
- (S)  31 sierpnia rozpoczęły się Mistrzostwa Świata w Piłce Siatkowej Mężczyzn, których faza eliminacyjna rozgrywana była również we wrocławskiej Hali Stulecia[305].
- (E)  We wrześniu rozpoczęło działalność Akademickie Liceum Ogólnokształcące Politechniki Wrocławskiej[306]
- (C)  3 września podpisano umowę partnerską z litewskim miastem Wilno[22].
- (I)  W październiku oddano do użytku budynek Silver Tower Center, który powstał na miejscu dawnego dworca autobusowego[307].
- (K)  3 października rozpoczął się dziewięciodniowy festiwal muzyki współczesnej „ISCM World Music Days” organizowany przez Międzynarodowe Towarzystwo Muzyki Współczesnej International Society for Contemporary Music[308].
- (G)  7 października ogłoszono wyniki przeprowadzonego po raz pierwszy programu budżetu partycypacyjnego. Na projekty głosowało 154 300 osób. Wygrał projekt „Rowerowy Wrocław”[309].
- (Z)   (I)  26 października we wrocławskim ogrodzie zoologicznym otwarto Afrykarium, prezentujące różne ekosystemy związane ze środowiskiem wodnym Afryki[310].
- (M)   (I)  5 listopada zakończono budowę nowego szpitala wojewódzkiego na Stabłowicach. Szpital ma 5 ha powierzchni, 2500 pomieszczeń i może pomieścić 550 łóżek dla pacjentów[311].
- (K)  11 listopada u zbiegu ulic Powstańców Śląskich, Orlej i Sępiej odsłonięto 3,6-metrowy pomnik Wojciecha Korfantego, absolwenta wrocławskiego uniwersytetu[312].
- (K)  17 listopada  na ulicy Mierniczej w Trójkącie Bermudzkim Steven Spielberg prowadził zdjęcia do swojego filmu Most szpiegów[313].
- (T)  W grudniu w związku z wprowadzeniem nowego rozkładu jazdy zlikwidowano kolejowe połączenie Wrocławia z Berlinem[314].
- (P)   (A)  1 grudnia Rafał Dutkiewicz wygrał II rundę wyborów na prezydenta Wrocławia, uzyskując poparcie 54,72%[288].
- (T)   (I)  14 grudnia oddano do użytku nowy przystanek kolejowy Wrocław Grabiszyn przy ul. Petuniowej na linii Wrocław Główny – Jelenia Góra. Oddanie stacji do użytku powiązane było z przebudową linii kolejowej z Wrocławia do Poznania, nowy przystanek czasowo był stacją końcową dla pociągów podczas remontu linii[315].

### 2015

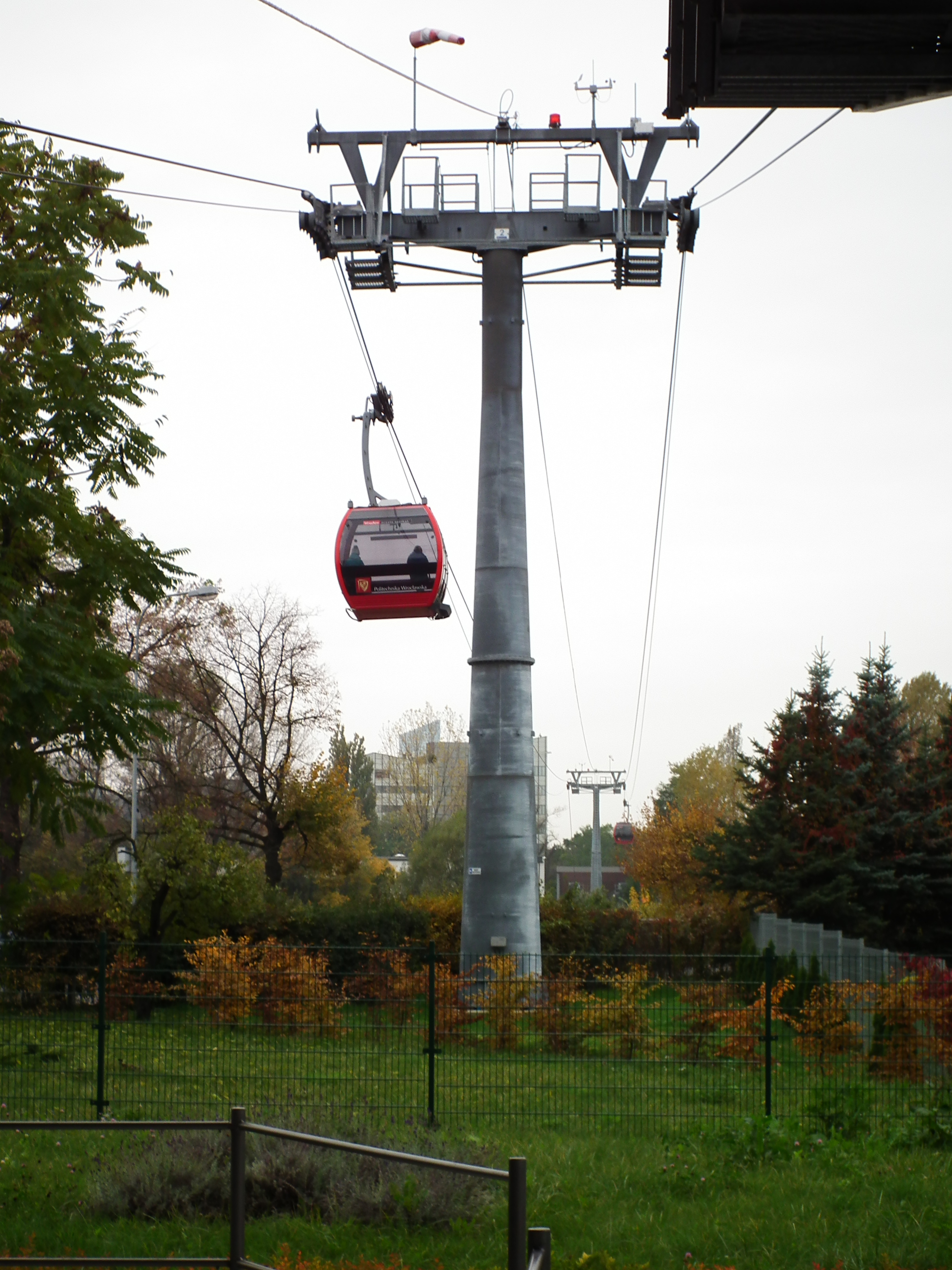
Polinka – kolejka linowa Politechniki Wrocławskiej

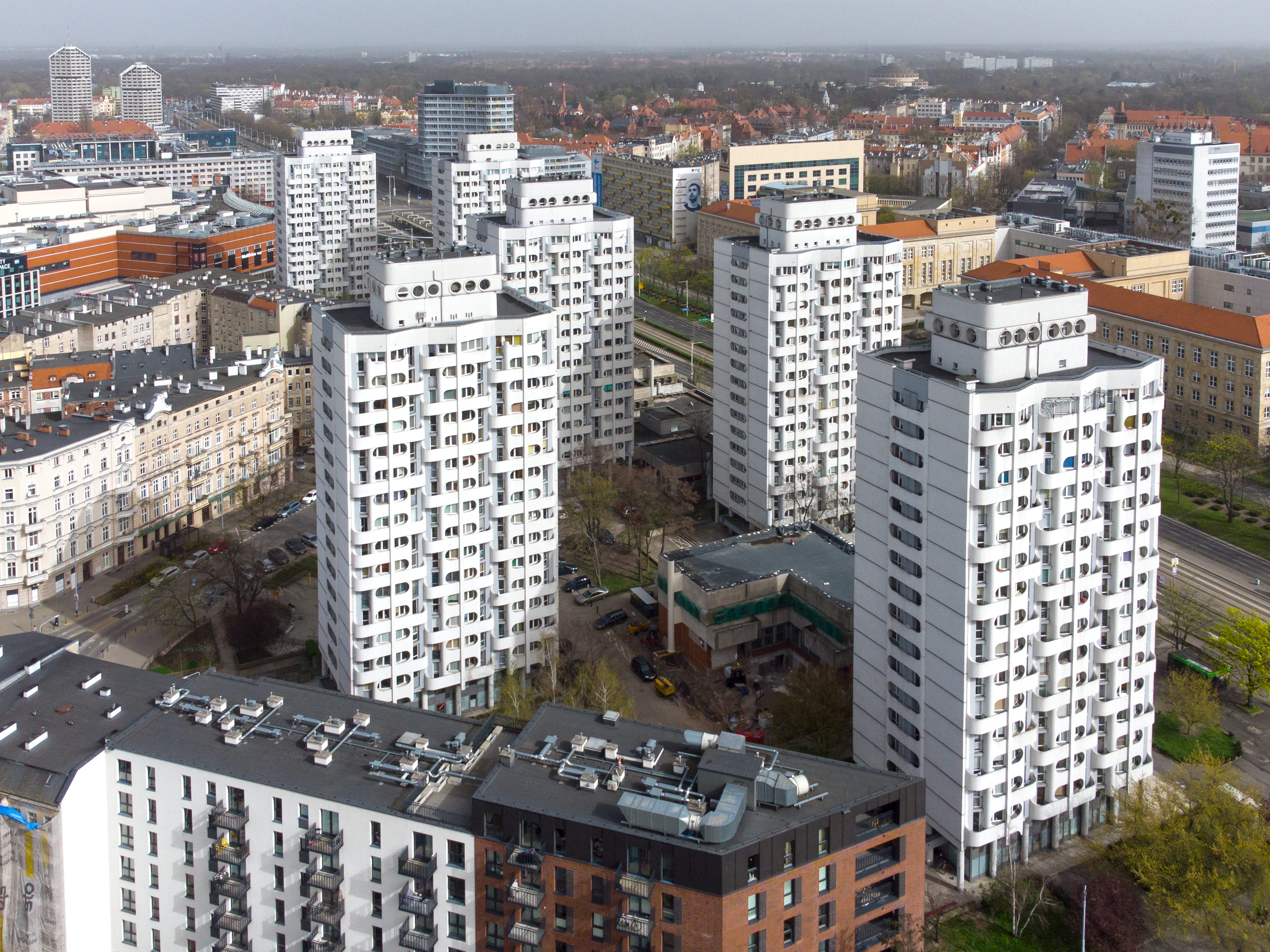
Wrocławskie sedesowce po remoncie

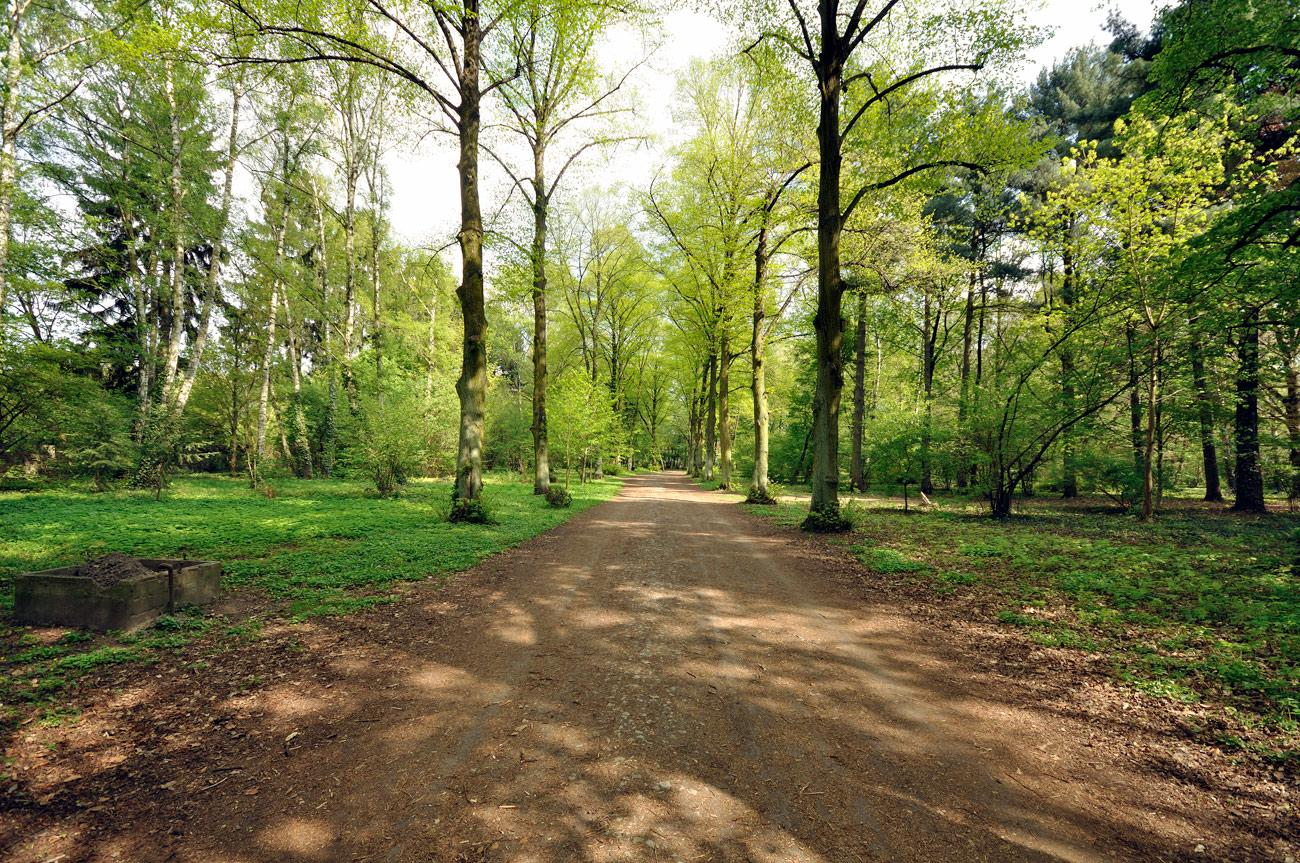
Park Grabiszyński

- (B)  W roku 2015 na Wrocław spadło 391 mm deszczu, co jest najniższą ilością w ciągu co najmniej 50 lat[52].
- (B)  Średnia roczna temperatura we Wrocławiu wyniosła 11,7 °C, co było najwyższym wynikiem co najmniej od roku 1964[52].
- (Y)  Decyzją rady miejskiej teren między ulicami Na Szańcach, Bolesława Prusa i Józefa Bema w obrębie osiedla Ołbin został nazwany skwerem Skaczącej Gwiazdy[316].
- (I)  Przeprowadzono remont pierwszego sedesowca przy placu Grunwaldzkim, m.in. zmieniając mu elewację na białą[317].
- (I)   (T)  Rozpoczęto rozbiórkę starego dworca autobusowego przy ulicy Suchej. Dworzec służył wrocławianom 11 lat[318].
- (F)   (K)  1 stycznia rozpoczęło nadawanie Radio Wrocław Kultura, trzeci program Radia Wrocław. Sygnał radia nadawano na platformie DAB+ i przez internet[319].
- (K)  20 stycznia na Dworcu Świebodzkim otwarto Kolejkowo, największą w Polsce makietę miniaturowej kolei[320].
- (C)  6 lutego we Wrocławiu w budynku „Thespian” przy placu Powstańców Śląskich otwarto konsulat Litwy[321].
- (B)  7 lutego zanotowano najniższą temperaturę we Wrocławiu w roku 2015 – −7,4 °C[322].
- (D)   (P)  25 lutego kibic WKS Śląsk Wrocław Roman Zieliński, autor książki Jak pokochałem Adolfa Hitlera został skazany na pół roku ograniczenia wolności za nawoływanie do nienawiści na tle różnic rasowych[323].
- (U)  W marcu zakończono rewitalizację Zaułka Solnego – przejścia z ul. Szajnochy na Plac Solny. Kontrowersje wzbudziła brama od strony Szajnochy, wrocławianie nazwali ją „bramą cmentarną”[324].
- (D)  27 maja grupa pseudokibiców WKS Śląsk Wrocław zaatakowała na autostradzie A2 przebywających w Polsce kibiców FC Sevilla i zdemolowała ich samochody kijami baseballowymi[325].
- (W)  24 czerwca nagrodę Civitate Wratislaviensis Donatus otrzymali duchowni Stanisław Orzechowski i Ludwik Wiśniewski[54].
- (C)  27 sierpnia we Wrocławiu przy ul. Skwierzyńskiej otwarto konsulat austriacki[326].
- (B)  8 sierpnia zanotowano najwyższą temperaturę we Wrocławiu w ciągu roku – +38,0 °C[322].
- (L)  20 września w Rynku wrocławskim miała miejsce pikieta solidarności z uchodźcami „Wrocław wita uchodźców”[327].
- (K)   (I)  4 września przy placu Wolności otwarto Narodowe Forum Muzyki – nową siedzibę filharmonii miejskiej. Na inauguracji wystąpiła m.in. Israel Philharmonic Orchestra pod dyrekcją Zubina Mehty[328].
- (T)   (I)  1 października oddano do użytku „Polinkę”, kolejkę linową łączącą Politechnikę z południowym brzegiem Odry[329].
- (G)  19 października ogłoszono wyniki drugiej edycji obywatelskiego budżetu Wrocławia. Głosowało 168 278 tys. osób (drugie miejsce po Warszawie). Najwięcej głosów otrzymał plac zabaw w Parku Grabiszyńskim[330].
- (P)  W przeprowadzonych 25 października wyborach parlamentarnych,  we Wrocławiu uzyskano następujące wyniki: Prawo i Sprawiedliwość zdobyło 6 mandatów, Platforma Obywatelska – 5 mandatów, Nowoczesna – 2 mandaty i Kukiz’15 – 1 mandat[331].
- (T)  1 listopada oddano do użytku nowy przystanek kolejowy Wrocław Różanka położony na trasie do Rawicza[332].
- (L)  11 listopada w Rynku wrocławskim miała miejsce demonstracja ugrupowań narodowych, podczas której doszło do spalenia kukły Żyda[333]. Sprawca, Piotr Rybak, Został za to skazany na karę 10 miesięcy pozbawienia wolności[334].
- (H)  20 listopada odbyły się targi żywności ekologicznej i regionalnej TAR-ECO, zorganizowane z budynku IASE obok Iglicy[335].
- (I)  W grudniu zadecydowano o przebudowie ulicy św. Antoniego i zamienienia jej w woonerf (podwórzec)[336].
- (F)   (K)  31 grudnia po raz ostatni we Wrocławiu zorganizowano Sylwester z Dwójką. Koncert oglądało 2,4 mln telewidzów. Od następnego sylwestra koncerty organizowano w Zakopanem[337][338].

### 2016

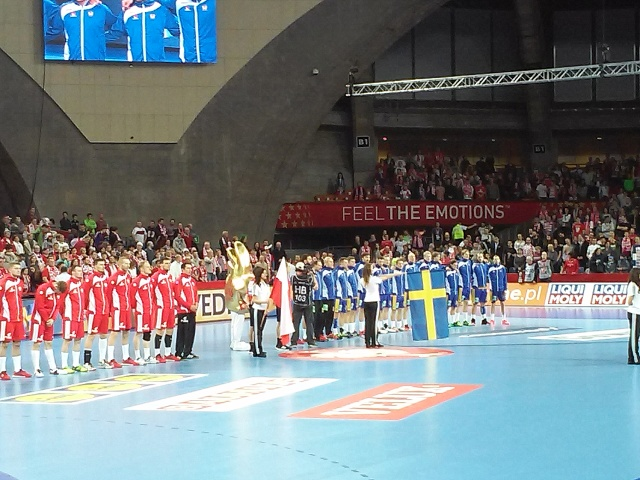
Mistrzostwa Europy w Piłce Ręcznej Mężczyzn 2016 – mecz o 7 miejsce Polska-Szwecja

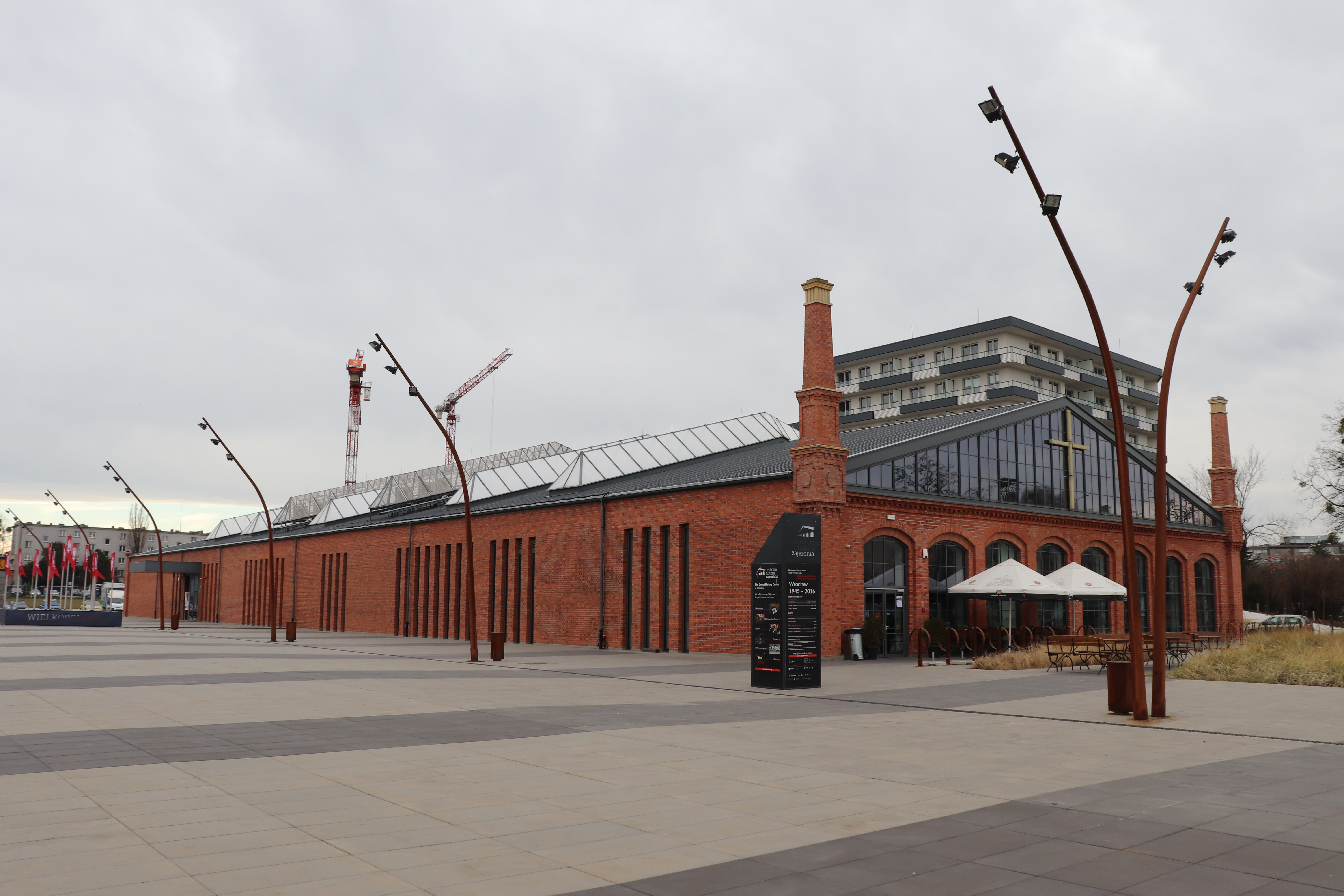
Centrum Kultury Zajezdnia

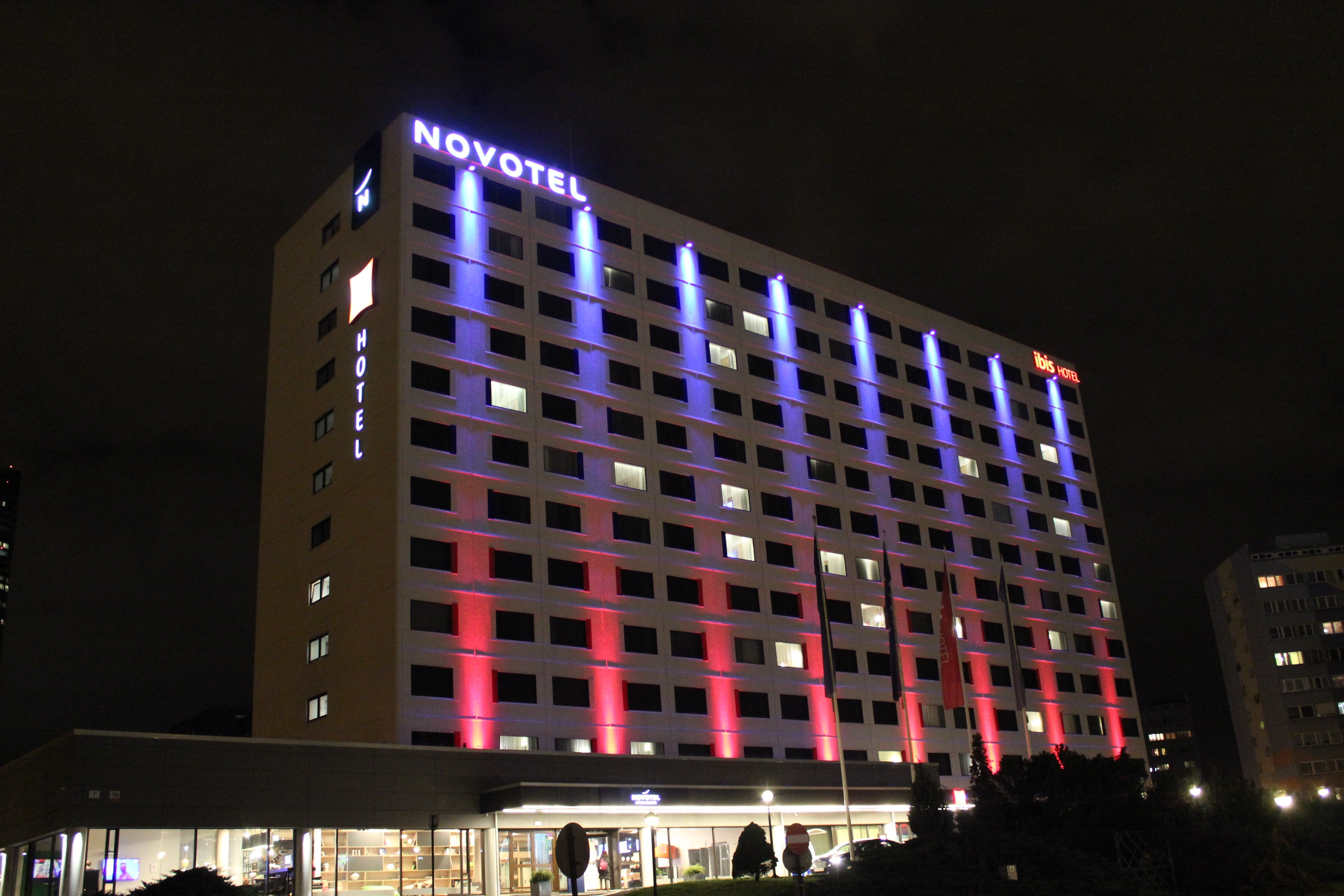
Hotel Wrocław nocą

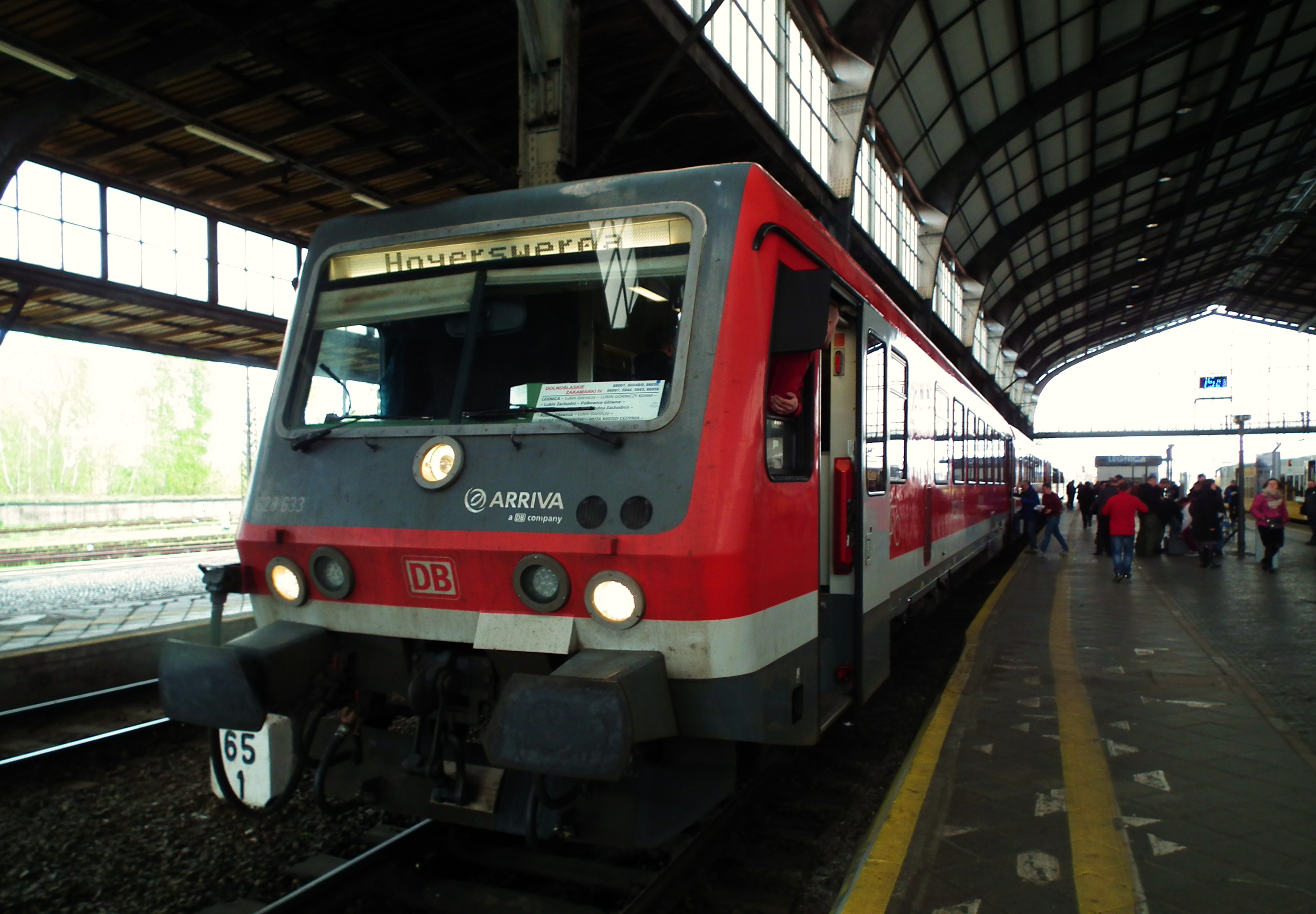
Pociąg do Kultury

- (K)   (C)  Wrocław przez rok był Europejską Stolicą Kultury[339].
- (L)  W związku z imprezami zorganizowanymi z okazji Europejskiej Stolicy Kultury miasto po raz pierwszy odwiedziło więcej niż 5 milionów turystów[278].
- (I)  Po likwidacji większości budek telefonicznych w mieście pozostała ostatnia powszechnie dostępna przy zbiegu ulic Kazimierza Wielkiego i Ruskiej[340].
- (Z)  Planowana na ten rok budowa nowego cmentarza przy ul. Ibn Siny Awicenny na 186 tysięcy miejsc została przełożona o co najmniej kilka lat[341].
- (B)  3 stycznia zanotowano najniższą temperaturę we Wrocławiu w roku 2016 – −17,0 °C[342].
- (C)  12 stycznia we Wrocławiu przy ulicy Armii Ludowej otwarto konsulat honorowy Republiki Łotewskiej[343].
- (S)  16 stycznia rozpoczęły się Mistrzostwa Europy w Piłce Ręcznej Mężczyzn. 17 spotkań zostało rozegranych we wrocławskiej Hali Stulecia[344].
- (A)  21 stycznia Rada Miejska Wrocławia ustanowiła jednoznaczne i precyzyjne granice osiedli Wrocławia, które zostały zdefiniowane w formie cyfrowej[345][346].
- (I)   (W)  7 marca w plebiscycie portalu bryła.pl wybrano najgorsze budynki w Polsce, tak zwane „makabryły”. Na trzecim miejscu znalazł się przebudowany Zaułek Solny i było to najwyższe miejsce Wrocławia w tym konkursie[347].
- (L)  3 kwietnia na wrocławskim rynku odbyła się trzecia, największa manifestacja Komitetu Obrony Demokracji pod hasłem „Obronimy demokrację!”. Udział wzięło ponad 5000 osób[348].
- (W)  21 kwietnia przegłosowano nagrody Civitate Wratislaviensis Donatus dla Kornela Morawieckiego, Adolfa Juzwenki i Karola Modzelewskiego[53].
- (C)  22 kwietnia we Wrocławiu w Pasażu Pod Błękitnym Słońcem przy Rynku 7 otwarto konsulat Królestwa Norwegii[349].
- (K)   (C)  23 kwietnia Wrocław został na rok Światową Stolicą Książki UNESCO. Jednym z wydarzeń było „Poczytaj mi Wrocław”[350].
- (T)  30 kwietnia po raz pierwszy wyruszył do Berlina pociąg do kultury. Połączenie powstało z okazji ESK 2016 i było finansowane przez samorządy niemieckie i polskie[314].
- (Z)  W maju otwarto bulwar, plażę miejską i marinę przy Politechnice Wrocławskiej przy Wybrzeżu Wyspiańskiego[351].
- (D)  15 maja policjanci z komisariatu przy ul. Trzemeskiej zatrzymali Igora Stachowiaka i użyli wobec niego paralizatora, wskutek czego mężczyzna zmarł. W sprawie zapadły wyroki skazujące[352][353].
- (L)  17 maja ponad 200 osób protestowało przed komisariatem policji przy ul. Trzemeskiej, gdzie doszło do śmierci 25-latka. Doszło do zamieszek, a kilka osób aresztowano[354].
- (D)  19 maja podłożono bombę w autobusie miejskim linii nr 145 przy placu Kościuszki. W wyniku wybuchu ranna została kobieta. Aktu terroru dokonał student chemii[355].
- (B)  25 czerwca zanotowano najwyższą temperaturę we Wrocławiu w ciągu roku – +33,1 °C[342].
- (I)  W sierpniu po 2 latach remontu otworzono hotel Wrocław, podzielony na dwa hotele: od pierwszego do czwartego Novotel, a od piątego wzwyż – Ibis[356].
- (I)  24 sierpnia po kilkuletniej walce prowadzonej przez aktywistów miejskich i społeczników, tzw. wojnie o pasy na rondzie Reagana oddano do użytku naziemne przejścia dla pieszych, przebudowano chodniki, obniżono krawężniki i przebudowano sygnalizację świetlną[357].
- (K)  16 września otwarto muzeum Centrum Historii Zajezdnia w budynku dawnej zajezdni autobusowej przy ul. Grabiszyńskiej, skupione na dokumentacji wydarzeń z powojennej historii miasta[358].
- (G)  19 października ogłoszono wyniki kolejnej edycji obywatelskiego budżetu Wrocławia. Głosowało 104 884 osób, 60 tys. mniej niż w roku poprzednim. Najwięcej, bo 13 938 głosów otrzymał program nasadzeń drzew w mieście[359][360].

### 2017

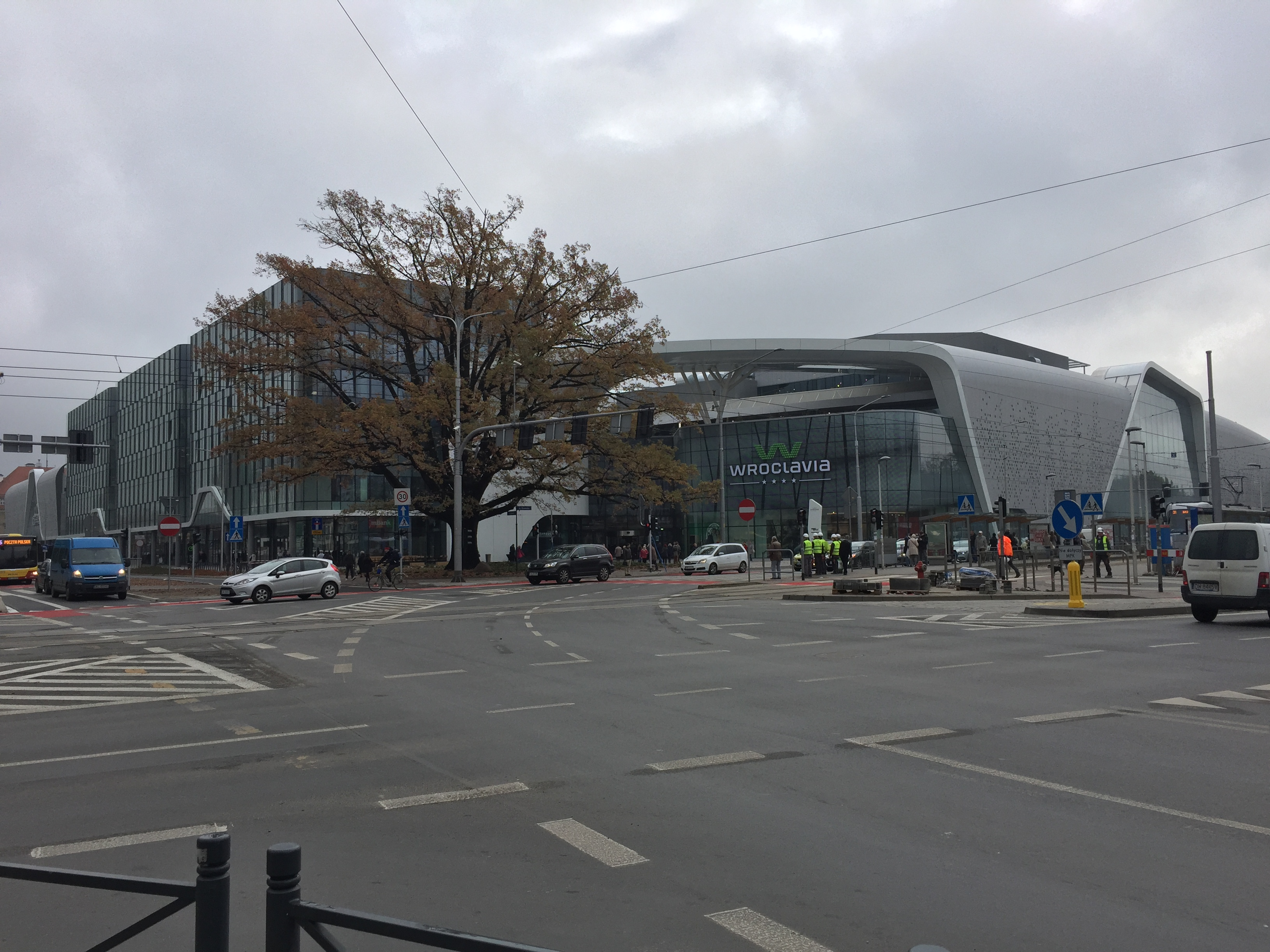
Otwarta w 2017 galeria handlowa Wroclavia

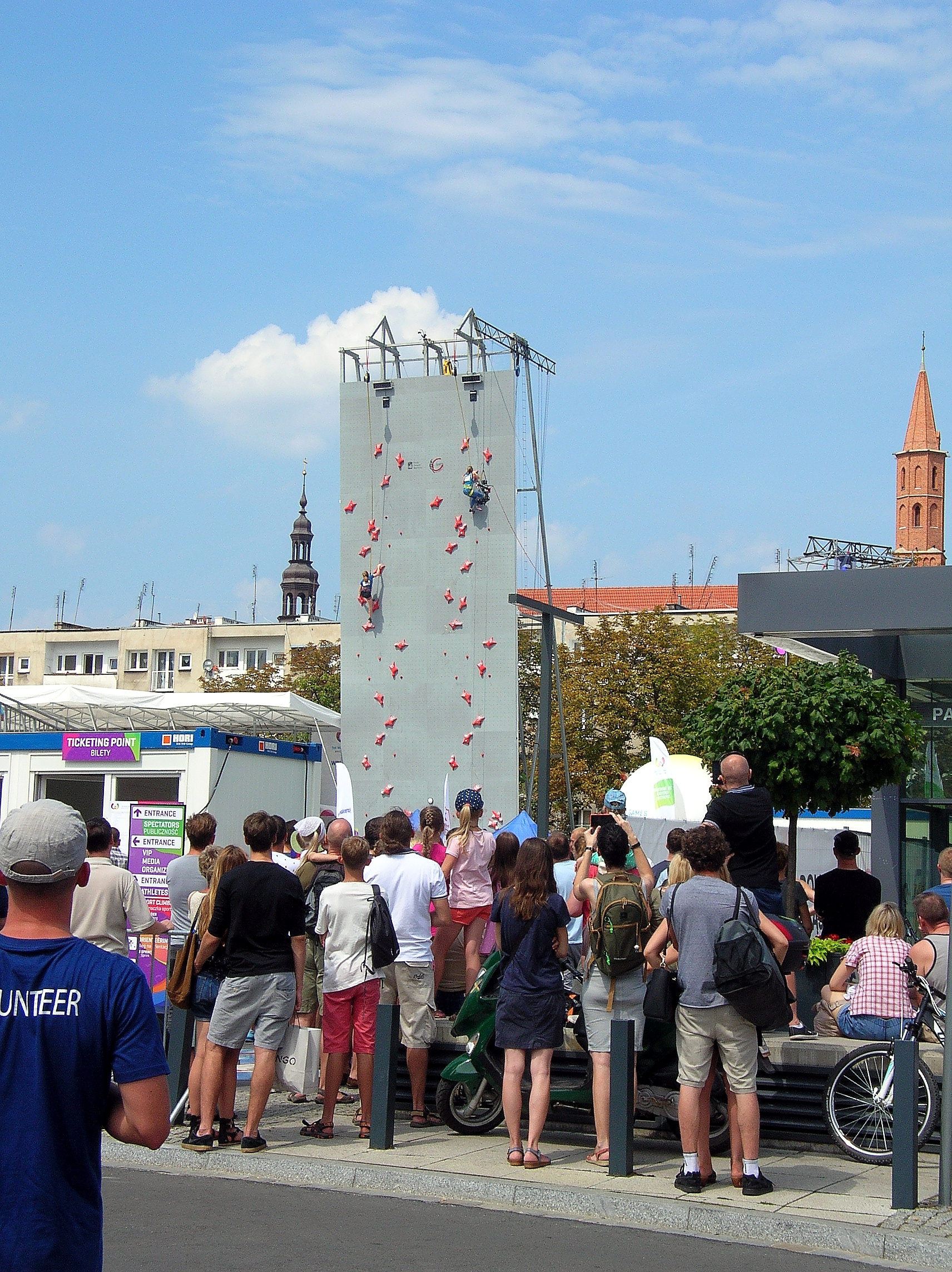
World Games we Wrocławiu – zawody we wspinaczce

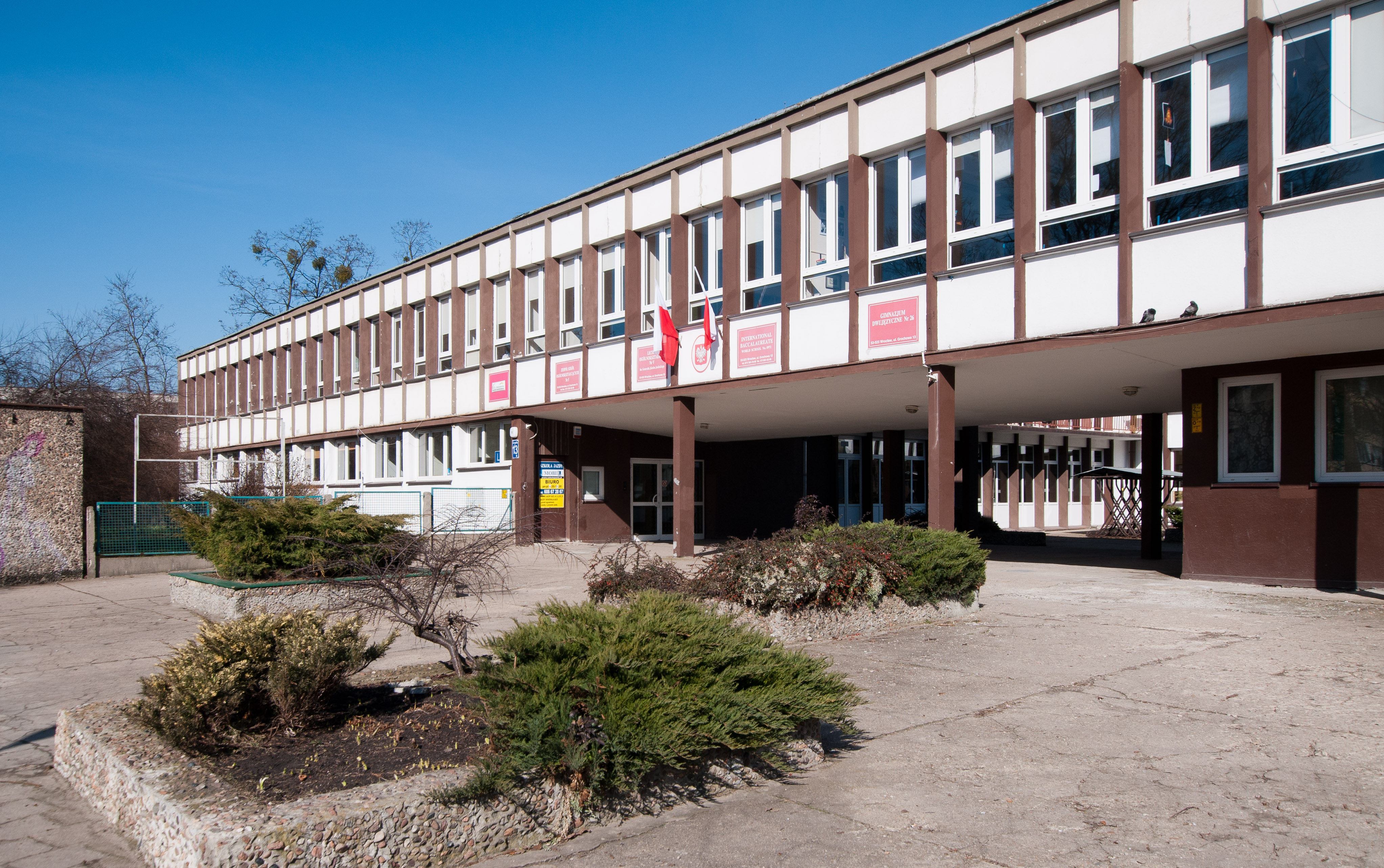
Stary budynek V Liceum Ogólnokształcącego na ul. Grochowej

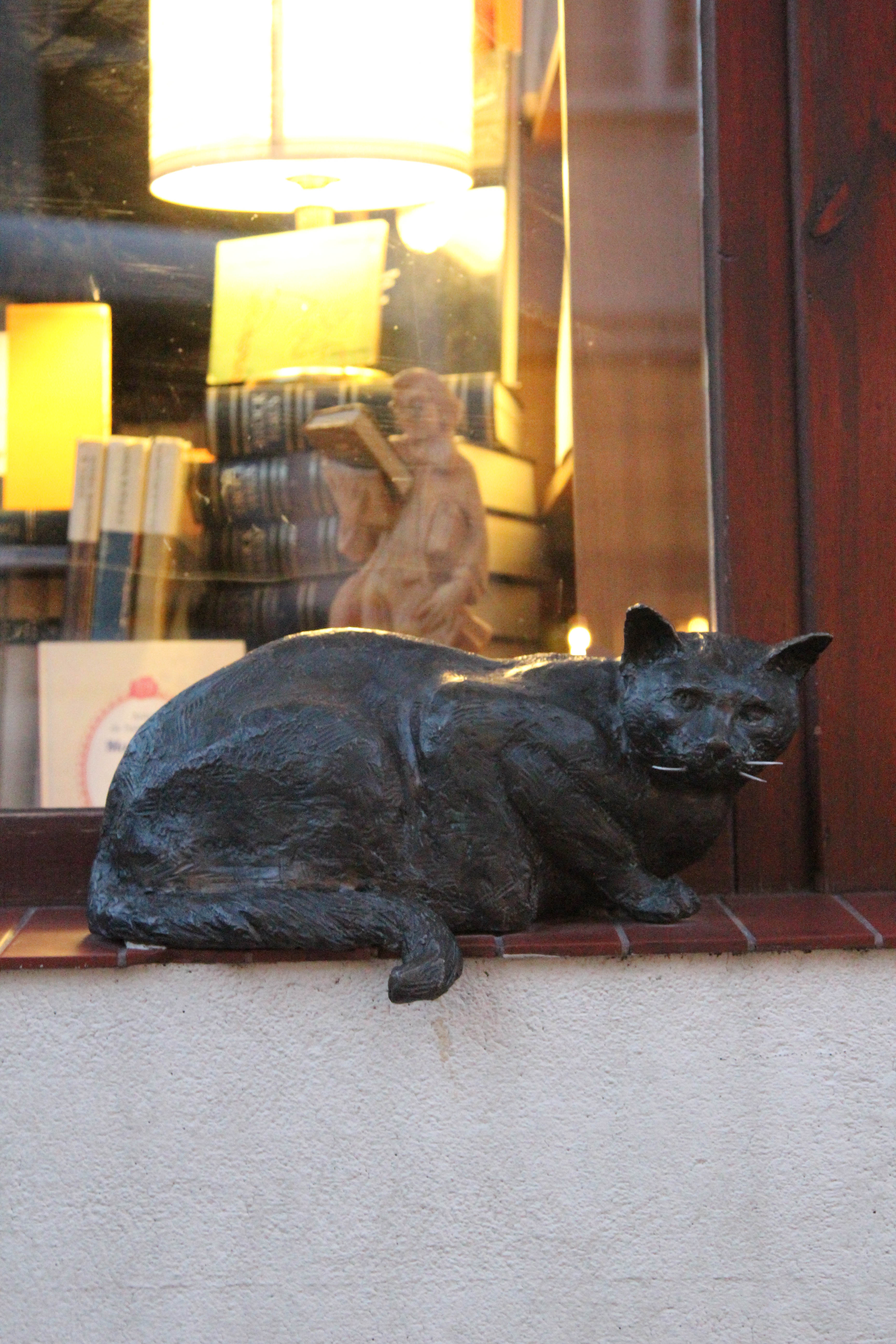
Pomnik kota Dantego na ul. Szewskiej

- (B)  W roku 2017 we Wrocławiu było 220 dni deszczowych, co jest najwyższym wynikiem od roku 2001 (również 220 dni)[52].
- (L)  Co siódmy mieszkaniec miasta był obcokrajowcem. Największą mniejszością narodową we Wrocławiu byli Ukraińcy[361].
- (Z)   (L)  Po raz pierwszy zorganizowano akcję WROśnij we WROcław polegającą na sadzeniu drzewek i pikniku. Pierwsza edycja odbyła się przy Górce PaFaWagu na Gajowicach, a posadzono 18 drzew[362].
- (B)  7 stycznia zanotowano najniższą temperaturę we Wrocławiu w roku 2017 – −17,0 °C[363].
- (H)  W lutym zamknięto wrocławskie targowisko przy ul. Baciarellego[364].
- (C)  W kwietniu ukazał się raport opracowany przez Globalization and World Cities Research Network oceniający znaczenie miast dla globalnej gospodarki. Wrocław po raz pierwszy znalazł się w wysokiej grupie "gamma" miast łączących regiony z gospodarką światową[365].
- (C)  7 kwietnia podpisano umowę partnerską z islandzkim miastem Reykjavik[22].
- (T)  10 kwietnia oddano do użytku pierwszą całkowicie miejską linię kolejową – z Dworca Głównego na Wojnów[366].
- (S)  3 maja Ślęza Wrocław po raz drugi zdobyła mistrzostwo Polski w koszykówce kobiet[367].
- (D)  16 maja doszło do zabójstwa fotoreportera Ryszarda Pawłowskiego w mieszkaniu na ul. Oboźnej na Wojszycach. Ofiara została dźgnięta nożem podczas sprzeczki. Zabójcą okazał się student Politechniki Wrocławskiej, którego skazano na 13 lat pozbawienia wolności[368].
- (Z)  W czerwcu otwarto kolejną plażę miejską przy moście Trzebnickim o nazwie Stara Odra[369].
- (W)  24 czerwca nagrodę Civitate Wratislaviensis Donatus otrzymali norweska piosenkarka Bente Kahan, lekarz Włodzimierz Jarmundowicz i rzeźbiarz Jerzy Kapłański[54].
- (S)   (C)  20 lipca rozpoczęły się igrzyska w sportach nieolimpijskich World Games 2017 – rywalizowano w takich sportach jak m.in. bieg na orientację, bilard, wspinaczka sportowa, trójbój siłowy czy frisbee[370].
- (B)  1 sierpnia zanotowano najwyższą temperaturę we Wrocławiu w ciągu roku – +35,4 °C[363].
- (E)  Od września zajęcia w V Liceum Ogólnokształcącym odbywały się w nowej siedzibie szkoły przy ul. Jacka Kuronia. Poprzednio liceum mieściło się przy ul. Grochowej[371].
- (E)  1 września 2017 w efekcie reformy oświaty 54 wrocławskie szkoły podstawowe zostały zamienione na szkoły 8-letnie[372].
- (T)   (I)   (H)  W październiku oddano do użytku galerię Wroclavia, a w listopadzie – wybudowany pod nią Dworzec Wrocław – podziemny dworzec autobusowy[373].
- (G)  13 października niemieckie przedsiębiorstwo BSH Gospodarstwo Domowe Polska otworzyło na osiedlu Poświętne dwie fabryki lodówek i piekarników BOSCH i Siemens; docelowa produkcja ma wynosić 2 miliony sztuk[374].
- (G)  13 października ogłoszono wyniki kolejnej edycji obywatelskiego budżetu Wrocławia. Głosowało 97 043 osób. Najwięcej głosów otrzymał program budowy toalet w parkach i budek dla bezdomnych kotów[375].
- (Z)  17 października na ulicy Szewskiej na parapecie Antykwariatu Naukowego pojawił się pomnik kota Dantego, który mieszkał w antykwariacie i zyskał popularność klientów i wrocławian[376].
- (K)   (T)  28 listopada wprowadzono do obiegu Wrocław Tourist Card – kartę turystyczną, która umożliwia bezpłatne zwiedzanie niektórych obiektów oraz zniżki w komunikacji miejskiej[377].
- (P)  8 grudnia premierem polskiego rządu został wrocławianin Mateusz Morawiecki[378]. Wotum zaufania uzyskał 12 grudnia[379].
- (F)  W grudniu zaczęła nadawać lokalna sieć radiofoniczna DAB+ z nadajnikami na Politechnice Wrocławskiej, Instytucie Łączności i Radiu Wrocław[380].

### 2018

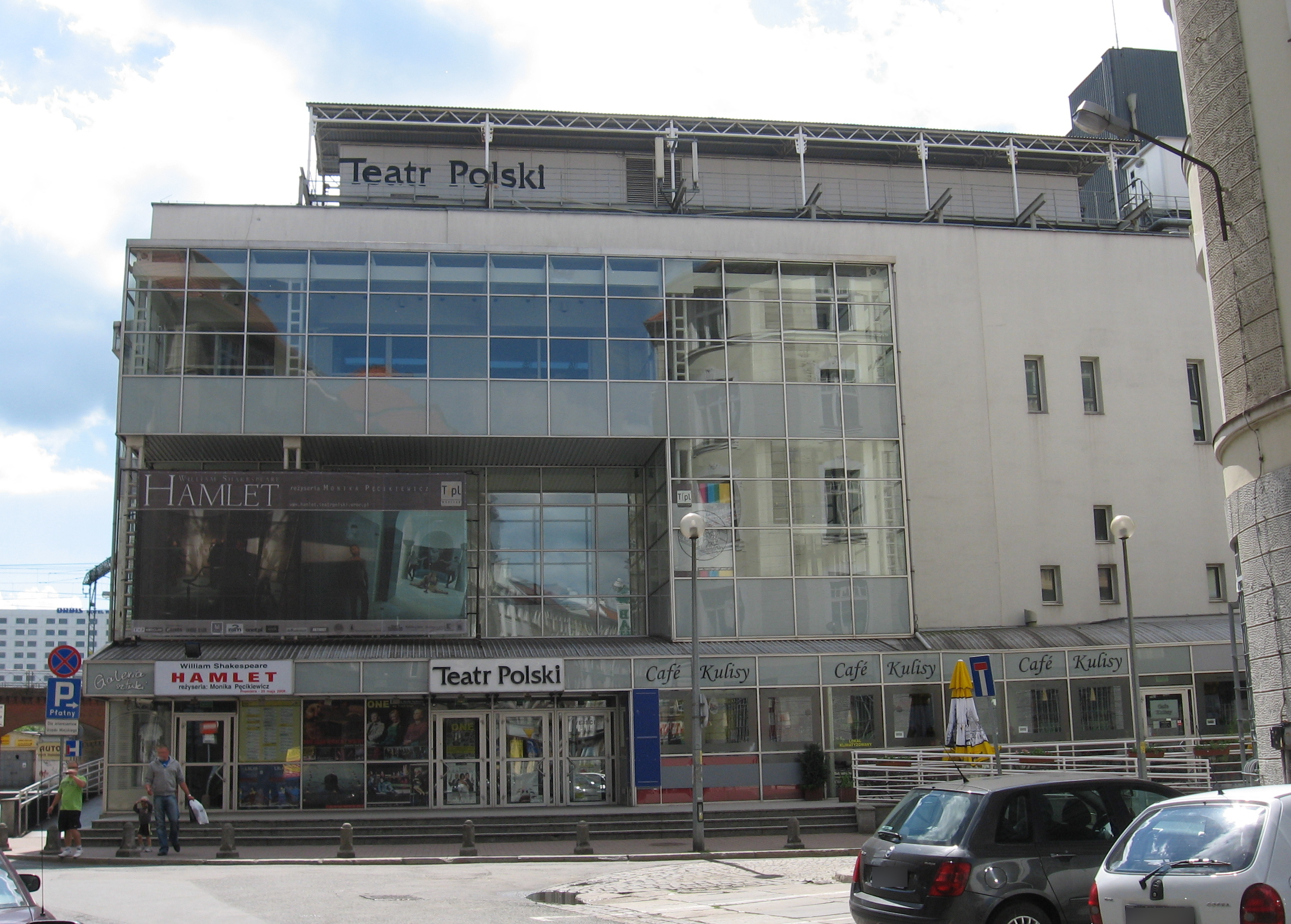
Teatr Polski

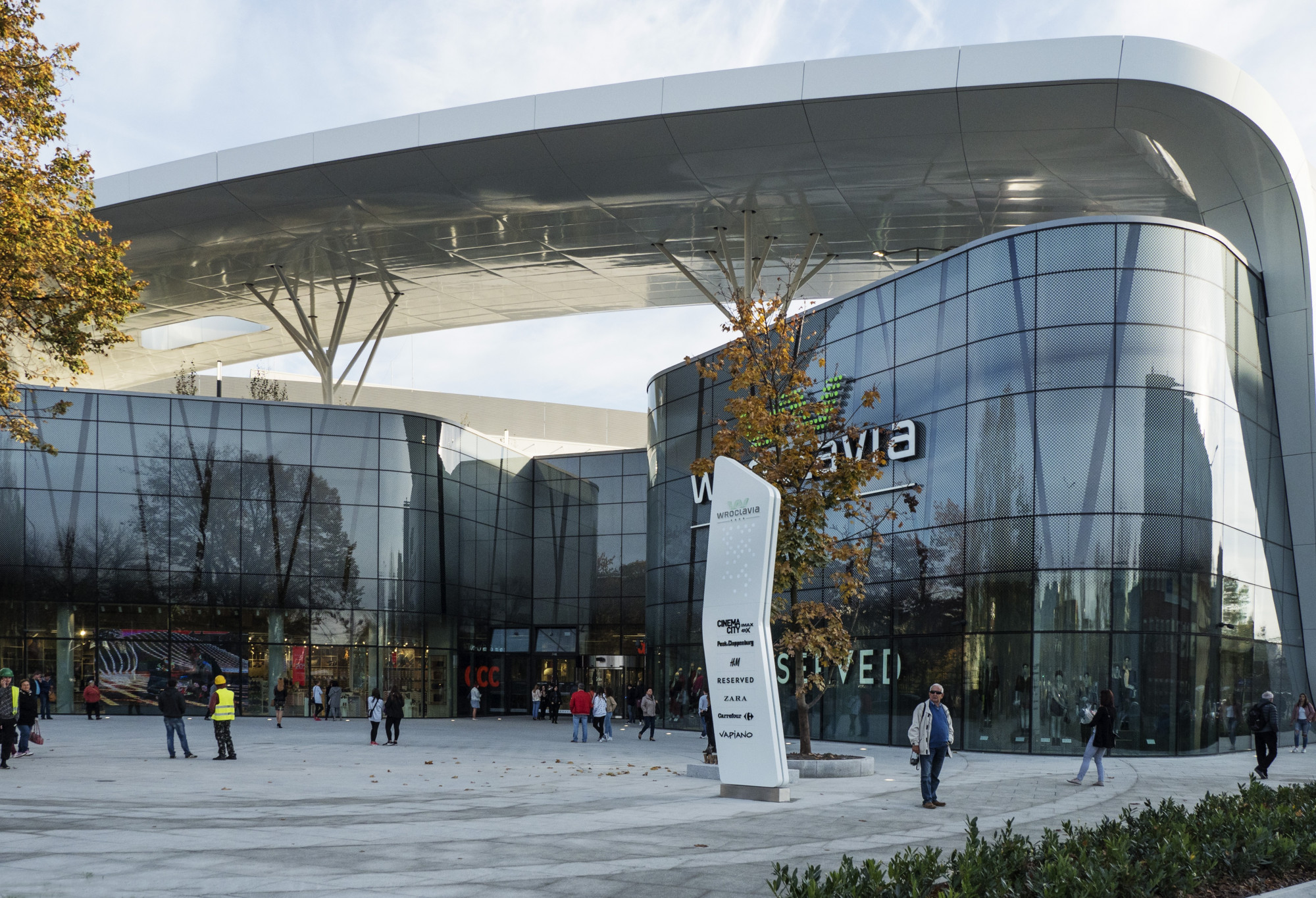
Wroclavia – czwarte miejsce w konkursie Makabryła

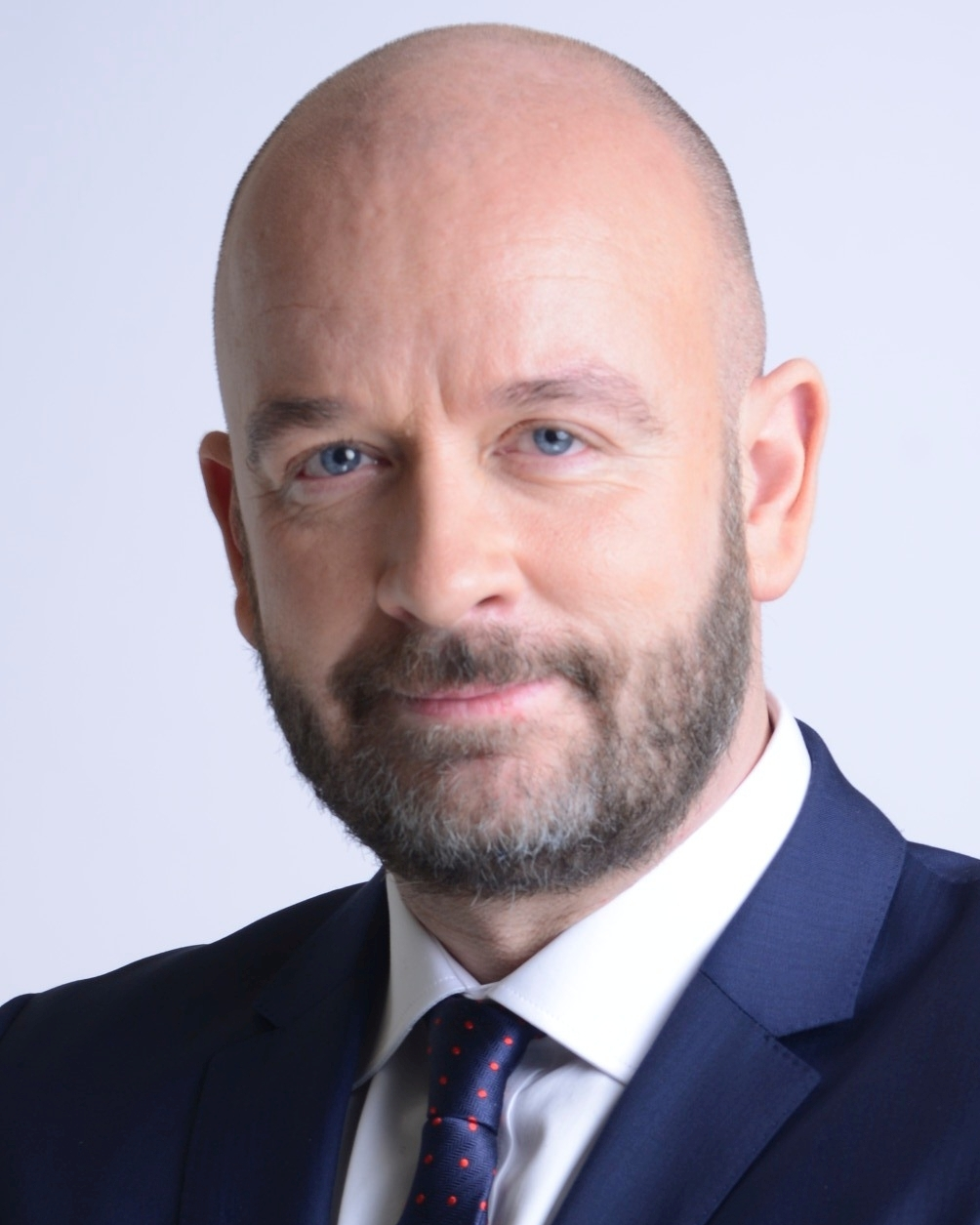
Prezydent Jacek Sutryk

- (G)  Po raz pierwszy we Wrocławiu bezrobocie spadło poniżej 2%[381].
- (F)  19 stycznia na budynku Radia Wrocław uruchomiono nadajnik cyfrowy radia Wrocław w standardzie DAB+[80].
- (Z)   (L)  Po raz pierwszy akcję WROśnij we WROcław polegającą na sadzeniu drzewek przez dzieci zorganizowano dwukrotnie, w kwietniu (ul. Awicenny) i październiku (ul. Maślicka). Posadzono odpowiednio 231 i 200 drzew[362].
- (T)  W marcu wprowadzono nową wersję Wrocławskiej Karty Miejskiej URBANCARD, w standardzie Mifare Desfire[241].
- (C)  W zakończonym w kwietniu głosowaniu The Best European Destination Wrocław zajął pierwsze miejsce zbierając 41 tys. głosów i wyprzedzając Bilbao i Colmar[382].
- (B)  18 stycznia zanotowano najniższą temperaturę we Wrocławiu w roku 2018 – −14,4 °C[383].
- (I)   (W)  28 marca w plebiscycie portalu bryła.pl wybrano najgorsze budynki w Polsce zwane „makabryłami”. Na czwartym miejscu znalazł się budynek „Wroclavii”[384].
- (G)   (C)  3–6 czerwca miała miejsce międzynarodowa konwencja logistyczna „The Chartered Institute of Logistic and Transport”. Głównym tematem była rewolucja samochodów elektrycznych i jej wpływ na logistykę[385].
- (Y)  4 czerwca rondo przy wrocławskim lotnisku otrzymało nazwę 4 Czerwca 1989, a ulica od ronda do Leśnicy – Zbigniewa Brzezińskiego[386].
- (W)  24 czerwca wyróżnieniem Civitate Wratislaviensis Donatus uhonorowani zostali Stanisław Kulczyński i Jerzy Woźniak[387].
- (B)  9 sierpnia zanotowano najwyższą temperaturę we Wrocławiu w ciągu roku – +34,0 °C[383].
- (C)  3 października Rafał Dutkiewicz i mer Oksfordu Sajjad Malik podpisali umowę partnerską między Wrocławiem i Oksfordem[388].
- (G)  15 października ogłoszono wyniki kolejnej edycji obywatelskiego budżetu Wrocławia. Głosowało 68 670 osób. Najwięcej głosów padło na kolejny etap pieszo-rowerowej obwodnicy Wrocławia[389].
- (A)   (P)  21 października – w wyborach samorządowych prezydentem miasta Wrocławia został Jacek Sutryk, kandydujący z komitetu wyborczego Koalicja Obywatelska[390].
- (L)  11 listopada ulicami Wrocławia przeszedł „Marsz Polski Niepodległej” w sile 9 tys. osób. Uczestnicy zachowywali się gwałtownie i marsz został rozwiązany[391].
- (K)   (D)  25 listopada odwołano dyrektora Teatru Polskiego Cezarego Morawskiego, częściowo na skutek nieprawidłowości wykazanych przez Najwyższą Izbę Kontroli, a także konfliktu z aktorami[392].
- (F)  28 listopada uruchomiony został testowy multipleks radiowy DAB+, dzięki któremu wrocławianie mogą w tym standardzie słuchać stacji prywatnych. Sygnał nadawany jest ze szczytu Sky Tower[393].

### 2019

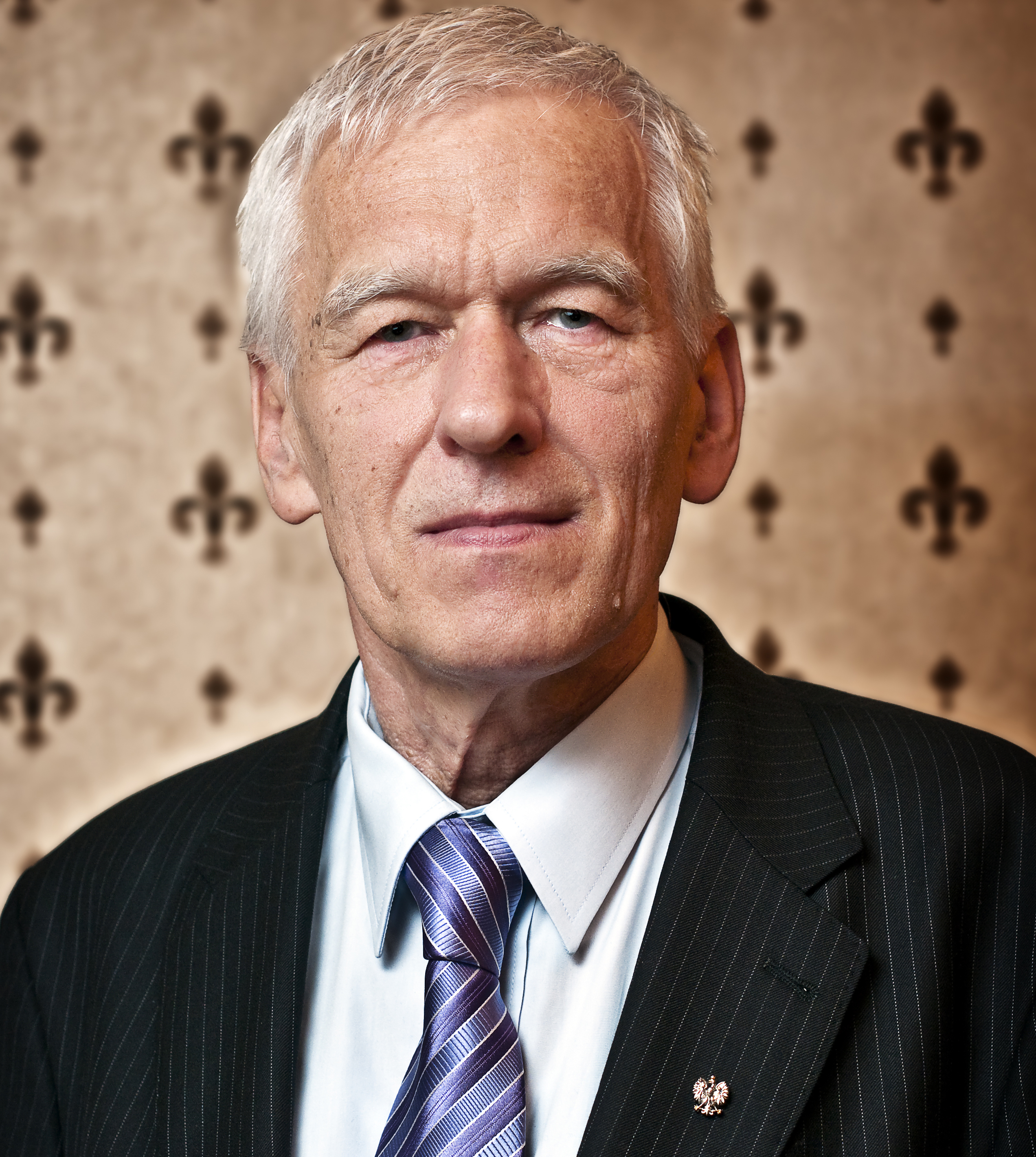
Kornel Morawiecki

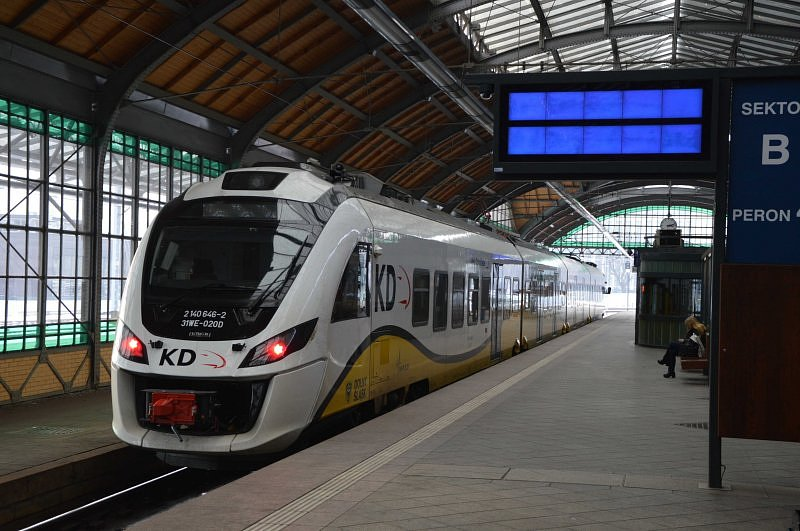
Pociąg Impuls na stacji Wrocław Główny

- (B)  22 stycznia zanotowano najniższą temperaturę we Wrocławiu w roku 2019 – −10,0 °C[394].
- (Z)  4 lutego we wrocławskim ratuszu zamieszkał adoptowany przez prezydenta Sutryka kot Wrocek[395].
- (T)  25 marca uruchomiono nieczynne połączenie kolejowe między stacjami Oleśnica Rataje a Krotoszyn, zapewniając wrocławianom bezpośrednie połączenie z Miliczem[396]. Połączenie obsługuje 9 par pociągów dziennie, a przewozy prowadzą Koleje Dolnośląskie[397].
- (K)  4 czerwca przy ul. Świdnickiej 2/4 w 30 rocznicę wydarzeń odsłonięto tablicę upamiętniającą wybory parlamentarne w Polsce w 1989 roku[398].
- (T)  9 czerwca uruchomiono połączenia na linii kolejowej między Lubinem a Legnicą, zapewniając Lubinowi połączenie kolejowe z Wrocławiem[399]. Linię obsługuje 12 par pociągów dziennie, a przewozy prowadzą Koleje Dolnośląskie[400].
- (B)  21 czerwca zanotowano najwyższą temperaturę we Wrocławiu w ciągu roku – +37,0 °C[394].
- (W)  24 czerwca przyznano tradycyjnie nagrodę Civitate Wratislaviensis Donatus, a otrzymała ją pisarka, laureatka nagrody Nobla Olga Tokarczuk[401].
- (E)  31 sierpnia na mocy reformy edukacji oficjalnie zlikwidowano 40 wrocławskich gimnazjów, w 14 przypadkach przekształcono gimnazjum w szkołę podstawową, w 12 przypadkach włączono je do szkół podstawowych[372].
- (D)  26 września zmarł Bolesław Gleichgewicht, polski matematyk i polityk, doktor nauk matematycznych[402].
- (D)  30 września zmarł Kornel Morawiecki, działacz opozycji demokratycznej, twórca Solidarności Walczącej, poseł na Sejm, marszałek senior[403].
- (F)  1 października Radio Wrocław uruchomiło własną telewizję internetową nadającą wiadomości i inne informacje z Dolnego Śląska[404].
- (G)  11 października ogłoszono wyniki kolejnej edycji obywatelskiego budżetu Wrocławia. Głosowało 86 484 osób, po raz pierwszy więcej niż rok wcześniej. Najwięcej głosów uzyskał projekt Park Henrykowski – kolej na zieleń![405].
- (P)  W przeprowadzonych 13 października wyborach parlamentarnych,  we Wrocławiu uzyskano następujące wyniki: Koalicja Obywatelska – 5 mandatów, Prawo i Sprawiedliwość – 5 mandatów, Lewica – 2 mandaty, PSL i Konfederacja Wolność i Niepodległość – po 21 mandacie[406].
- (Y)  17 października Rada Miejska Wrocławia podjęła uchwałę w sprawie zasad kształtowania nazewnictwa ulic, placów i innych obiektów miejskich we Wrocławiu, gdzie m.in. zalecono dążenie do zachowania równowagi płci wśród patronów ulic[97].
- (I)   (T)  W listopadzie ogłoszono kompleksowy program naprawy torów tramwajowych w mieście TORYwolucja. Założono wymianę 14 500 m szyn i 32 nowe zwrotnice do końca roku 2020[407].
- (K)  11 grudnia przy Pomniku Solidarności przy ul. Norwida odsłonięto tablicę upamiętniającą Kornela Morawieckiego[408].

### 2020

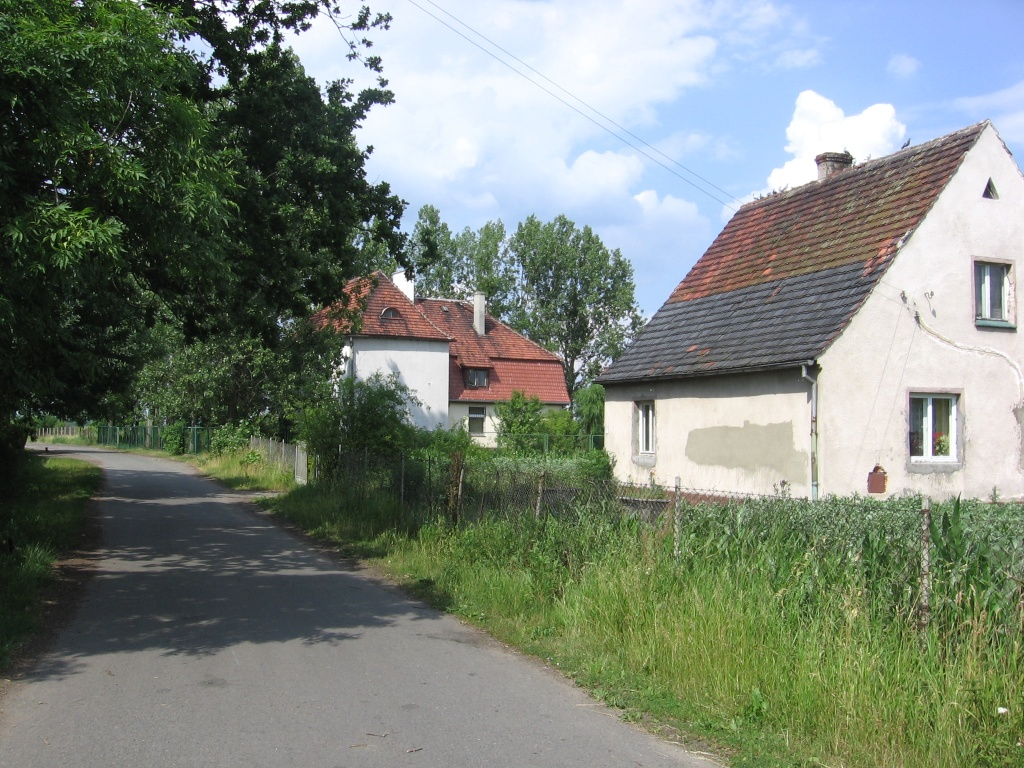
Lipa Piotrowska zyskała pieniądze z budżetu partycypacyjnego

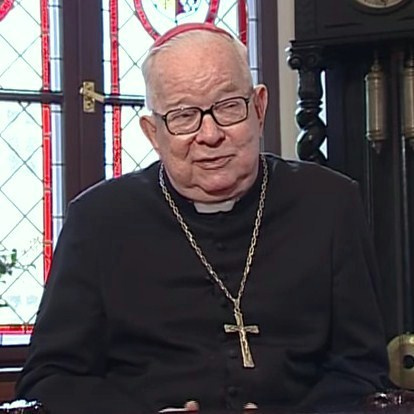
Arcybiskup Henryk Gulbinowicz został w 2020 pozbawiony honorowego obywatelstwa Wrocławia

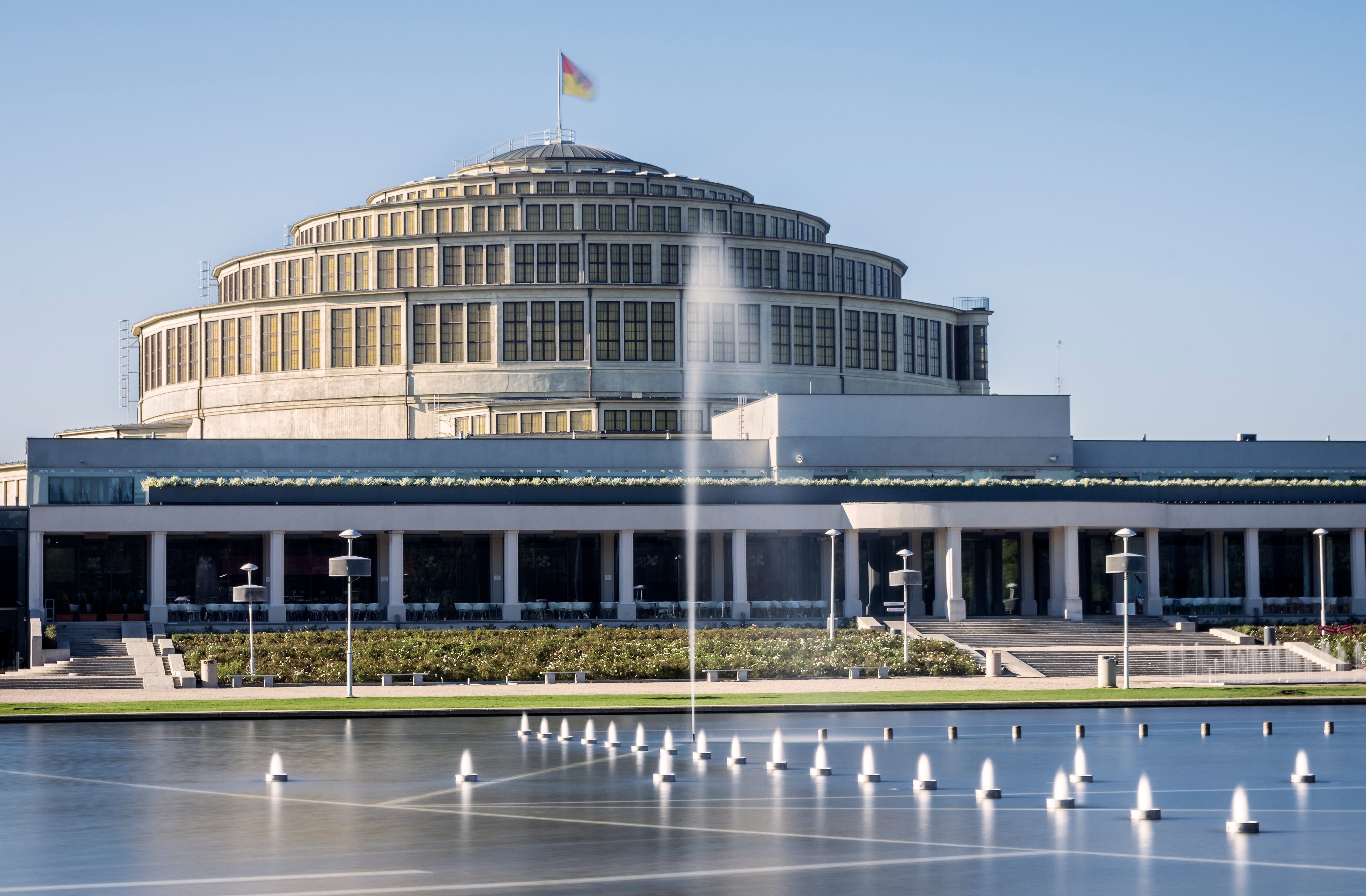
Hala Stulecia uniknęła lokalizacji szpitala covidowego

- (B)  W roku 2020 na Wrocław spadło 725 mm deszczu, co jest najwyższą ilością w ciągu ostatnich dwóch dekad[52].
- (O)  Po przerwie od 2003 roku reaktywowano wydawnictwo Towarzystwa Miłośników Wrocławia Kalendarz Wrocławski[409].
- (B)  24 stycznia zanotowano najniższą temperaturę we Wrocławiu w roku 2020 – −8,0 °C[410].
- (E)   (D)  12 marca wskutek pandemii koronawirusa na mocy ogólnopolskich decyzji rządu zamknięto wszystkie szkoły we Wrocławiu i całej Polsce[411].
- (T)  15 marca oddano do użytku peron szósty na wrocławskim dworcu głównym, usytuowany został od strony ulicy Suchej. Przeznaczony jest głównie do obsługi pociągów aglomeracyjnych[412].
- (K)  20 marca we Wrocławskim Centrum Kongresowym odbył się Wrocławski Kongres Kultury[413].
- (K)  7 czerwca rozpoczął się festiwal „Dachy Wrocławia”, podczas którego zespoły występowały na dachach budynków miejskich. Udział wzięło 70 muzyków, którzy zagrali 10 koncertów na 8 dachach[414].
- (W)  24 czerwca nagrodę Civitate Wratislaviensis Donatus otrzymał muzealnik i dyrektor Muzeum Miejskiego Wrocławia Maciej Łagiewski[54].
- (W)  24 czerwca nagrody miasta Wrocławia przyznano: Alicji Chybickiej – lekarzowi pediatrze, Piotrowi Szyberowi – profesorowi nauk medycznych, aktorowi Bogusławowi Danielewskiemu, profesorowi Marcinowi Drągowi z Politechniki Wrocławskiej i Wrocławskiemu Stowarzyszeniu Fortyfikacyjnemu[415].
- (B)  28 lipca zanotowano najwyższą temperaturę we Wrocławiu w ciągu roku – +32,7 °C[410].
- (Z)  14 września oficjalnie oddano do użytku Skwer Wrócławianek położony przy ulicy Bernardyńskiej. Powierzchnia skweru wynosi 6 tys m², nasadzono 85 drzew i 7 000 innych roślin[416].
- (G)  9 października ogłoszono wyniki kolejnej edycji obywatelskiego budżetu Wrocławia. Głosowało 95 206 osób, więcej niż rok wcześniej. Najwięcej głosów uzyskał projekt Zielono mi – parki i zielone tereny rekreacyjne: Lipa Piotrowska, Pawłowice, Widawa, Sołtysowice, Polanowice, Poświętne, Ligota[417].
- (M)  18 października wojewoda Jarosław Obremski zdecydował, że szpital tymczasowy dla chorych na koronawirusa będzie umieszczony w Hali Stulecia. Ostatecznie umieszczono go prywatnym centrum hotelowym na ulicy Rakietowej. Całość operacji wyceniono na 1 546 tys. zł, co zakwestionowała Najwyższa Izba Kontroli, a sprawa trafiła do prokuratury[418].
- (L)  23 października odbyła się w okolicach dworca głównego demonstracja Strajku Kobiet przeciwko wyrokowi Trybunału Konstytucyjnego w sprawie prawa do przerywania ciąży[419].
- (L)   (W)  20 listopada rada miejska przegłosowała odebranie kardynałowi Henrykowi Gulbinowiczowi tytułu Civitate Wratislaviensis Donatus. Było to pierwsze odebranie tego tytułu w historii tej nagrody[420].

## Lata 2021–2030

### 2021
- (Z)  Parkowi położonemu między ulicami Grabiszyńską, Kolejową, Tęczową i Szpitalną, w miejscu dawnego kompleksu szpitalnego i kościoła pw. św. Trójcy, nadano imię Lesława Węgrzynowskiego[421].
- (B)  18 stycznia zanotowano najniższą temperaturę we Wrocławiu w roku 2021 – −16,7 °C[422].
- (M)   (G)  Do połowy lutego łączne wydatki miasta na walkę z pandemią koronawirusa wyniosły 51 mln zł, w tym 9,7 mln ma pomoc szpitalom i innym placówkom leczniczym[411].
- (F)  1 marca PKN Orlen przejął spółkę Polska Press od Verlagsgruppe Passau. Orlen stał się m.in. właścicielem „Gazety Wrocławskiej”[423].

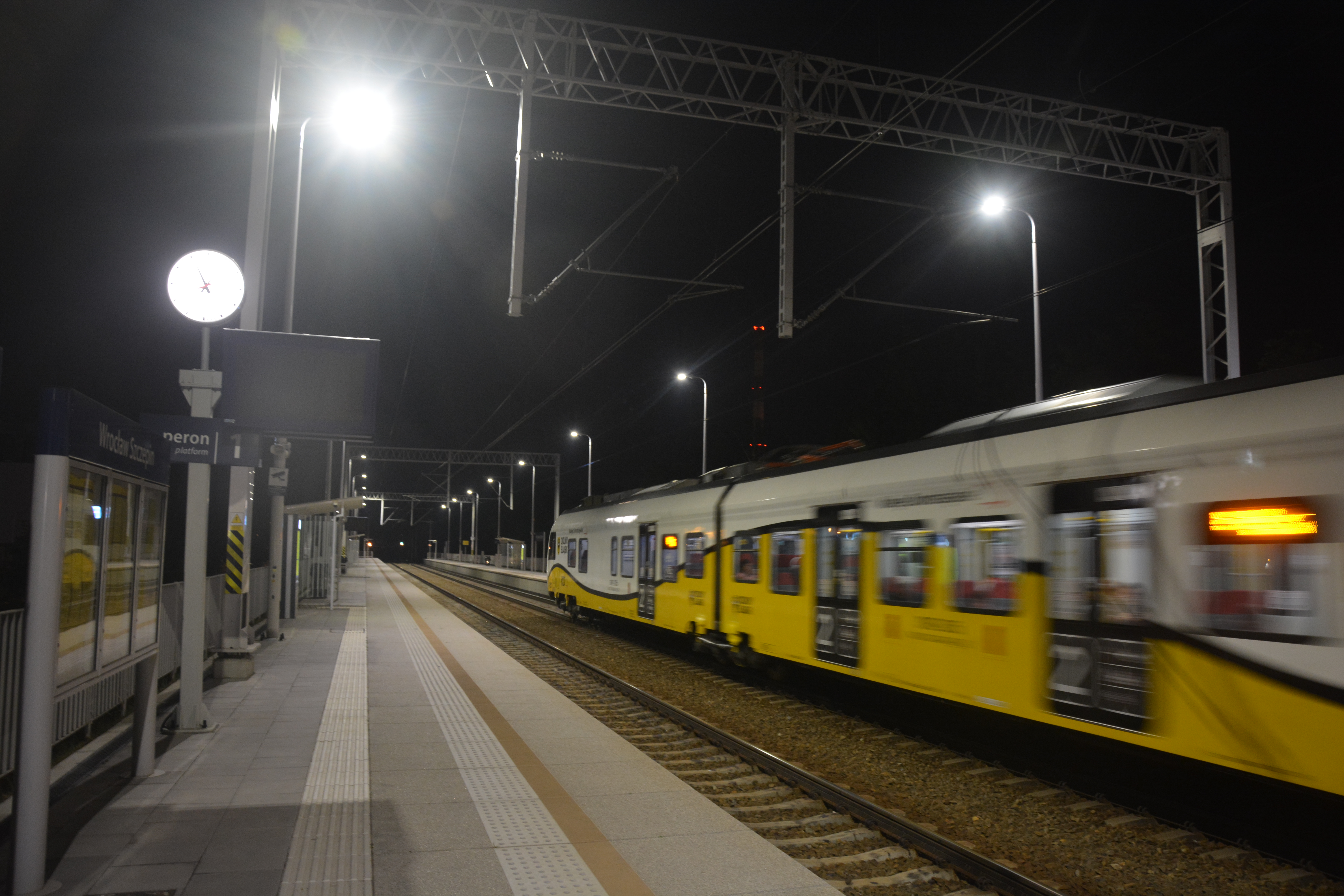
Stacja Wrocław Szczepin nocą

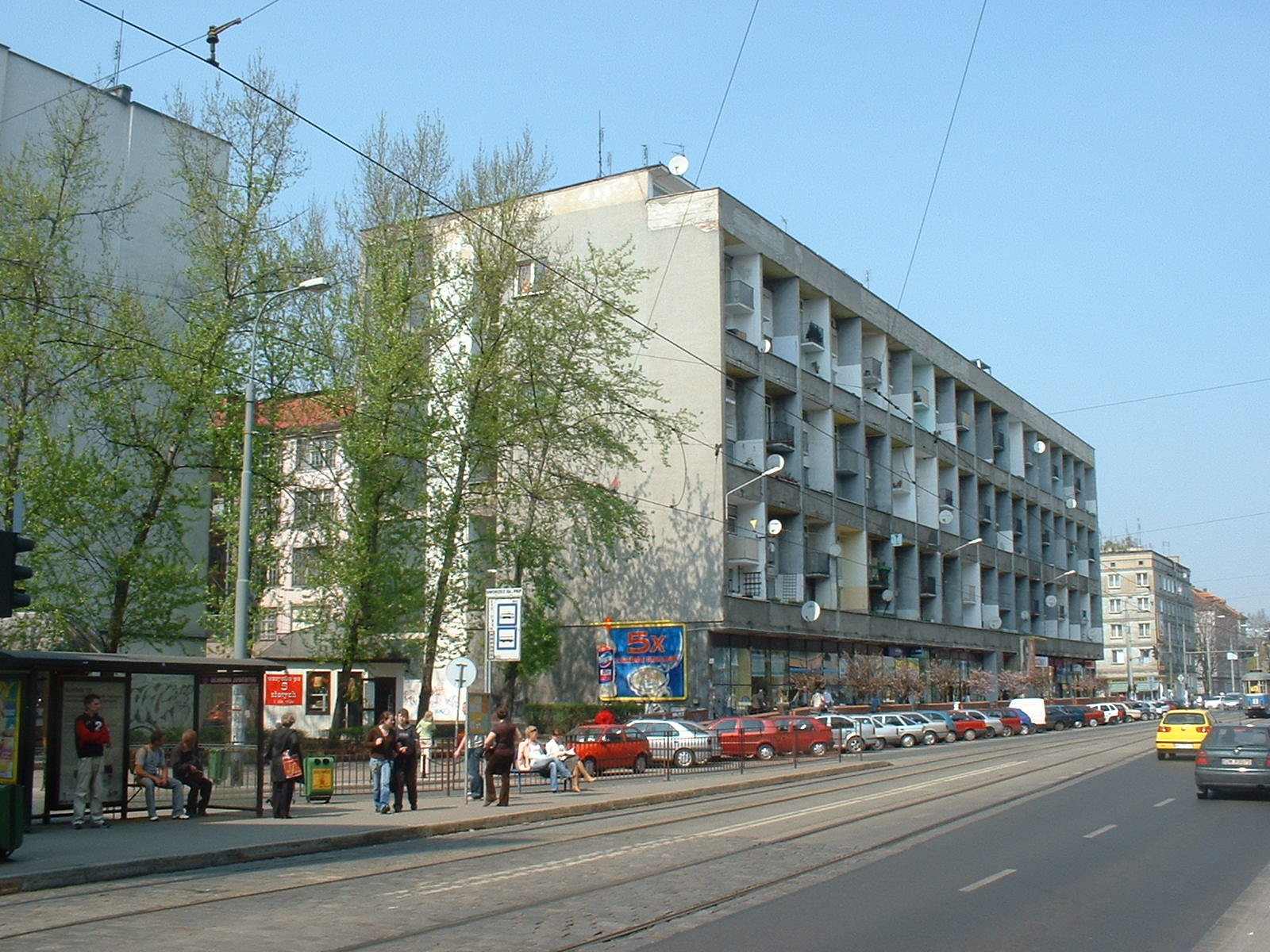
Wrocławski mezonetowiec

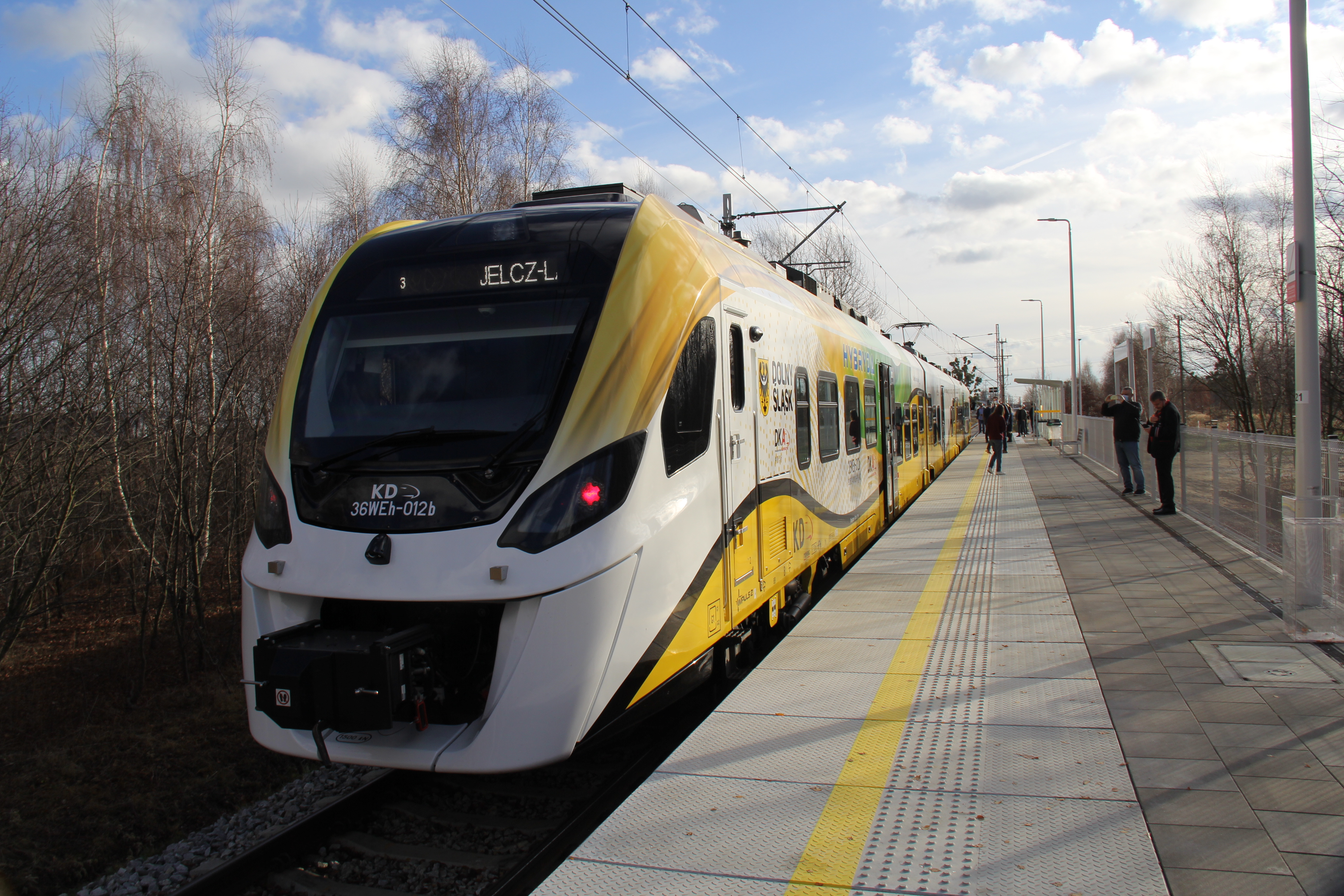
Wrocław Wojnów Wschodni

- (D)  25 marca zmarł Jan Waszkiewicz, działacz opozycji demokratycznej w latach 70. i 80. XX wieku, działacz samorządowy, matematyk z Politechniki Wrocławskiej[424].
- (I)  W II kwartale oddano do użytku kompleks mieszkaniowy Młyn Maria, po rewitalizacji młynów Maria i Feniks, położonych na dwóch wyspach: Piasek i Wyspie Młyńskiej. Powstało tam 119 mieszkań[425].
- (P)   (D)  12 kwietnia „Gazeta Wyborcza” opisała „układ wrocławski” – niejasne powiązania wokół rzecznika PiS Adama Hofmana i grupy R4S[426].
- (B)  20 czerwca zanotowano najwyższą temperaturę we Wrocławiu w ciągu roku – +34,0 °C[422].
- (W)  24 czerwca przyznano tradycyjnie nagrodę Civitate Wratislaviensis Donatus, a otrzymała ją medalistka olimpijska i działaczka społeczna Renata Mauer-Różańska[427].
- (W)  24 czerwca nagrody miasta Wrocławia przyznano: Annie Kraucz-Miękus – szefowej fundacji „Opieka i Troska”, Tadeuszowi Pawłowskiemu – piłkarzowi i trenerowi, Kindze Preis, Fundacji „Promyk Słońca” i Ogólnopolskiemu Strajkowi Kobiet. Ostatnia nagroda wywołała kontrowersje[428].
- (Z)  W lipcu po remoncie otwarto bulwar Słoneczny między ulicą Henryka Probusa i placem Bema. Dokonano nasadzeń 55 drzew i 1157 krzewów i bylin[429].
- (D)  30 lipca we wrocławskiej izbie wytrzeźwień zmarł po brutalnej interwencji personelu izby 26-letni Ukrainiec Dymitrij Nikiforenko, dowieziony na izbę przez policję[430].
- (T)  Od 1 lipca zawieszono wspólny bilet dla kolei i innych środków komunikacji miejskiej na terenie Wrocławia[431]
- (T)  1 września w zastępstwie zlikwidowanego biletu miejskiego miasto wprowadziło bilet imienny o nazwie Nasz Wrocław Kolej. Można z nim jeździć komunikacją miejską za 1 zł miesięcznie (50 groszy za bilet ulgowy) przy wykupionym bilecie miesięcznym trasowanym[432].
- (S)  26 września Sparta Wrocław została mistrzem Polski w sporcie żużlowym, pokonując w finale play-off Motor Lublin[433].
- (K)  30 września w Narodowym Forum Muzyki miała miejsce premiera serialu Wielka woda, którego akcja toczy się we Wrocławiu w czasie powodzi tysiąclecia[434].
- (T)   (I)  4 października 2021 rozpoczęto budowę 2,5-kilometrowego fragmentu Wschodniej Obwodnicy Wrocławia od ul. Grota-Roweckiego do drogi wojewódzkiej nr 395 (rondo Żerniki Wrocławskie) i granicy Wrocławia (ul. Buforowa)[435].
- (G)  15 października ogłoszono wyniki kolejnej edycji obywatelskiego budżetu Wrocławia. Głosowało 90 tys. osób. Najwięcej głosów uzyskał projekt Zieleń to życie, ruch to zdrowie – Gajowice, Maślice, Ołbin i Zakrzów – parki, rekreacja i zieleń w całym mieście, a wśród projektów osiedlowych – park na Maślicach[436].
- (T)  12 grudnia, z wejściem w życie nowego rocznego rozkładu pociągów, włączono do użytku przystanek kolejowy Wrocław Szczepin, który pierwotnie miał działać od czerwca, a nie został uruchomiony wskutek braku porozumienia między władzami miasta a urzędem marszałkowskim województwa dolnośląskiego[437][438][439].
- (T)  Od nowego grudniowego rozkładu jazdy uruchomiono połączenie miejsko-aglomeracyjne ze stacji Wrocław Główny do Jelcza Laskowic przez Wrocław Wojnów. Na trasie oddano nowe przystanki: Wrocław Szczepin, Wrocław Popiele, Wrocław Strachocin i Wrocław Wojnów Wschodni. Połączenia są częściowo finansowane przez gminy[440].
- (D)  8 grudnia zmarł Antoni Gucwiński, wieloletni dyrektor wrocławskiego zoo, współprowadzący program Z kamerą wśród zwierząt[441].

### 2022

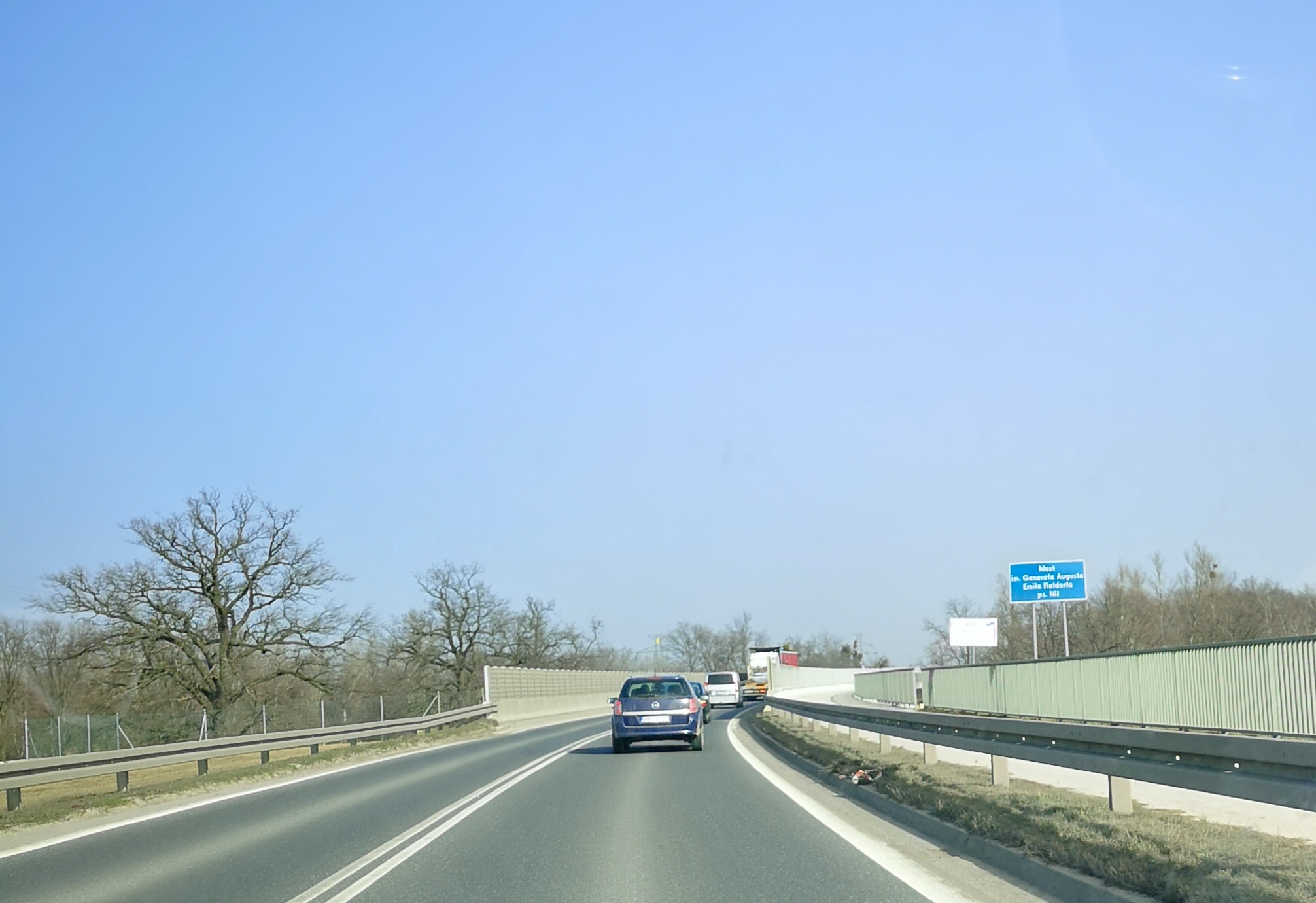
Wschodnia Obwodnica Wrocławia

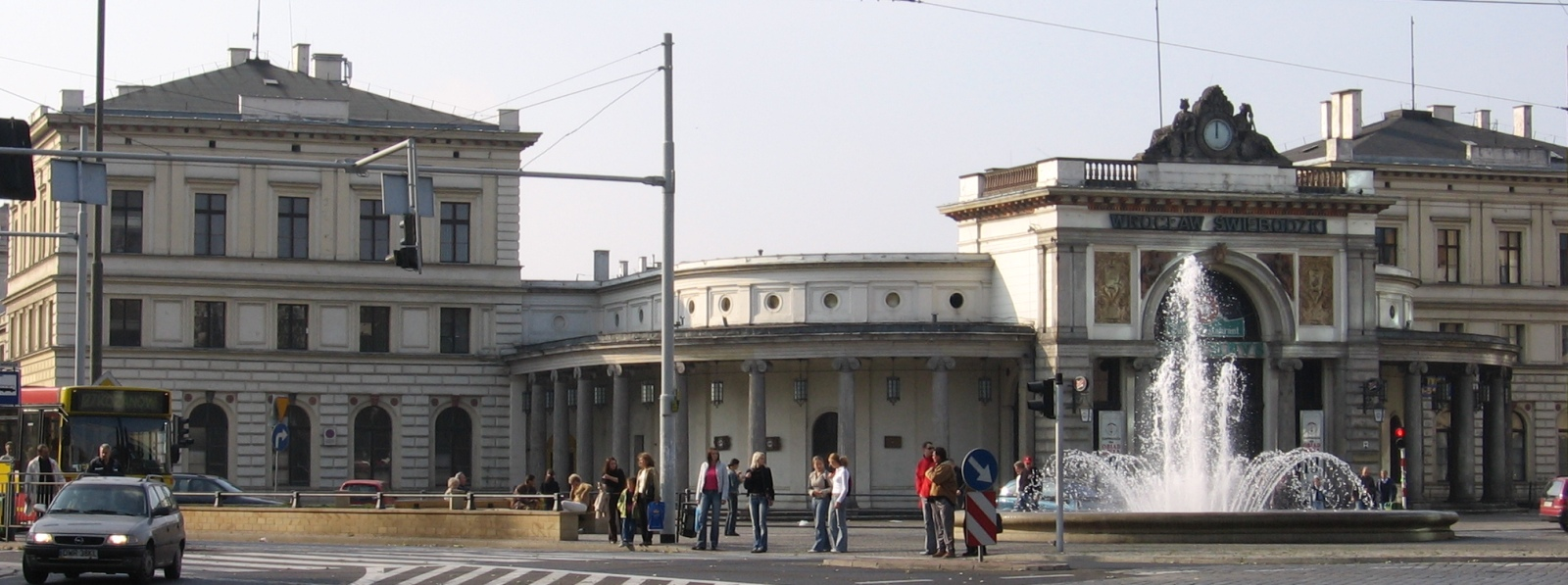
Pociągi wrócą na dworzec Świebodzki w 2026

- (S)  W sezonie 2021/2022 koszykarze Śląska Wrocław po 20 latach zdobyli osiemnasty tytuł mistrza Polski, wygrywając finał z Legią Warszawa[442].
- (Z)  W czerwcu otwarto nowy bulwar między mostem Sikorskiego i mostem Pomorskim, prowadzący nadbrzeżem wzdłuż ulicy Księcia Witolda[443].
- (T)  12 czerwca, po 22 latach, wznowiono ruch na linii kolejowej z Wrocławia Głównego do Świdnicy Miasto przez Kobierzyce i Sobótkę, od wielu lat nieczynny element kolei aglomeracyjnej w okolicach Wrocławia[444].
- (W)  24 czerwca przyznano tradycyjnie nagrodę Civitate Wratislaviensis Donatus, a otrzymała ją w tym roku prof. Alicja Chybicka, lekarka[445].
- (W)  24 czerwca nagrody miasta Wrocławia przyznano: Adamowi Komarowi – prezesowi Fundacji „Potrafię Pomóc", Lechosławowi Kazimierzowi Stefanowi – założycielowi dyskusyjnego Klubu „Spotkanie i Dialog", Andrzejowi Ziemiańskiemu – autorowi literatury fantasy i science fiction; Dortmundzko-Wrocławsko-Lwowskiej Fundacji im. św. Jadwigi oraz Fundacji Ukraina[446].
- (I)   (S)  5 lipca otwarto drugi w mieście aquapark przy ul. Polnej na Brochowie z czterema basenami, strefą saunową, siłownią i salą do jogi[447].
- (B)  21 lipca zanotowano najwyższą temperaturę we Wrocławiu w ciągu roku – +37,4 °C[448].
- (M)  31 lipca przestała działać duża przychodnia przy ulicy Pabianickiej, obsługująca 8 tys. pacjentów, mimo protestów społecznych. Ośrodek zdrowia został przeniesiony do Sky Tower[449].
- (K)   (I)  W sierpniu koło dworca głównego ustawiono ławkę patriotyczną. Zdemontowano ją pod koniec listopada z uwagi na uszkodzenia[450].
- (D)  W sierpniu doszło do katastrofy ekologicznej na Odrze, która nie ominęła również Wrocławia, choć dotyczyła bardziej regionów środkowego i dolnego biegu rzeki[451].
- (E)  1 września przy ulicy Powstańców Śląskich rozpoczęło działalność prywatne liceum ogólnokształcące IPS. Szkoła otrzymała autoryzację International Baccalaureate oraz Cambridge Assessment International Education. Czesne wynosiło 4 tys. zł miesięcznie[452].
- (L)  20 września opublikowano najnowsze dane GUS, według których Wrocław z populacją 672 929 mieszkańców został trzecim miastem w Polsce pod względem liczby ludności i wyprzedził Łódź (670 tys. mieszkańców)[453].
- (I)  We wrześniu rozpoczęto wyburzanie domu towarowego „Solpol” przy ul. Świdnickiej, oddanego do użytku w roku 1993[454].
- (K)  5 października Netflix wyemitował pierwszy odcinek serialu Wielka woda, w reżyserii Jana Holoubka, opartego na historii powodzi tysiąclecia we Wrocławiu w 1997[455].
- (G)  13 października ogłoszono wyniki dziesiątej edycji obywatelskiego budżetu Wrocławia. Głosowało 86 tys. osób. Najwięcej głosów uzyskał projekt Zielono mi i bezpiecznie – Etap 4. Parki, tereny zielone i drogi. Lipa Piotrowska, Widawa, Sołtysowice, Polanowice – Poświętne – Ligota, a wśród projektów osiedlowych – Zielony skwer im. Kajdasza na Jagodnie[456].
- (D)  20 listopada na rondzie Reagana doszło do groźnego wypadku; po zderzeniu z samochodem osobowym autobus wpadł do przejścia podziemnego, co spowodowało rozległe uszkodzenie konstrukcji. Autobus został wyciągnięty za pomocą dźwigu, a remont zejścia zakończono 30 maja 2023[457].
- (I)  Na początku grudnia zakończono remont mezonetowca przy ul. Kołłątaja, jedynego bloku w mieście z dwupoziomowymi mieszkaniami[458].
- (B)  14 grudnia zanotowano najniższą temperaturę we Wrocławiu w roku 2022 – −21,0 °C[448].
- (T)   (I)  20 grudnia 2022 roku oddano do użytku mający około 10 km długości odcinek Wschodniej Obwodnicy Wrocławia łączący drogę wojewódzką nr 368 na pograniczu Mirkowa i Długołęki z drogą nr 455 w Łanach[459][460].

### 2023

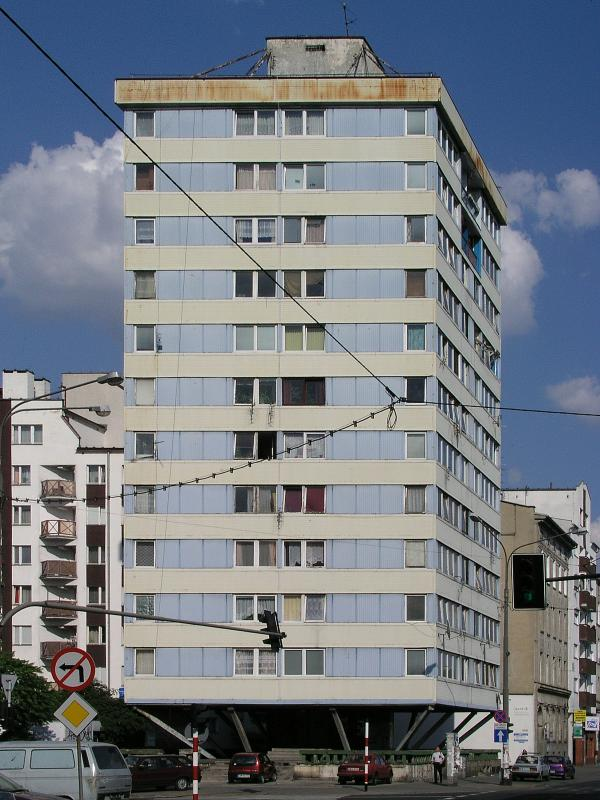
Trzonolinowiec we Wrocławiu

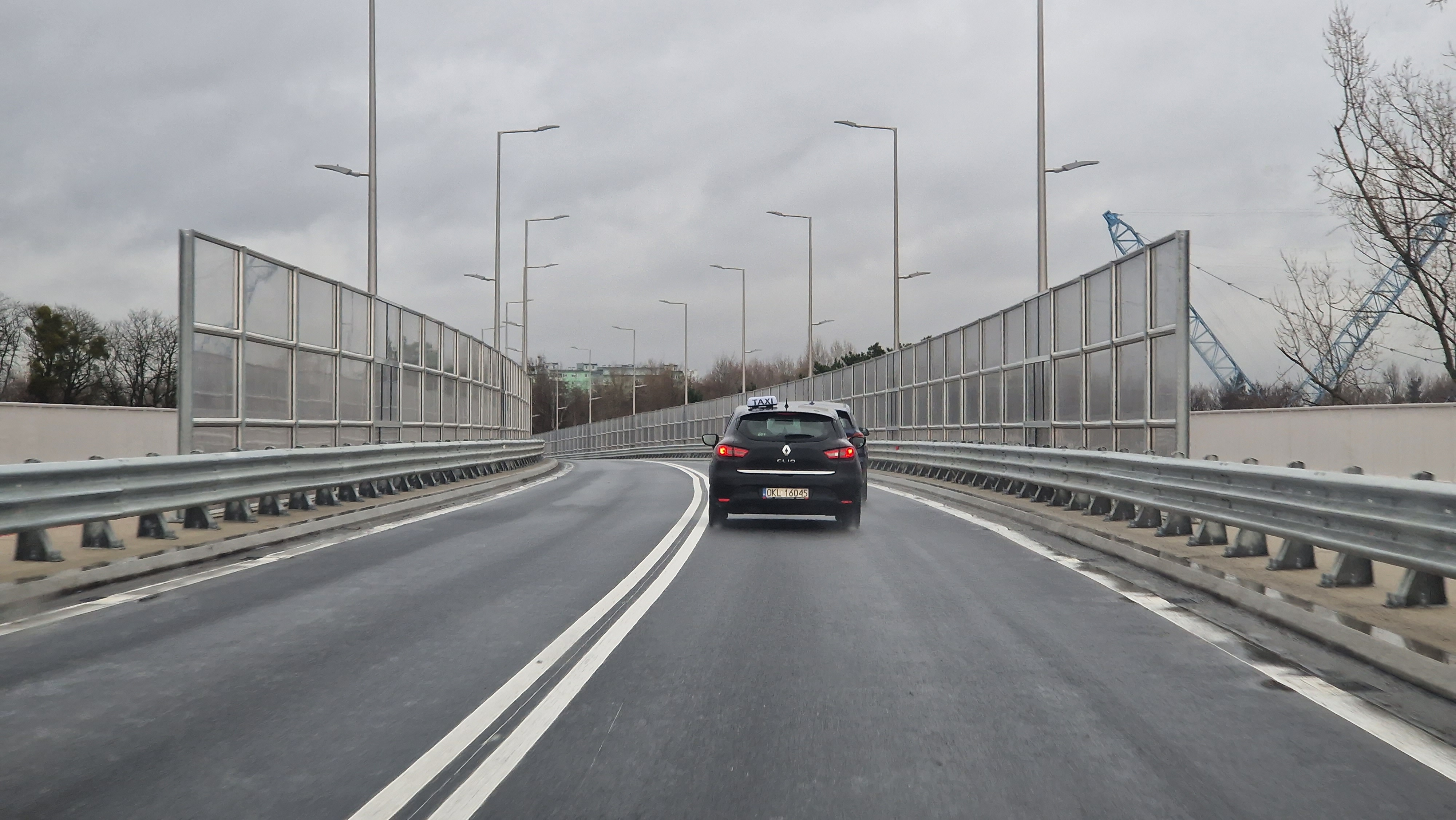
Most Olimpijski

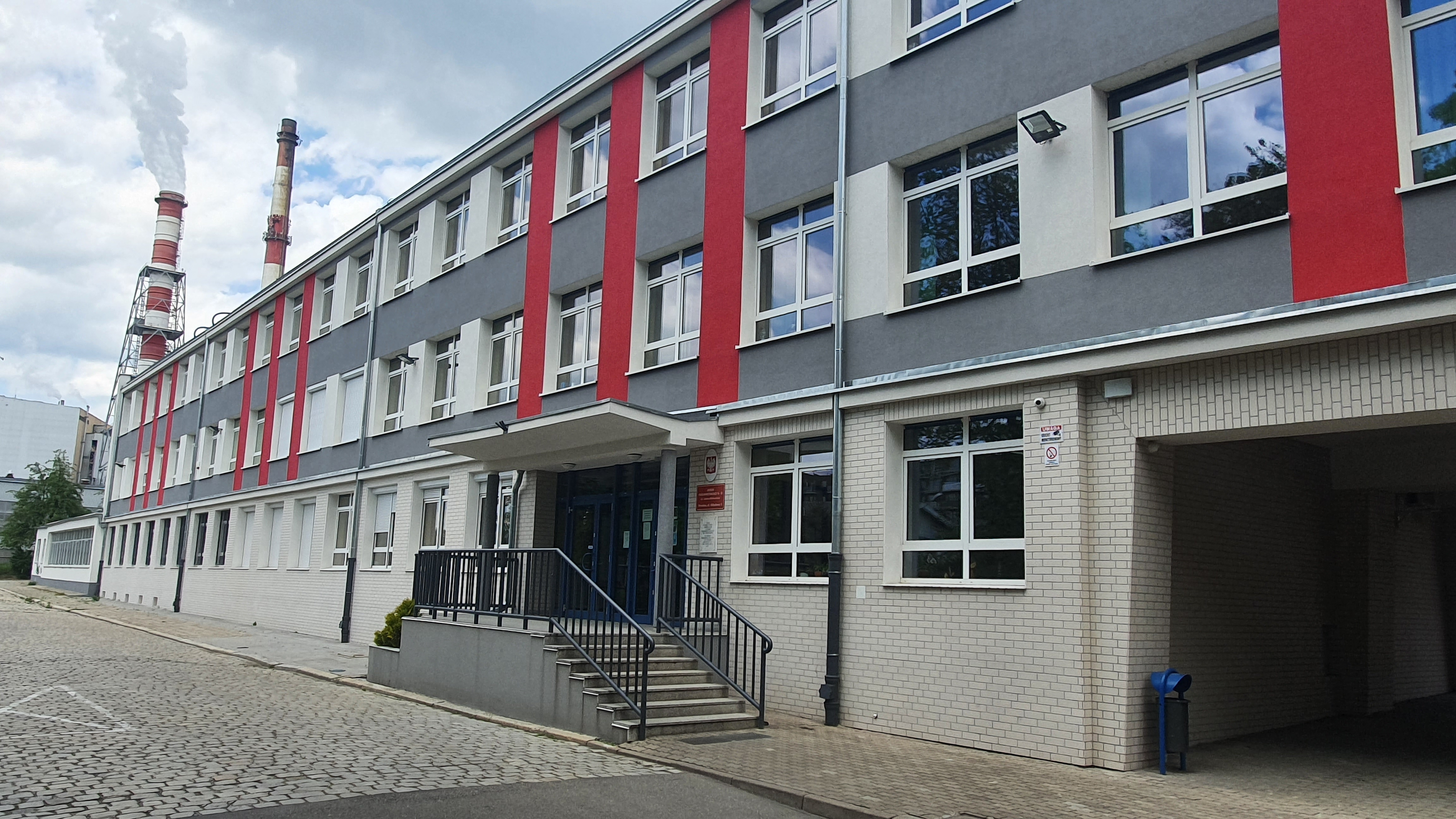
Liceum Ogólnokształcące nr III przy ul. Składowej

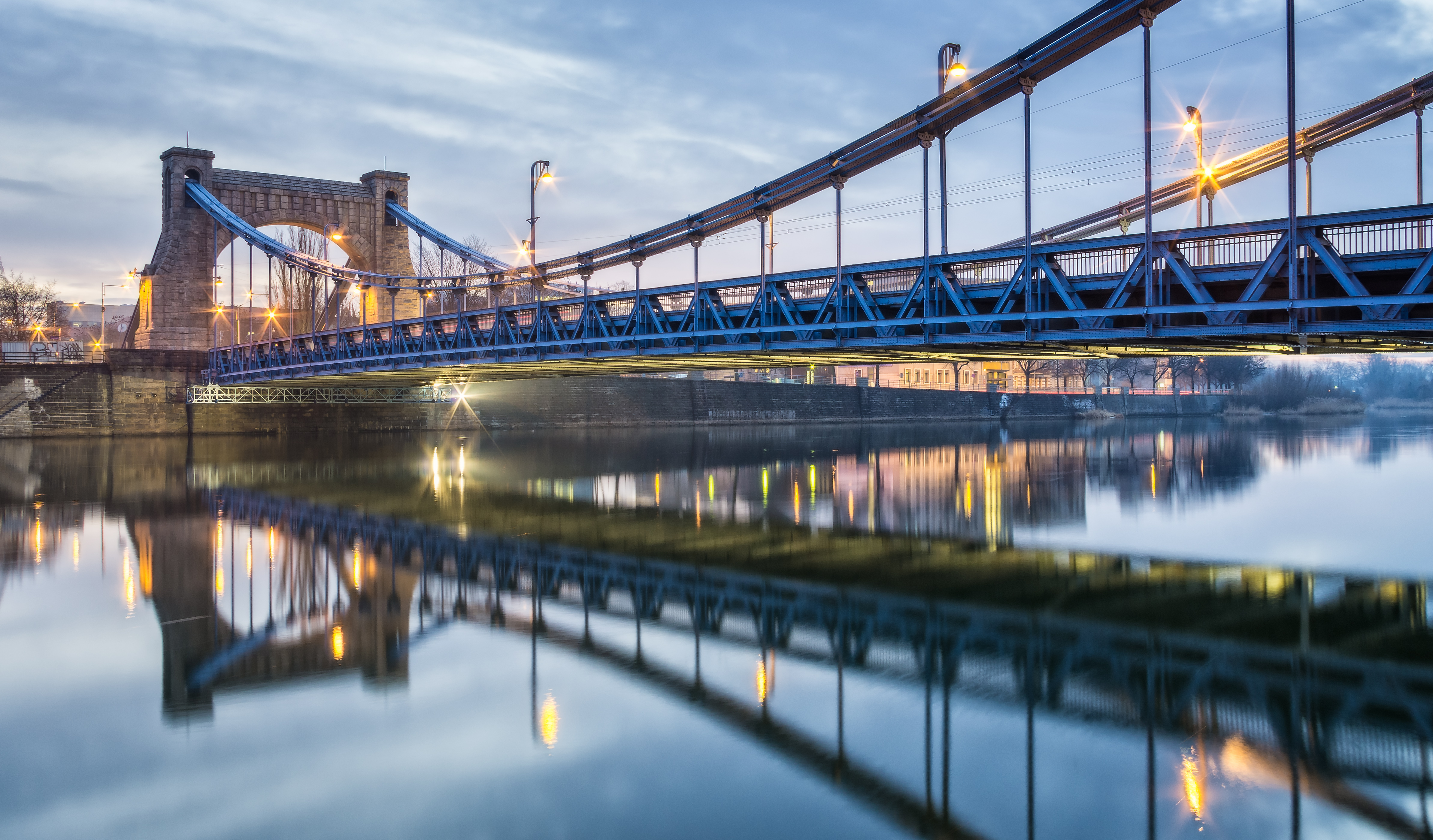
Most Grunwaldzki

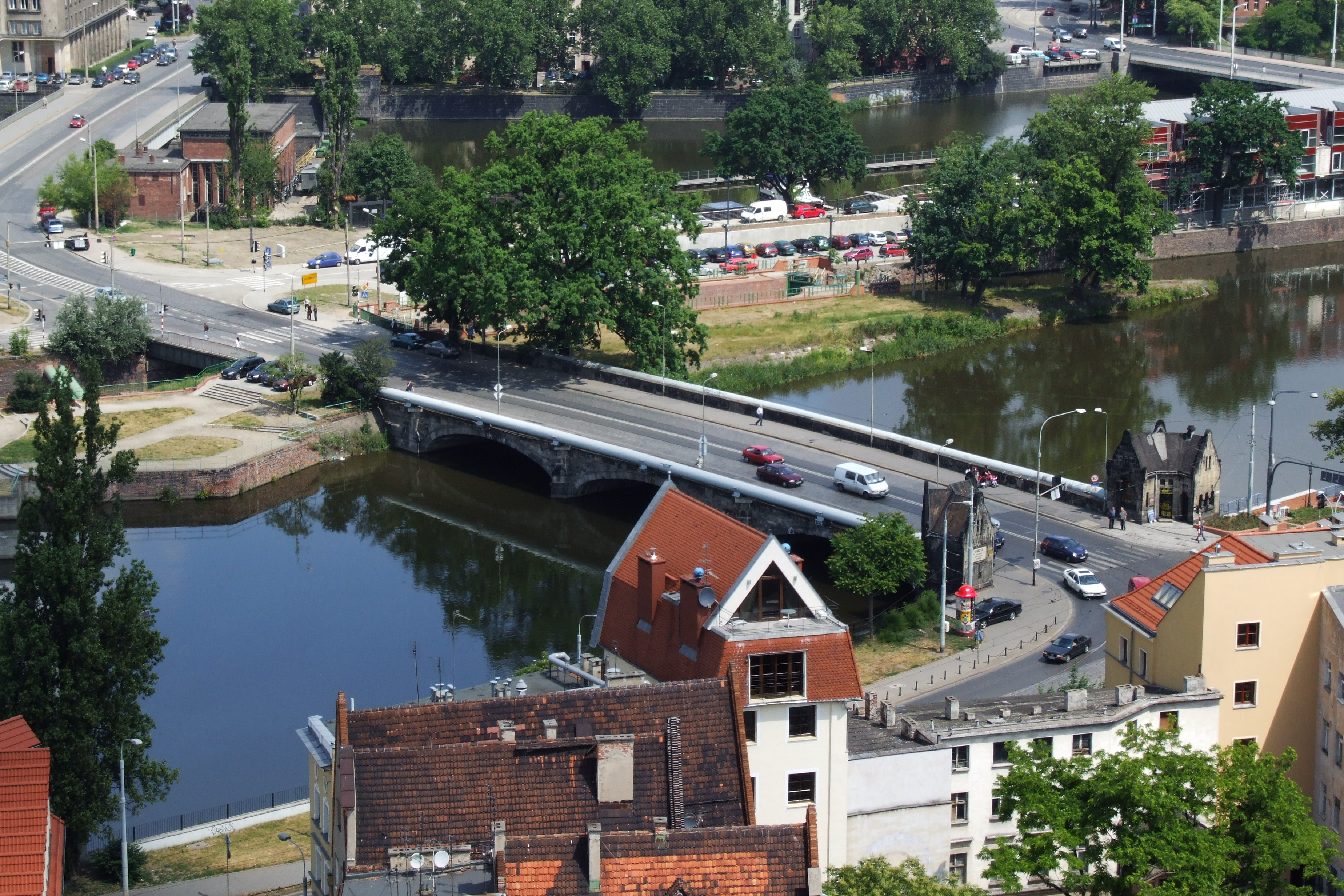
Mosty Pomorskie widziane z wieży kościoła św. Elżbiety
w lewym górnym rogu – Północny
w centrum kadru – Południowy
pomiędzy nimi – środkowy

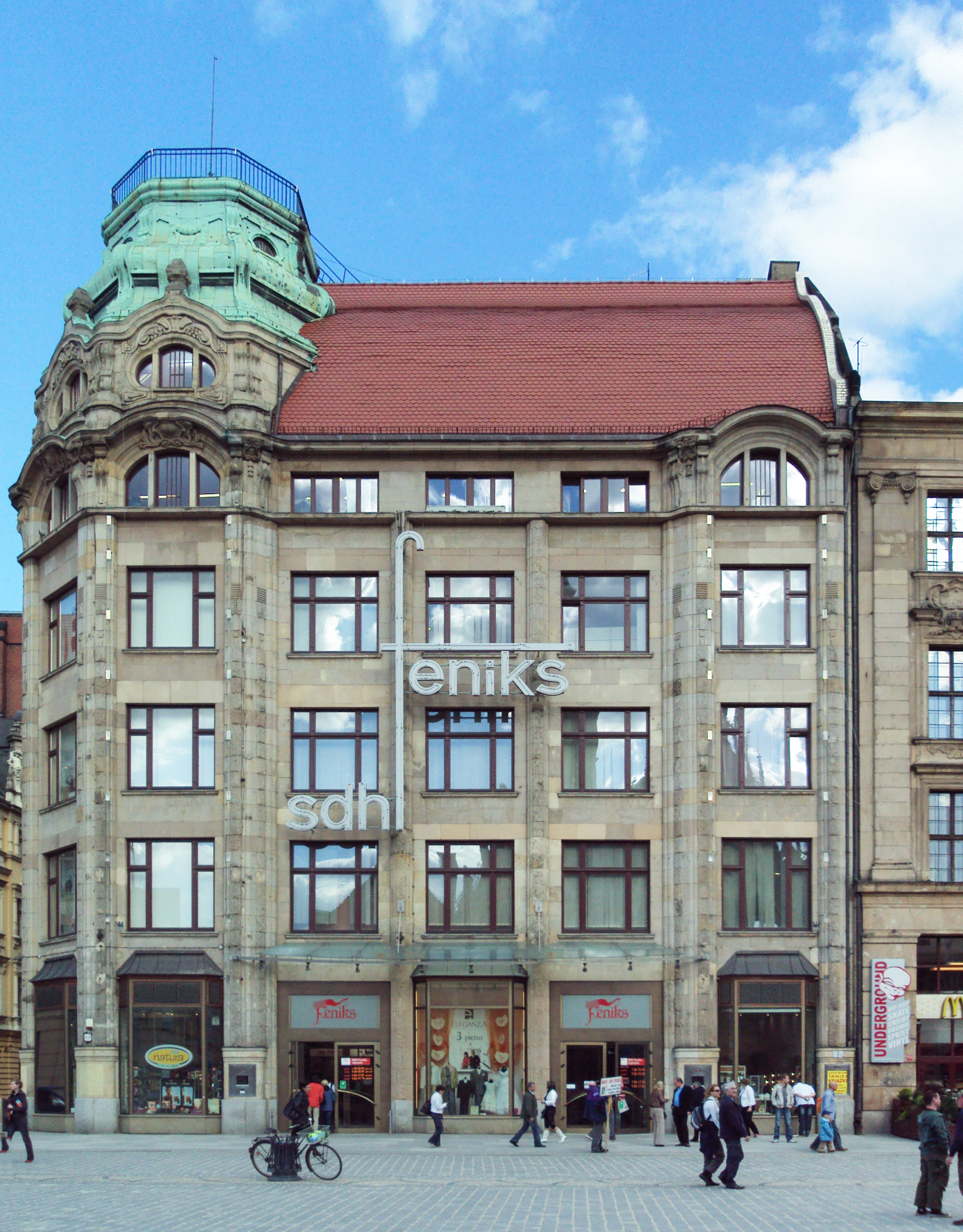
Dom Handlowy Feniks

- (D)  19 stycznia zmarł prezes wrocławskiego MPK – Krzysztof Balawejder, współtwórca TORYwolucji, planu kompleksowych remontów torów tramwajowych, a także społecznik[461].
- (I)  30 stycznia po trzyletnim i kosztującym 70 milionów złotych remoncie otwarto mosty Pomorskie[462].
- (P)  24 lutego w budynku Opery Wrocławskiej zorganizowano imprezę urodzinową współpracownika ministra Przemysława Czarnka, Bartosza Rybaka, z udziałem piosenkarza disco polo Sławomira Świerzyńskiego, który odśpiewał „Majteczki w kropeczki”. W konsekwencji odwołano dyrektorkę opery, Halinę Ołdakowską[463].
- (T)  3 marca pierwszy pociąg po 30 latach wjechał na dworzec Świebodzki. Był to przejazd symboliczny, aby uczcić podpisanie umowy na rewitalizację tej stacji[464].
- (E)  W opublikowanym w kwietniu rankingu szkół średnich wrocławskie III Liceum Ogólnokształcące po raz pierwszy prześcignęło „Czternastkę”[465].
- (S)  W sezonie 2022/2023 Śląsk Wrocław zdobył wicemistrzostwo Polski w koszykówce, ustępując tylko mistrzowi Kingowi Szczecin[442].
- (T)   (I)  15 maja oddano do użytku torowisko w ciągu ulic Popowickiej i Długiej łączące trasę na Kozanów i Stadion Miejski z mostami Mieszczańskimi. Nową trasą kursują nowe linie 18 (Kozanów – Gaj) i 19 (Kozanów – ZOO). Linia 18 zastąpiła dawną linię 32[466].
- (W)  24 czerwca przyznano tradycyjnie nagrodę Civitate Wratislaviensis Donatus, a otrzymał ją pisarz Marek Krajewski[467].
- (W)  24 czerwca przyznano Nagrody Miasta Wrocławia. Otrzymali je: prof. dr hab. Dariusz Patkowski, kierownik Katedry i Kliniki Chirurgii i Urologii Dziecięcej Uniwersytetu Medycznego we Wrocławiu Maciej Jacyna, prezes Wrocławskiego Klubu Sportowego Niesłyszących „Świt”, Małgorzata Gorący, prezes Stowarzyszenia „Ostoja”, Fundacja „Serce Polski” działająca w mieście partnerskim Bredzie oraz Fundacja „Onkologika”[468].
- (T)   (I)  12 lipca ZDUiM ogłosił przetarg na remont mostu Grunwaldzkiego. Remont obejmujący m.in. płytę mostu, torowiska i balustrady ma zakończyć się w roku 2026[469].
- (I)   (T)  3 września oddano do użytku ostatni fragment trasy autobusowo-tramwajowej na Nowy Dwór, wraz z nową estakadą przechodzącą nad torami kolejowymi – odcinek od Wrocławskiego Parku Przemysłowego, przez ul. Strzegomską, na Nowy Dwór. Dokonano korekty linii tramwajowych oraz uporządkowano ich numerację, by mieściła się w zakresie 1–23[470].
- (I)  Przez kilka tygodni mieszkańcom trzonolinowca groziła eksmisja, a budynek miał być wyburzony z uwagi na zły stan techniczny. Ostatecznie budynek wpisano do rejestru zabytków i zlecono nową ekspertyzę[471].
- (Z)  W październiku na Muchoborze Wielkim w pobliżu stawów przy ul. Kunickiego otwarto nowy kieszonkowy park miejski. Koszt inwestycji wyniósł 1,3 mln zł[472].
- (G)  13 października ogłoszono wyniki jedenasty edycji obywatelskiego budżetu Wrocławia. Głosowało 83 754 osób. Najwięcej głosów uzyskał projekt Zieleń i Sport na Zachodzie – Pracze Odrzańskie, Żerniki i Nowe Żerniki, a wśród projektów osiedlowych – Zielone i bezpieczne Karłowice[473][474].
- (P)  W przeprowadzonych 15 października wyborach parlamentarnych,  we Wrocławiu uzyskano następujące wyniki: Koalicja Obywatelska – 6 mandatów, PiS – 4 mandaty, Trzecia Droga – 2 mandaty, Konfederacja i Lewica – po jednym mandacie[475].
- (P)   (L)  Podczas wyborów parlamentarnych 15 października kolejka do lokalu wyborczego nr 148 na Jagodnie czekała na oddanie głosów do godz. 2:45 w nocy. Dla oczekujących na oddanie głosu pizzeria „Mania Smaku” przygotowała trzysta porcji pizzy[476].
- (I)   (T)  16 października, mimo przesunięcia na listę rezerwową, PKP PLK ogłosiły przetarg na zaprojektowanie towarowej obwodnicy Wrocławia również dla potrzeb kolei aglomeracyjnej, która miałaby wykorzystywać czwarty, dobudowany tor. Zapowiedziano przystanki w okolicach ul. Grabiszyńskiej, przy Al. Hallera, przy pętli tramwajowej na Krzykach, na Gaju przy Uniwersyteckim Szpitalu Klinicznym i na Jagodnie[477][478].
- (D)  12 listopada zmarła Hanna Gucwińska, wieloletnia dyrektorka wrocławskiego Zoo, współprowadząca program Z kamerą wśród zwierząt[479].
- (I)   (T)  25 listopada otwarto obwodnicę Leśnicy. Ulica na większości przebiegu nosi nazwę 11 Listopada. Jej koszt to 380 mln zł[480].
- (D)  1 grudnia na ul. Sudeckiej doszło do postrzelenia dwóch policjantów przez przewożonego przez nich zatrzymanego Maksymiliana F. Przestępca posiadał przy sobie nieznalezioną wcześniej broń. Obaj policjanci zmarli[481].
- (F)   (P)  20 grudnia, wskutek zmian politycznych po wyborach 15 października, przestała nadawać swój sygnał Telewizja Wrocław[482].
- (I)   (T)  23 grudnia 2023 otwarto Aleję Wielkiej Wyspy, łączącą południowe dzielnice Wrocławia z północno-wschodnimi[483].

### 2024

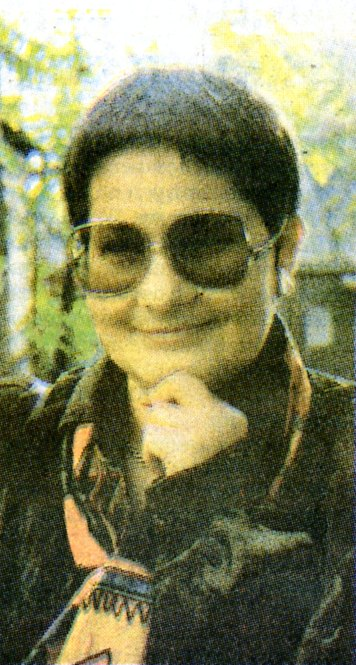
Barbara Labuda

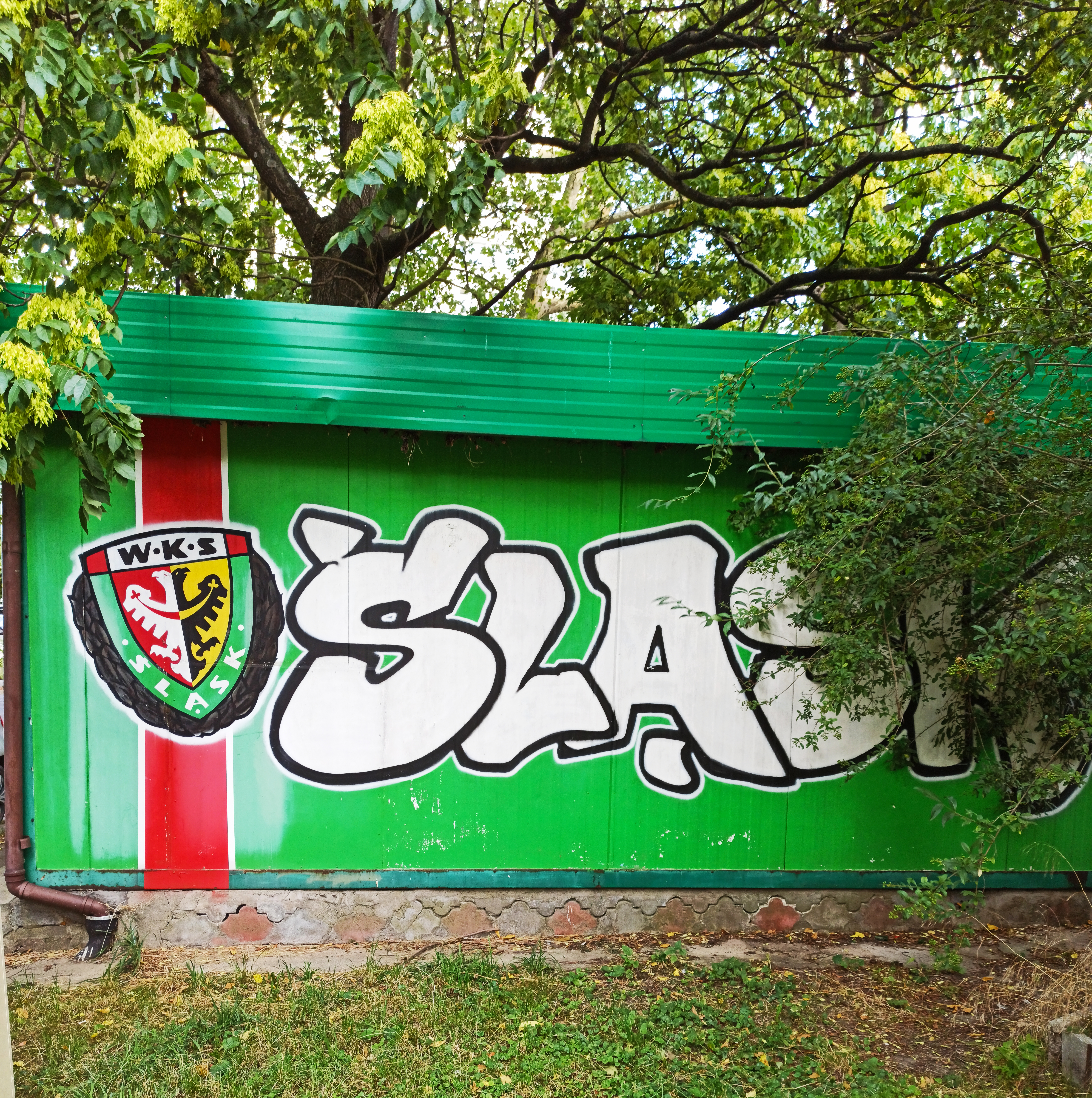
Mural WKS Śląsk przy ul. Racławickiej

- (H)  1 stycznia zamknięto dolne piętro Domu Handlowego „Feniks”, czynnego od 1946. Właścicielem sklepu była Powszechna Spółdzielnia Spożywców Społem. Parter domu towarowego przejmie sieć „Dino”[484].
- (L)  6 stycznia przez miasto przeszedł tradycyjny orszak Trzech Króli, w którym udział wzięło 200 osób[485].
- (H)  11 stycznia rada miejska wydała nocny zakaz sprzedaży alkoholu na ośmiu osiedlach: Huby, Ołbin, Nadodrze, Plac Grunwaldzki, Powstańców Śląskich, Przedmieście Oławskie, Przedmieście Świdnickie i Szczepin[486].
- (F)  23 stycznia minister kultury Bartłomiej Sienkiewicz wyznaczył Tomasza Dudę na likwidatora Radia Wrocław[487].
- (C)  26 lutego w rankingu „fDi Intelligence” powiązanym z „Financial Times” Wrocław został wybrany miastem przyszłości numer 1 w grupie miast średniej wielkości[488].
- (Z)  24 marca otwarto Park Krzycki, usytuowany w okolicy ulic Skarbowców i Racławickiej[489].
- (A)  7 kwietnia odbyły się wybory do rady miejskiej Wrocławia. Zwyciężyła Koalicja Obywatelska (42,13% – 23 mandaty i samodzielne rządy), drugie miejsce zajęło Prawo i Sprawiedliwość (21,47% i 8 mandatów), komitet Lewica i Samorządowcy uzyskał 14,19% (6 mandatów)[490].
- (A)  7 kwietnia, w pierwszej turze wyborów prezydenta Wrocławia z poparciem 38,9% zwyciężył Jacek Sutryk, drugie miejsce zdobyła Izabela Bodnar reprezentująca Trzecią Drogę – obie kandydatury awansowały do drugiej rundy[491].
- (A)  21 kwietnia w II rundzie wyborów na prezydentów miast Jacek Sutryk został prezydentem Wrocławia na drugą kadencję. Jacek Sutryk otrzymał 115 350 głosów (68,29%), na Izabelę Bodnar głosowało 53 572 osób (31,71%)[492].
- (I)   (H)  2 maja zamknięto działającą od roku 2007 galerię Arkady Wrocławskie, sprzedaną w grudniu 2023 spółce Develia za 42,9 mln euro[493].
- (K)  8 maja na skwerze pomiędzy ulicami Glinianą, Borowską i Dyrekcyjną odslonięto Pomnik Żołnierzy Niezłomnych, przedstawiający 9 postaci żołnierzy w szklanych bryłach. Pomnik odsłoniła Wanda Kiałka, represjonowana przez NKWD[494].
- (S)  25 maja piłkarze Śląska Wrocław po zwycięstwie z Rakowem Częstochowa zostali wicemistrzami Polski, ustępując Jagiellonii Białystok, która miała lepszy bilans spotkań bezpośrednich. Dzień później w rynku odbyła się feta kibiców[495].
- (U)  W maju rozpoczęto wyburzanie komisariatu policji przy ulicy Trzemeskiej, w którym doszło do rażenia paralizatorem Igora Stachowiaka. Budynek zdaniem Policji był zbyt stary i coraz gorzej spełniał swe funkcje[496].
- (D)  16 czerwca wybuchł pożar w pałacu Stolbergów w Świniarach, w wyniku którego spłonęło całe wnętrze budowli[497][498].
- (K)  24 czerwca rozstrzygnięto konkurs Wielkiej Nagrody Wrocławia: poetycki  „Wrocław w twórczości poetyckiej młodzieży”, plastyczny „Wrocław moje miasto” i „Wrocław w fotografii”[499].
- (W)  24 czerwca na uroczystej sesji przyznano tytuł Civitate Wratislaviensis Donatus Barbarze Labudzie[500].
- (T)  1 sierpnia powrócił wspólny bilet miejski – posiadacze biletów komunikacji miejskiej ważnych przynajmniej dobę mogą korzystać z połączeń kolejowych na obszarze Wrocławia oraz stacji Iwiny. Miasto Wrocław dopłaci kolei w roku 2024 15 mln zł, a w roku 2025 33–36 mln zł[501].
- (B)   (D)  2 i 3 sierpnia miasto nawiedziła ulewa – w 18 godzin spadło 77,1 l/m² wody, co było poprawieniem rekordu Polski z roku 1951. Deszcz doprowadził do licznych zalań i podtopień[502].
- (F)  22 sierpnia o godz. 12 na Placu Solnym we Wrocławiu rozpoczęło się świętowanie stu lat radia we Wrocławiu, zorganizowane przez Radio Wrocław, Radio RAM i Radio Wrocław Kultura. Rozgłośnie te uczciły rocznicę prowadząc równocześnie 24-godzinny program na żywo[503].
- (B)   (D)  Od 16 września we Wrocławiu działał centralny sztab kryzysowy zwołany podczas powodzi w m.in. województwie dolnośląskim, zwołany przez premiera Donalda Tuska. Sztab zajmował się koordynacją działań przeciwpowodziowych, ochroną ludności i pomocą powodzianom[504].
- (B)   (D)  18 września do Wrocławia dotarła fala kulminacyjna powodzi w południowej Polsce. Jej przejście przez miasto trwało 3 i pół dnia. Fala nie wyrządziła większych szkód[505].
- (B)   (D)  24 września o godz. 22:50 w Trestnie woda opadła poniżej poziomu alarmowego, osiągając 449 cm, o centymetr mniej niż wynosi stan alarmowy[506].
- (N)  W październiku ogłoszono prestiżowy ranking „Times Higher Education World University” według którego najlepszą uczelnią w Polsce został Uniwersytet Medyczny we Wrocławiu, wyprzedzając Uniwersytet Jagielloński i Uniwersytet Warszawski[507].
- (U)  Z początkiem listopada weszło prawo, na mocy którego we Wrocławiu nie będą mogły być budowane budynki powyżej sześciu pięter, poza tymi, na budowę których wydano już zezwolenie[508].
- (P)  14 listopada zatrzymano prezydenta Wrocławia Jacka Sutryka, przewieziono go do prokuratury w Katowicach, gdzie postawiono mu zarzuty nielegalnego uzyskania dyplomu Collegium Humanum, posługiwania się nim i wyłudzenia 230 tys. złotych[509].
- (T)  3 grudnia na wrocławskie tory powrócił tramwaj linii „0”, zwany potocznie zerówką. W nowej odsłonie jest to linia weekendowa, objeżdżająca centrum Wrocławia z przedłużeniem i pętlą w okolicach Zoo[510][511].

### 2025
- (T)  22 lutego wznowiono kursowanie tramwaju linii 24, tym razem na trasie Pilczyce – Kowale przez ul. Starogroblową, Pomorską i Słowiańską[512].